# Жилијен Алафилип
Жилијен Алафилип (фр. Julian Alaphilippe; Сент Аман Монрон, 11. јун 1992) француски је бициклиста који тренутно вози за  ворлд тур тим — Судал—Квик-степ. Три пута је освојио Флеш Валон, два пута Свјетско првенство у друмској вожњи, а по једном је освојио Тур оф Калифорнију, Тур оф Бритејн, Класика де Сан Себастијан, награду за најагресивнијег возача и брдску класификацију на Тур де Франсу, Милано—Санремо, Страде Бјанке, Брабантсе пајл, Фон Ардеше класик и награду за најагресивнијег возача на Ђиро д’Италији. Остварио је шест етапних побједа на Тур де Франсу, као и по једну на Ђиро д’Италији и Вуелта а Еспањи. Освојио је једну сребрну медаљу на Европском првенству у друмској вожњи, а једном је освојио и награду Вело д’Ор за бициклисту године. На петом је мјесту по броју побједа за тим Квик-степ у историји, иза Тома Бонена, Марка Кевендиша, Ремка Евенепула и Фабиа Јакобсена. Његов млађи брат Брајан Алафилип је бивши бициклиста, а његова партнерка Марион Русе је такође бивша бициклисткиња.
На почетку јуниорске каријере такмичио се у циклокросу, гдје је освојио сребрну медаљу за јуниоре на Свјетском првенству и бронзану медаљу за возаче до 23 године на Европском првенству, након чега је почео да се такмичи на друму. Године 2014. почео је професионалну каријеру у тиму Омега фарма—Квик-степ, а 2015. завршио је на другом мјесту Тур оф Калифорнију, Флеш Валон и Лијеж—Бастоњ—Лијеж. Године 2016. возио је Тур де Франс по први пут, освојио је Тур оф Калифорнију и сребрну медаљу на Европском првенству у друмској вожњи, а завршио је Флеш Валон на другом мјесту. Године 2017. завршио је Милано—Санремо на другом мјесту и Париз—Ницу на петом; возио је Вуелта а Еспању по први пут, гдје је остварио једну етапну побједу, што му је била прва побједа на гранд тур тркама. У финишу сезоне завршио је Ђиро ди Ломбардију на трећем мјесту.
Године 2018. освојио је Флеш Валон, Класика де Сан Себастијан и Тур оф Бритејн, док је на Тур де Франсу остварио двије етапне побједе и освојио је брдску класификацију. Године 2019. освојио је Страде Бјанке, Милано—Санремо и Флеш Валон, док је на Тур де Франсу остварио двије етапне побједе и завршио је на петом мјесту у генералном пласману, уз освојену награду за најагресивнијег возача, а носио је жуту мајицу на 14 етапа. Године 2020. освојио је Брабантсе пајл, завршио је Милано—Санремо на другом и Лијеж—Бастоњ—Лијеж на петом мјесту, а на Тур де Франсу је остварио једну етапну побједу и носио је жуту мајицу на три етапе. У финишу сезоне је освојио Свјетско првенство у друмској вожњи, након чега је пао на Ронде ван Фландерену док је био у бијегу са Метјуом ван дер Пулом и Ваутом ван Артом.
Године 2021. освојио је Флеш Валон по трећи пут, завршио је Страде Бјанке, Бретање класик и Лијеж—Бастоњ—Лијеж на другом, а Амстел голд рејс, Класика де Сан Себастијан и Ђиро ди Ломбардију на шестом мјесту. На Тур де Франсу је остварио једну етапну побједу и носио је жуту мајицу на једној етапи, док је у финишу сезоне освојио Свјетско првенство у друмској вожњи други пут заредом. Године 2022. је остварио укупно двије побједе и завршио је Флеш Валон на четвртом мјесту. Године 2023. освојио је Фон Ардеше класик и остварио је етапну побједу на Критеријуму ди Дофине, а 2024. је возио Ђиро д’Италију по први пут, гдје је остварио једну етапну побједу и освојио је награду за најагресивнијег возача трке, коју је такође добио на четири етапе. Завршио је Милано—Санремо на деветом, Класика де Сан Себастијан на другом и Гран при сајклисте де Монтреал на трећем мјесту.

## Дјетињство и јуниорска каријера
Рођен је у Сент Аман Монрону, општини у департману Шер од оца Жака и мајке Кетрин, а његова породица се преселила у Дезертен, у департману Алије, када је имао шест година. Његов отац је био музичар и инспирисао га је да научи да свира бубњеве, а заједно са осталим члановима породице свирао је на улици Монлисона током француског националног дана музике. Са седам година је почео да вози бицикл и придружио се тиму Монтлукон Сен Аман, а такође је почео да га тренира рођак Френк Алафилип. Са 11 година, рекао је мајци да жели да поздрави ујака у Сент Аман Монрон, ставио је воду у ранац и бициклом возио 50 километара до ујака а затим се јавио мајци да је стигао и да је добро. Касније је изјавио да мисли да су његови родитељи тада схватили колико воли бициклизам. Родитељи су му након тога купили на рате коришћени бицикл, који је био велики и њему и његовом млађем брату Брајану, који је увијек возио први. Родитељи су га уписали су га у Конзерваторијум музике и плеса, а отац му је направио посебну собу, али је он напустио Конзерваторијум са 16 година, о чему је касније изјавио да је учење солфеђа било још горе него школа, да је био хиперактиван и да није могао да се сконцентрише у учионици. Наставио је школовање и стекао диплому механичара за бицикла и моторе, а у периоду од 16 до 18 године радио је у продавници бицикала од уторка до суботе од седам ујутру до седам увече и могао је да тренира само сриједом ујутру, а да вози бицикл на дуже недељом. Изјавио је да није било идеално, али да је волио да разговара са купцима о опреми. Тренирао је циклокрос увече уз технологију у породичној башти коју је поставио. Имао је и малу освјетљену кружну стазу у комшилуку, а понекад га је увече пратио отац колима да би могао да тренира уз свјетлост фарова.
Године 2010. је учествовао на Свјетском првенству за јуниоре у циклокросу и освојио је сребрну медаљу, завршивши иза Томаша Папрстке. Исте године је доживио озбиљну повреду кољена, због које је морао да паузира годину дана и размишљао је да престане да вози бицикл. Ступио је у контакт са Давидом Лимом да Костом, који је био тренер у војном тиму Арме де Тере, са којим је потписао трогодишњи уговор и преселио се у базу у Сен Жермен ан Леу, гдје му је излијечено кољено. Током 2011. освојио је трку Ла Женсбаре, а 2012. је завршио на петом мјесту трку Тур де Бретање, чији је циљ био на успону Мур де Бретање. Такође , 2012. је освојио бронзану медаљу на Европском првенству и првенство Француске у циклокросу за возаче до 23 године.
Скаут из тима Квик-степ је 2012. пријавио Патрику Лефеверу Алафилипа као великог потенцијала, али је Лефевер рекао да је превише млад да би му давао плату. Лефевер је 2013. основао свој развојни тим Етикс—ихнед у који је примљен и потписао је уговор на минималну плату. Током прве године у тиму освојио је првенство Француске у циклокросу за возаче до 23 године други пут заредом и почео је чешће да се такмичи на друму, гдје је остварио соло побједу на четвртој етапи Тур де Бретање, а трку је завршио на петом мјесту у генералном пласману, минут иза Рикарда Цојдла. У наставку сезоне остварио је етапну побједу на трци Тирингем—Рунфарт, четири секунде испред Сајмона Јејтса. У августу је возио Тур де л’Авенир, гдје је пролог и прве двије етапе завршио на трећем мјесту у спринту, у којем је оба пута побиједио Кејлеб Јуан и био је на другом мјесту у генералном пласману. На четвртој етапи је отпао рано и завршио је седам минута иза Рубена Фернандеза. На последњој, седмој етапи, отишао је у бијег, одакле се издвојио на спусту са претпоследњег успона заједно са Алексисом Гужаром. На последњем успону је отишао од Гужара и побиједио је 51 секунду испред Матеја Мохорича који је напао из групе, а послије етапе изјавио је да је био толико исцрпљен да је једва подигао руке на циљу да слави побједу. У генералном пласману завршио је на 18 мјесту, пет и по минута иза Фернандеза и освојио је класификацију по поенима, два поена испред Адама Јејтса. Крајем септембра је возио друмску трку за возаче до 23 године на Свјетском првенству, гдје је рано напао и у финишу га је достигао Мохорич који је отишао од њега, а затим га је достигла велика група и завршио је на деветом мјесту. Укупно је током сезоне 25 пута завршио у првих десет.

## Професионална каријера

### 2014.
Године 2014. продужио се тиму Омега фарма—Квик-степ, гдје је почео професионалну каријеру. Сезону је почео на Сантос тур даун андер трци, коју је завршио на 68 мјесту, 23 минута иза Сајмона Геранса. Почетком фебруара возио је класике у Шпанији у оквиру такмичења Челенџ Мајорка, гдје је Трофео сес Салинес завршио на 23 мјесту, девет секунди иза групе коју је одспринтао Саша Модоло. Сезону је наставио на класицима почетком марта, возећи три класика за пет дана. Фон Ардеше није завршио, Валенс Дром је завршио на 62 мјесту, у великој групи која је дошла на циљ девет минута иза Ромена Бардеа, док је Ла Самин завршио 52 секунде иза групе коју је одспринтао Максим Вантом. Крајем марта возио је Вуелта а Каталуњу, гдје је прву етапу завршио на трећем мјесту у спринту, иза Луке Мезгеца и Лејта Хауарда, што му је био први подијум на некој трци. Послије етапе је изјавио да је замало пао на 400 метара до циља након контакта са другим возачем и да је због тога изгубио брзину, али да је задовољан својим првим подијумом у каријери. На петој етапи, завршио је на другом мјесту у спринту, иза Мезгеца, а трку је завршио на 83 мјесту у генералном пласману, 39 минута иза Хоакима Родригеза. Са три етапе које је завршио у првих десет, освојио је своје прве поене у ворлд туру, послије чега је изјавио да је срећан што вози са искусним возачима у тиму који може да побјеђује.
Дана 16. априла возио је Брабантсе пајл, гдје је у финишу напао Филип Жилбер и побиједио у спринту, а Алафилип није могао да прати напад и завршио је на 14 мјесту, одспринтавши групу која је дошла на циљ четири секунде иза. У јуну је возио Критеријум ди Дофине, гдје је хронометар на првој етапи завршио на 14 мјесту, 14 секунди иза Криса Фрума. До краја је губио вријеме и завршио је на 57 мјесту у генералном пласману, сат времена иза Ендрјуа Таланског. Дана 10. августа возио је Рајд Лондон класик, гдје је отишао у бијег на почетку заједно са још четири возача. Они су остали на челу до краја, а на 200 метара до циља Адам Блајт је кренуо да спринта и побиједио је испред Бена Свифта, док Алафилип није могао да прати њихово убрзање и завршио је на трећем мјесту, секунду иза, испред Жилбера и Кристијана Корена. Два дана касније стартовао је Тур де л’Ен трку, гдје је пролог на отварању завршио на другом мјесту, двије секунде иза сувозача Ђанија Мерсмана, а на трећем и четвртом мјесту завршили су такође његови сувозачи Питер Сери и Ригоберто Уран. На другој етапи је спроводио Мерсмана за спринт, а затим и сам наставио да спринта и завршио је на четвртом мјесту, док је Мерсман побиједио. На трећој етапи је отпао на успонима, завршио је преко три минута иза Берта Јан Линдемана и пао је на шесто мјесто у генералном пласману. На последњој, четвртој етапи, на 20  до циља се одвојила група од десет возача, у којој је био и Алафилип. Данијел Мартин је напао на 8  до циља, али је достигнут, након чега је Алафилип напао на 3  до циља, остао испред до краја и побиједио је пет секунди испред Мартина, чиме је остварио прву побједу у каријери. Изјавио је да је као сан остварити побједу као француски возач на трци у Француској и да је изузетно срећан. Завршио је етапу 48 секунди испред велике групе у којој су били Жан Кристоф Перо и Реми ди Грегорио, захваљујући чему их је прескочио у генералном пласману и завршио је на четвртом мјесту, уз освојене класификацију за најбољег младог возача и класификацију по поенима, један поен испред Мерсмана. Сезону је наставио на Ватенфал сајкласику, гдје је радио за Марка Кевендиша и завршио је на 16 мјесту у спринту, у којем је побиједио Александер Кристоф, а Кевендиш је завршио на петом мјесту.
Дана 31. августа возио је Гран при Уест Франс класик, гдје се на последњем успону освојио од групе заједно са још шест возача, они су радили заједно и стигли су на циљ двије секунде испред главне групе; у спринту је завршио на петом мјесту, а побиједио је Силван Шаванел. У септембру је возио класике у Канади, завршивши Гран при сиклист де Кебек на 28 мјесту, у групи која је дошла седам секунди иза прве групе, гдје је Геранс побиједио у спринту. Два дана касније возио је Гран при сајклисте де Монтреал, који је завршио на 58 мјесту, минут и по иза Геранса. Нашао се на ширем списку од 16 возача за друмску трку на Свјетском првенству, али није изабран у коначни састав од девет возача, већ је остао на списку као једна од двије замјене, заједно са Жеромом Копелом. Почетком октобра је возио Ђиро ди Ломбардију, гдје је радио за Урана и Михала Квјатковског, који су били лидери тима, а након што је отпао од групе одлучио је да напусти трку и није је завршио. На крају сезоне возио је Тур оф Пекинг трку, гдје је радио за Урана и завршио је на 98 мјесту у генералном пласману, 30 минута иза Жилбера.

### 2015.
Сезону 2015. почео је на класицима; Вуелта сиклиста а Мурсија је завршио на 77 мјесту, 15 минута иза Рејна Тарамајеа, након чега је Фон Ардеше завршио на 73 мјесту, скоро шест минута иза Едуарда Сепулведе, а Дром класик није завршио. У марту је возио Париз—Ницу, гдје је пролог на отварању завршио на 54 мјесту, 28 секунди иза Квјатковског.  До краја трке је радио за Квјатковског и завршио је на 43 мјесту у генералном пласману, 26 минута иза Ричија Порта, а Квјатковски је завршио на другом мјесту. Недељу дана касније стартовао је Вуелта а Каталуњу, гдје су на првој етапи тројица возача из бијега дошла на циљ скоро три минута испред групе, док је Алафилип завршио на петом мјесту, изгубивши у спринту од Тоша ван дер Сандеа. На шестој етапи је отишао у бијег у групи од 21 возача. Стивен Кројсвајк је напао на километар до циља, али је достигнут, након чега је напао Џорџ Прајдлер. Алафилип је кренуо за њим, а затим отишао од њега, али је достигнут скоро пред циљ и завршио је на другом мјесту, иза Сергеја Чернецког. Последњу етапу није завршио.
У априлу је возио арденске класике, гдје је требало да ради за Квјатковског. На Амстел голд рејсу, Жилбер је напао на успону Кауберг, што је пратио само Мајкл Метјуз, а за њима су кренули Квјатковски, Алехандро Валверде и други возачи и достигли су их. Алафилип га је спремао за спринт и завршио је на седмом мјесту, док је Квјатковски побиједио испред Метјуза и Валвердеа. На Флеш Валону, Квјатковски је отпао на успону Мур де Иј, Алафилип је био при врху групе на 500 метара до циља, заједно са Валвердеом и Родригезом, када му је спортски директор Том Стелс рекао да може да побиједи и да се бори. Напао је на 200 метара до циља, али га је Валверде обишао и освојио трку по трећи пут, а Алафилип је завршио на другом мјесту, испред Михаела Албасинија и Родригеза. Послије трке изјавио је да је срећан јер није лако побиједити возача какав је Валверде, а селектор тима Француске — Бернар Буро, изјавио је да би Алафилип имао више снаге у финишу да није током цијеле трке био у служби Квјатковског. Четири дана послије Флеш Валона возио је Лијеж—Бастоњ—Лијеж, о чему је изјавио да је потребно пет или шест година искуства да би могао да се бори за побједу.. Бјегунци су достигнути на око 70  до циља, након чега се одвојила нова група возача, али су сви достигнути на 6 km до циља, а затим се издвојила група од десетак возача. Винченцо Нибали је напао, али га је одмах пратио Алафилип, а затим и остали возачи. Барде је следећи напао, али је достигнут на 4,6 km до циља, након чега је напао Данијел Морено, а на достизању је радио Валверде. На циљ је дошло десет возача, а у спринту је завршио на другом мјесту, иза Валвердеа. Он је тако постао први француски возач који је трку завршио на подијуму послије Лорана Жалабера 1998. Два дана касније стартовао је Тур де Романди, гдје је другу етапу завршио на трећем мјесту у спринту, иза Албасинија и Харлинсона Пантана. На трећој етапи је поново вожено неколико успона, на циљ је дошла велика група, а у спринту је завршио на другом мјесту, иза Албасинија. Напустио је трку прије почетка пете етапе како би се фокусирао на Тур оф Калифорнију. Послије добрих наступа на класицима и Тур де Романди трци, тим је продужио уговор са њим на још двије сезоне, до краја 2017.
Дана 10. маја стартовао је Тур оф Калифорнију, гдје је на прве двије етапе радио за Кевендиша који је остварио обје побједе. На трећој етапи, Томс Скујинш је био у бијегу и имао је три минута предности на почетку последњег успона на 8 km до циља. Лауренс Тен Дам је радио на челу групе, након чега су напали Питер Кено, Петер Саган и Лосон Кредок. Тен Дам је отпао, а након што је трио достигнут, Кено је преузео да ради на челу, док није напао његов сувозач из тима Скај — Филип Дајгнан. Дајгнан је почео да ради на челу групе заједно са Кеноом након што је достигнут, а затим им се придружио и Кристијан Книз. Предност Скујинша је смањена на око минут, али су се возачи из групе гледали међусобно у последњем километру и темпо је опао. Скујинш је побиједио на етапи, а на 300 метара до циља је напао Данијел Харамило, на шта је реаговао Саган, а Алафилип га је одмах пратио. Они су достигли Харамила, а у спринту је побиједио Саган, док је Алафилип завршио на трећем мјесту, минут и шест секунди иза Скујинша, као и три секунде испред групе и дошао је на четврто мјесто у генералном пласману. На петој етапи је поново побиједио Кевендиш, али је Роб Бритон изгубио вријеме и Алафилип је дошао на треће мјесто у генералном пласману. Хронометар на шестој етапи завршио је на трећем мјесту, 19 секунди иза Сагана који је побједом преузео лидерску мајицу. На седмој етапи, тим Скај је диктирао темпо на челу групе, а на последњем успону је напео Серхио Енао, што је једино Алафилип пратио. На 4 km до циља је Алафилип напао што Енао није могао да прати; до краја је повећавао предност и побиједио је 23 секунде испред Енаа, као и 47 секунди испред Сагана, чиме је пред последњу етапу преузео лидерску мајицу двије секунде испред Сагана. Послије етапе изјавио је да су му последња два километра била најтежа у животу. На последњој, осмој етапи, Ив Лампар и Матео Трентин из Етикс—Квик-степа су отишли у бијег, што је пратило још возача, али је тим Тинкоф радио на чело групе и достигли су их. На пролазном циљу, Кевендиш је спринтао и узео три секунде бонификације, Саган двије и Алафилип једну, чиме је Саган смањио његову предност у генералном пласману на секунду. Група је дошла заједно на циљ, Кевендиш је побиједио у спринту испред Ваутера Виперта, док је Саган завршио на трећем мјесту, неколико милиметара испред Тајлера Фарара, чиме је узео четири секунде бонификације и освојио је трку три секунде испред Алафилипа, који је освојио класификацију за најбољег младог возача. У јуну је возио Критеријум ди Дофине, гдје је четврту етапу завршио на шестом мјесту у спринту, а трку је напустио током шесте етапе. Крајем јуна возио је првенство Француске у друмској вожњи, гдје је завршио на петом мјесту у петочланој групи која је дошла на циљ три секунде иза Стивена Тронета. Послије првенства договорио се са тимом да узме одмор мјесец дана како би се опоравио за трке у другом дијелу сезоне, а током јула је пратио Тур де Франс као гледалац поред пута.
Дана 1. августа возио је Класика де Сан Себастијан, гдје је Адам Јејтс напао на 8  до циља, у потјери за Грегом ван Аверматом, на шта нико из групе није реаговао и стекао је предност. Ван Авермат је пао на 600 метара до циља након што га је урадио телевизијски мотор, Јејтс је прешао у вођство и побиједио је 15 секунди испред групе, док је Алафилип завршио на осмом мјесту у спринту. Сезону је наставио на Енеко туру, гдје је углавном радио за Тома Бонена у спринту. Последњу, седму етапу, завршио је на петом мјесту, заједно са Ван ван Аверматом, 38 секунди иза Мануела Квинзијата и трку је завршио на десетом мјесту у генералном пласману, два минута иза Тима Веленса. Недељу дана касније возио је Ватенфал сајкласик, гдје је завршио на 22 мјесту у спринту радећи за Бонена у финишу након што је Кевендиш пао; Бонен је завршио на четвртом мјесту, а побиједио је Андре Грајпел. Сезону је наставио на Тур ди Поату—Шарант трци, гдје су возили још Тони Мартин, Марк Реншо и Бонен као дио спринтерског воза за Трентина, а на трећој етапи, након што су Трентин и Бонен отпали, завршио је на петом мјесту у спринту. У генералном пласману је завршио на 52 мјесту, пет и по минута иза Тонија Мартина који је освојио побједом на хронометру. Два дана касније возио је Гран при Уест Франс, гдје је завршио на 42 мјесту у спринту, радећи за Бонена. Дана 5. септембра возио је Брисел сајклинг класик, гдје је радио за Бонена до финиша а затим је отпао и завршио 30 секунди иза групе, док је Бонен завршио на трећем мјесту, иза Дилана Груневегена и Роја Јанса. Дан касније возио је Гран при де Фурмје, гдје је поново радио за Бонена на достизању бјегунаца а затим отпао и завршио 37 секунди иза групе, док је Бонен завршио на другом мјесту, иза Фабиа Фелинеа који је остао из бијега до краја и побиједио. Сезону је наставио на класицима у Канади, гдје је на Гран при сајклисте де Квебеку напао на 1,9 km до циља, што је пратио Роберт Хесинк, али их је група достигла у последњем километру. Уран је затим напао, а Алафилип није могао да прати темпо и завршио је преко минут иза Урана који је побиједио у спринту. Два дана касније возио је Гран при сајклисте де Монтреал, гдје је завршио на 60 мјесту, скоро седам минута иза Веленса. Изабран је у тим Француске за друмску трку на Свјетском првенству, заједно са Тонијем Галопеном и спринтерима Арноом Демаром и Насером Буанијем. Било је планирано да Алафилип и Галопен прате нападе и боре се за побједу у случају да на циљ дође мања група, а Буани и Демар за спринт ако на циљ дође већа група. Због болести је морао да напусти првенство, а каснијим прегледима утврђено је да има мононуклеозу. Због болести је завршио сезону.
По завршетку сезоне изјавио је да је она за њега била незаборавна и да се по завршетку састао са Данијелом Мартин који је прешао у тим за сезону 2016. и да су разговарали о заједничкој љубави према арденским класицима.

### 2016.
Након што се опоравио од мононуклеозе, сезону 2016. је почео крајем фебруара, на Тур де ла Провенс трци, али је напустио прије почетка треће етапе, јер се није довољно опоравио. Десет дана касније возио је Ла Самин класик, који није завршио, а његов сувозач Ники Терпстра је остварио соло побједу. У марту је возио Дридагсе ван вест Фландерен, али је напустио трку током друге етапе, након чега је возио Вуелта а Каталуњу, коју је такође напустио током последње, седме етапе. Из тима су објавили да није могао да тренира током зиме због болести и да је у првом дијелу сезоне битно да вози што више километара и да се врати у форму.
Дана 13. априла возио је Брабантсе пајл, гдје је био лидер тима заједно са Петром Вакочем. Заједно са Веленсом, напао је на 20 km до циља, били су испред 15 минута, а затим су достигнути, након чега су напала три возача међу којима је био његов сувозач Мерсман. Они су достигнути у последњих пет километара, након чега су на последњем успону напали Алафилип и Вакоч, што су пратили Галопен, Енрико Гаспарото и Давид Танер. Алафилип је радио на челу за Вакоча, стекли су предност, а након што је Вакоч напао на 600 метара до циља, отпао је, достигла га је група и завршио је на осмом мјесту, 20 секунди иза Вакоча који је остварио соло побједу. Три дана касније возио је Амстел голд рејс заједно са Вакочем. На претпоследњем прелазу преко успона Кауберг, напао је Боб Јунгелс из Квик-степа, што је пратио Енрико Батаљин, али су достигнути по преласку линије циља за почетак последњег круга. Веленс је напао по равном, што нико није пратио и стекао је 17 секунди предности, али је Сери изашао да ради на чело групе и његова предност је смањена. На последњем прелазу преко Кауберга Веленс је достигнут, а напали су Гаспарото и Михал Валгрен, који су стекли десет секунди предности. По равном је њихова предност пала, али су стигли на циљ испред групе и побиједио је Гаспарото, док је Алафилип остао у групи и завршио је на шестом мјесту у спринту. Послије трке изјавио је да је задовољан јер је имао тежак први дио сезоне због болести и да није имао снаге да прати Гаспарота када је напао. Сезону је наставио на Флеш Валону, гдје су поред њега возили још Данијел Мартин и Вакоч. До успона Мур де Иј су достигнути сви бјегунци и возачи који су касније нападали, Мартин је први напао на 300 метара до циља, Валверде је пратио, а затим напао на 100 метара до циља, што је пратио Алафилип, али није могао да га обиђе и завршио је на другом мјесту, док је Мартин завршио на трећем. Они су постали први двојац из истог тима који је трку завршио на подијуму заједно након 13 година. Послије трке изјавио је да је разочаран што није побиједио, али да је такође задовољан што је поново завршио на подијуму. Четири дана касније возио је Лијеж—Бастоњ—Лијеж, гдје је поново био лидер тима заједно са Мартином и Вакочем. Тим Етикс—Квик-степ је радио на челу групе у последњих 20 километара како би спријечили нападе, Алафилип је први кренуо на последњем успону Коте де ла Рие Нанио, гдје је радио на темпо, а при врху успона су напали Албасини, Ваут Пулс, Самуел Санчез и Руи Коста, који су стекли предност јер возачи иза нису радили сложно. У спринту за побједу је побиједио Пулс, а Алафилип је завршио на 23 мјесту, у групи која је дошла на циљ 12 секунди иза.
У мају је возио Тур оф Калифорнију, гдје је био лидер тима, заједно са Боненом који се борио за побједе у спринту. На трећој етапи, Нилсон Паулес је напао на последњем успону Гибралтар роуд, што су пратили Питер Стетина и Лашан Мортон. Стекли су 20 секунди предности, а затим је Стетина напао и одвојио се од друге двојице возача. Алафилип је напао из групе на 1,5  до циља, достигао је прво Паулеса и Мортона, а затим и Стетину на 800 метара до циља и отишао од њега када је дошао до дионице са 10% нагиба. До краја је повећавао предност и побиједио је 15 секунди испред Стетине, што му је била прва побједа у сезони, а њоме је преузео лидерску мајицу. На петој етапи, у бијег су отишла двојица возача из Етикс—Квик-степа, због чега тим није морао да ради на челу групе. Из бијега је побиједио Скујинш, док је Алафилип завршио на седмом мјесту, 43 секунде иза. Хронометар на шестој етапи завршио је на осмом мјесту, 45 секунди иза Роана Дениса, али је задржао лидерску мајицу 16 секунди испред Дениса. Последње двије етапе су биле спринтерске, није губио вријеме и освојио је трку 21 секунду испред Дениса. Он је тако постао први француски побједник трке, а са 23 године и 346 дана такође је постао најмлађи побједник трке и изјавио је да му је то најљепши тренутак у каријери. Сезону је наставио на Критеријуму ди Дофине, гдје је пролог на отварању завршио на петом мјесту, 24 секунде иза Алберта Контадора и узео је бијелу мајицу, за лидера класификације за најбољег младог возача. На трећој етапи је Терпстра отишао у бијег заједно са још два возача, а након што су достигнути пред почетак последњег успона, Тони Мартин је напао, што је пратило осам возача, а затим је напао Фабио Ару, док је остале возаче достигла група. Ару је побиједио на етапи, док је група дошла на циљ четири секунде иза, а Алафилип је завршио на четвртом мјесту, изгубивши у спринту од Кристофа и Николе Бонифациа. На четвртој етапи, Максим Буе из Етикс—Квик-степа је био у бијегу заједно са још двојицом возача, а на 15 km до циља је напао и отишао од њих. У главној групи су радили спринерски тимови и достигли су га у последња четири километра, након чега су одмах Тони Мартин и Терпстра изашли на чело да раде за Алафилипа. Почео је да спринта на 200 метара до циља и завршио је на другом мјесту, иза Едвалда Босон Хагена, а испред Буанија, Јенса Дебусхереа и Ван Авермата. Узео је шест секунди бонификације и дошао је на четврто мјесто у генералном пласману, девет секунди иза Контадора који је изгубио вријеме због пада. На петој етапи, Микел Ланда је напао на последњем успону, након чега је напао Данијел Мартин и одвојило се пет возача, међу којима је био и Алафилип. Крис Фрум је напао на 2  до циља, што је пратио само Порт, док је Алафилип отпао, а затим га је достигло још возача и завршио је на десетом мјесту, 27 секунди иза Фрума, а у генералном пласману је пао на пето мјесто, 42 секунде иза Фрума, након што га је престигао сувозач Данијел Мартин за пет секунди. На шестој етапи, Контадор је напао почетком успона Кол де ла Маделен, што је пратило још возача, али је тим Скај радио на темпо и достигли су их. Контадор је напао поново, што су пратили Ару и Барде, а затим отишли од њега. Тим Скај је наставио да ради на темпо, достигли су Контадора, а из групе је отпала већина возача. Данијел Мартин је напао у последњем километру, што је пратио само Фрум, док је Алафилип возио својим темпом и завршио је на деветом мјесту, 20 секунди иза и пао је на шесто мјесто у генералном пласману, 56 секунди иза Фрума. На последњој, седмој етапи, Стивен Камингс је био у бијегу од почетка, док је група достигла остале бјегунце. Контадор је напао на 20  до циља, на успону Кол де Нојер, што је пратио Фрум, док су Мартин и Алафилип отпали. Имали су 15 секунди заостатка до врха успона, али су их на спусту достигли, а затим им се придружило још возача. Камингс је остварио соло побједу, док је група од седам возача дошла на циљ четири минута иза; Алафилип је етапу завршио на шестом мјесту и трку је завршио на шестом мјесту у генералном пласману, 51 секунду иза Фрума, уз освојену класификацију за најбољег младог возача.
Крајем јуна возио је првенство Француске у друмској вожњи, гдје је био један од највећих фаворита. Нападао је више пута, али је пропустио одлучујући напад, када су се одвојили Артур Вишо, Галопен и Алексис Виљермо. Алафилип је остао са Самуелом Димуленом и Перишоном, али нису могли да достигну водеће. Вишо је побиједио у спринту, док је Алафилип завршио на петом мјесту, 12 секунди иза. У јулу је возио Тур де Франс по први пут у каријери, а то му је такође била и прва гранд тур трка коју је возио. Тим је био организован око Марсела Китела за спринт, као и Данијела Мартина у борби за генерални пласман. На другој етапи, чији је циљ био на успону Коте де ла Гласери, дугом 1,9 km, Етикс—Квик-степ је радио на челу и достигли су већину бјегунаца у последњих десет километара, док су Јаспера Стојвена достигли у последњем километру. На 400 метара до циља је почео да спринта, одмах су га пратили Саган и Валверде, а на 50 метара до циља га је Саган обишао и побиједио је на етапи. Алафилип је завршио на другом мјесту, а захваљујући секундама бонификације дошао је на друго мјесто у генералном пласману и преузео је бијелу мајицу за лидера класификације за најбољег младог возача. На седмој етапи, на успону Кол д’Аспен, нападали су и Алафилип и Данијел Мартин, али нису могли да се одвоје од групе. На спусту до циља се одвојио Адам Јејтс, али је пао у последњем километру када је свод на надувавање који означава километар до циља пао, због чега је група морала да стане и чека да се рашчисти пут. Првобитно је свима додијељено вријеме које су остварили када су прошли кроз циљ и Алафилип је учествовао у церемонији на подијуму као лидер класификације за најбољег младог возача. Организатори су накнадно одлучили да се за коначна времена узме вријеме на 3 km до циља, када је група у којој је био Алафилип заостајала седам секунди иза Јејтса, због чега је пао на треће мјесто у генералном пласману, секунду иза Јејтса, који је такође преузео бијелу мајицу. Изјавио је да му је жао што је добио вијести послије етапе, да су околности биле необичне и да ту ништа није могао да уради, али да је срећан што је носио мајицу на пет етапа. На осмој етапи, радио је за Данијела Мартина на првом успону екстра категорије, Кол ди Турмалеу, а затим је отпао и завршио је 25 минута иза Фрума који је остварио соло побједу. На етапи 15 је отишао у бијег, у групи од 30 возача која је стекла седам минута предности. На успону Кол ди Гран Коломбје напали су Рафал Мајка и Илнур Закарин, што нико није пратио и стекли су 40 секунди предности. Алафилип је кренуо за њима, до врха успона је смањио заостатак на 25 секунди, а на спусту га је достигао Пантано и заједно су стигли до водећег двојца. Алафилип је затим напао и стекао је предност, али му се на спусту заглавио ланац, није могао да га подеси руком већ је морао да чека тимски аутомобил и узме други бицикл. Док је аутомобил дошао до њега престигли су га други возачи и када је наставио био је у трећој групи бјегунаца, минут и 20 иза Мајке и Пантана. До краја је смањио заостатак, али није могао да достигне водеће и завршио је на петом мјесту, 22 секунде иза Пантана који је побиједио у спринту. На етапи 16, отишао је у бијег заједно са сувозачем Тонијем Мартином и стекли су шест минута предности. Из групе су напала четири возача са циљем да их достигну, али су смањили заостатак само на минут у по, након чега је група убрзала а затим их достигла. Њихова предност се постепено смањивала, на последњем успону су се смијали и шалили, Алафилип је успорио и достигла га је група на 25 km до циља, а затим и Мартина на 22 km до циља. Због времена које су провели у бијегу, добили су заједно награду за најагресивнијег возача на етапи. На етапи 20, отишао је у бијег у групи од 37 возача. На успону Кол де ла Рамаз је отпала већина возача, а на спусту је напао Пантано, што је пратио само Алафилип. Они су стекли два минута предности до почетка успона Кол де Жукс Плане, дугог 11,6 km, а на успону су из друге групе напали Нибали и Јон Изагире и достигли их. Алафилип није могао да прати њихов темпо и отпао је при врху. До краја није могао да их достигне и завршио је на четвртом мјесту, 49 секунди иза Изагиреа, који је нападом на спусту остварио соло побједу. На последњој, етапи 21 по Јелисејским пољима Кителу је пукла педала и пробушила му се гума, морао је да мијења бицикл и изгубио је минут. Алафилип је заједно са осталим сувозачима радио за њега, достигли су групу, али Кител није имао снаге за спринт. Алафилип је етапу завршио на 68 мјесту и Тур де Франс је завршио на 41 мјесту у генералном пласману, два сата иза Фрума, док је Данијел Мартин завршио на деветом мјесту.
Изабран је у тим Француске за Олимпијске игре 2016. гдје је возио и друмску трку и хронометар. На друмској трци су поред њега возили још Виљермо, Барде и Ворен Барги. У последњих 50 километара, италијански тим је напао и одвојила се група од десетак возача, међу којима су били Ару, Нибали, Адам Јејтс, Мајка и Јакоб Фуглсанг. Достигли су возаче који су били испред и стекли су 50 секунди предности пред почетак претпоследњег успона, на 29 km до циља. Фабијан Канчелара је радио на чело главне групе и предност се смањила на 30 секунди. Фрум је напао из главне групе, док је из прве групе напао Нибали, што су пратили Енао, Мајка, Томас и Ван Авермат. Послије новог напада одвојили су се Нибали, Енао и Мајка на 17  до циља, док је Алафилип напао из главне групе, а затим је достигао групу у којој је био Фрум и отишао од ње. На спусту су пали Нибали и Енао и на челу је остао само Мајка, док је иза њих прво пао Томас, а затим и Алафилип, који је ударио у дрво десним раменом. Он је наставио и вратио се у групу у којој су били Родригез, Луис Мејнтџенс и Ару, а Ван Авермат и Фуглсанг су достигли Мајку на челу трке. У спринту је побиједио Ван Авермат и освојио златну медаљу, Фуглсанг је освојио сребрну, а Мајка бронзану, док је Алафилип побиједио у спринту групе која је дошла 22 секунде иза и завршио је на четвртом мјесту. Недељу дана касније возио је хронометар на Олимпијским играма, који је завршио на 32 мјесту, преко 12 минута иза Канчеларе. Дана 4. септембра возио је Гран при де Фурмје, гдје су такође возили Бонен и Кител за спринт. Бјегунци су достигнути на 15  до циља, након чега је у финишу радио на темпо а затим је успорио и завршио је на 40 мјесту, док је Кител побиједио. Сезону је наставио на класицима у Канади, гдје је на Гран при сајклисте де Квебеку напао на 20  до циља, што је пратио само Лук Роув, а затим је и он отпао. Возачи Тинкофа су радили на челу групе за Сагана и достигли су га. Заједно са Трентином напао је поново на 5 km до циља, што је пратио Ђани Москон и стекли су 15 секунди предности, али их је достигао Уран на успону и отишао од њих. Група их је достигла у последња два километра, након чега је отпао и завршио је два минута иза, а група је достигла Урана на 200 метара до циља и Саган је побиједио у спринту. Два дана касније возио је Гран при сајклисте де Монтреал, гдје је заједно са Вакочем напао у последњем кругу, што је пратило више возача. Руи Коста је напао у финишу, али је достигнут у последњем километру. У спринту је завршио на десетом мјесту, а побиједио је Ван Авермат. Недељу дана касније возио је друмску трку на Европском првенству, која је по први пут одржана за сениоре. Морено Мозер је напао у последњем кругу, стекао је 30 секунди предности, али је достигнут на 1,2  до циља. Циљ је био на благом успону, гдје се издвојила група од шест возача, а у спринту је завршио на другом мјесту, иза Сагана. Дана 1. октобра возио је Ђиро ди Ломбардију, гдје је био лидер тима заједно са Данијелом Мартином, али је отпао рано од групе и завршио је на 60 мјесту, претпоследњем од возача који су завршили, преко 18 минута иза Естебана Чавеза. Послије трке завршио је сезону, а у децембру је учествовао на тренинг кампу тима у Денији.

### 2017.
Пред почетак сезоне 2017. тим је промијенио назив у Квик-степ флорс. Сезону је почео на Дубаи туру, гдје је Кител био лидер тима за спринт. Радио је за Китела, који је побиједио на три од четири етапе, а у генералном пласману завршио је на 78 мјесту, два и по минута иза Китела. Сезону је наставио на Абу Даби туру, гдје је поново било планирано да ради за Китела на равним етапама и да се заједно са Ђанлуком Брамбилом бори за побједу на брдским. Послије двије равне етапе, циљ треће је био на успону Џебел хефет. На успону су возачи тима Мовистар радили на челу групе и многи возачи су отпали, након чега су Руи Коста и Закарин напали, на шта није реаговао нико и стекли су 30 секунди предности. Возачи из групе нису хтјели да раде заједно и њихова предност се повећавала, након чега су Том Димулен и Бауке Молема напали из групе. У финишу је напао Алафилип, што су пратили Ару, Мајка, Џорџ Бенет и Доменико Поцовиво, а отпали су Контадор и Наиро Кинтана. Коста и Закарин су сачували предност до краја, у спринту је побиједио Коста, док је Алафилип завршио на петом мјесту, 46 секунди иза, одспринтавши групу у којој је био и дошао је на девето мјесто у генералном пласману, а такође је преузео бијелу мајицу, за лидера класификације за најбољег младог возача, 19 секунди испред Мејнтџенса. На последњој, четвртој етапи, на којој су вожени кругови по стази Јас Марина, шест возача је отишло у бијег, али је тим Квик-степ флорс радио на челу и достигли су их прије пролазног циља, на којем је Алафилип спринтао и узео три секунде бонификације. Кител је отпао из борбе за побједу у спринту, Алафилип се позиционирао иза других спринтера и етапу је завршио на седмом мјесту, а захваљујући секундама бонификације са пролазног циља трку је завршио на петом мјесту у генералном пласману, 53 секунде иза Косте. У марту је возио Париз—Ницу, гдје се на првој етапи, због јаког вјетра група раздвојила на 90 km до циља, у првој групи је остало 29 возача, међу којима је био Алафилип са пет сувозача и углавном су они радили на челу како их друга група не би достигла. На некласифокованом успону на 3  до циља, тим ФДЈ је изашао на чело и отпали су Кител и Грајпел. Жилбер, који је дошао у тим на почетку сезоне, спровео га је до врха групе, а затим је напао и стекао благу предност. Демар је кренуо за њим, достигао га је на 700 метара до циља, а затим га побиједио у спринту. Завршили су девет секунди испред групе и преузео је бијелу мајицу за лидера класификације за најбољег младог возача. На хронометру на четвртој етапи побиједио је 19 секунди испред Контадора и преузео је лидерску мајицу 33 секунде испред Галопена, а такође је преузео зелену мајицу за лидера класификације по поенима, поред бијеле мајице гдје је био лидер од прве етапе. То му је била прва побједа на хронометру у каријери и прва побједа на некој трци у ворлд туру, а такође то је била прва побједа на хронометру неког француског возача на Париз—Ници након Жан Франсое Бернара 1992. На шестој етапи, на којој је вожено шест успона, Контадор је напао на 50  до циља, али је достигнут након што су реаговали Енао и Данијел Мартин. Сајмон Јејтс је напао на 700 метара до врха претпоследњег успона и стекао је предност, док је Мартин радио за Алафилипа у групи на темпо, а затим и отпао . Јејтс је стекао 50 секунди предности до почетка последњег успона, на којем су напали Енао и Порт, на дионици од 22% нагиба. Алафилип је возио својим темпом, а затим се до њега вратио Мартин и радио на темпо до циља. Завршили су 29 секунди иза Јејтса, као и 12 секунди иза Енаа и у генералном пласману је имао 36 секунди испред Галопена и 46 испред Енаа. На седмој етапи, отпао је на последњем успону, на 10  до циља, са њим је остао Давид де ла Круз који је радио на темпо неко вријеме, након чега је наставио сам. Завршио је на 14 мјесту, два минута и 40 секунди иза Порта и пао је на пето мјесто у генералном пласману, минут и 40 секунди иза Енаа који је преузео лидерску мајицу. На последњој, осмој етапи, Де ла Круз је био у бијегу, а из главне групе је напао Контадор на 52 km до циља, након чега се темпо у групи повећао и доста возача је отпало. Контадор је достигао бјегунце, а затим је поново напао, што су пратили само Де ла Круз и Марк Солер. У групи је остало 17 возача, смањили су заостатак, али нису могли да достигну водеће. Де ла Круз је побиједио Контадора у спринту, Солер је завршио на трећем мјесту, док је група дошла на циљ 20 секунди иза, а Алафилип је завршио на петом мјесту, изгубивши у спринту од Сонија Колбрелија и трку је завршио на петом мјесту у генералном пласману, минут и 20 секунди иза Енаа, уз освојене класификације за најбољег младог возача и класификацију по поенима, један поен испред Контадора. Он је тако постао први возач у историји трке који је освојио те двије класификације исте године.
Дана 18. марта возио је Милано—Санремо по први пут, а у тиму су такође били Трентин, Жилбер и Бонен, као и Фернандо Гавирија за спринт. На успону Чипреса одвојило се десет возача, али их је Жилбер достигао, а затим и група. На равном дијелу је Бонен радио на челу групе, а на успону Пођо ди Санремо, Саган је напао и стекао предност. Алафилип је први кренуо за њим, а затим Квјатковски и достигли су га на 500 метара до врха успона. Стекли су 19 секунди предности на спусту, али је група по равном смањивала њихову предност. Радили су заједно до краја и стигли су на циљ испред групе, а у спринту је завршио на трећем мјесту, иза Квјатковског и Сагана. То му је био други подијум на монументалним класицима послије Лијеж—Бастоњ—Лијежа 2015. а такође је постао први дебитант који је трку завршио на подијуму након три године. Почетком априла је по први пут возио Вуелту ал Паис Баско, као последњу припремну трку пред арденске класике. На првој етапи је напао на некатегорисаном успону у финишу, а затим је на спусту стекао десет секунди предности, али му је на 3,1 km до циља пукла гума, група га је достигла и завршио је два минута иза док је чекао тимски аутомобил. На трећој етапи је учествовао у паду на 50  до циља, могао је да настави и завршио је 14 минута иза Де ла Круза, али је трку напустио током пете етапе због бола у кољену. Неколико дана није тренирао надајући се да ће се опоравити, али је 11. априла објављено да неће возити арденске класике. Из тима су објавили да ће обавити додатне прегледе како би утврдили природу повреде и период колико ће морати да паузира. Утврђено је да има препателарну лезију, тим је пробао да га излијечи са терапијом, али она није дала жељене резултате и у мају је оперисао десно кољено. Из тима су објавили да су му потребне двије недеље потпуног одмора прије него што почне са опоравком, а да ће тек послије додатне двије недеље моћи да почне да тренира на бициклу и да ће пропустити Тур де Франс.
Послије опоравка такмичењу се вратио у јулу, на трци Гран при Пино Серами, о чему је изјавио да је срећан што поново вози трке, али да нема очекивања по питању резултата. Возио је у групи до финиша, када је отпао и завршио је 56 секунди иза Ваута ван Арта који је побиједио из бијега. Почетком августа возио је Вуелта а Бургос трку, гдје је на првој етапи Ланда напао на 8  до циља, што су пратили Чернецки и Трентин, а затим их је достигао Адам Хансен. На последњем успону, Ланда је напао на километар до циља, што је пратио само Чернецки, док је остале достигла група, а Алафилип је напао у последњих 500 метара и завршио је на трећем мјесту, три секунде иза Ланде, као и четири секунде испред групе. На другој етапи је радио за Енрика Маса, а затим је отпао и завршио је четири минута иза Ланде који је остварио соло побједу. На четвртој етапи, бјегунци су достигнути на 10  до циља, након чега је Тим Деклерк почео да ради на челу за Квик-степ флорс. У раду су учествовали и тимови Мовистар, Скај и Каха рурал, а на 300 метара до циља је напао Москон, на шта је први реаговао Алафилип, а онда Карлос Барберо, који је обишао обојицу и побиједио, док је Алафилип завршио на трећем мјесту. На последњој, петој етапи, отишао је у бијег, гдје је пратио нападе на 14 km до циља и одвојио се заједно са још четири возача. Група их је достигла на последњем успону, а затим је отпао и завршио је четири минута иза Мигела Анхела Лопеза који је побиједио нападом у последњих 300 метара; у генералном пласману завршио је на 23 мјесту, осам минута иза Ланде. Током трке је продужио уговор са тимом на двије године, до краја 2019. о чему је изјавио да му је то био одувијек циљ и да му је Квик-степ флорс као друга породица.
Средином августа возио је Вуелта а Еспању по први пут, гдје су за тим возили такође Мас, Де ла Круз и Јунгелс у борби за генерални пласман. Квик-степ флорс је екипни хронометар на отварању завршио на другом мјесту, шест секунди иза тима БМЦ. На другој етапи, радио је на челу заједно са сувозачима и група се раздвојила због вјетра. Лампар је напао у последњем километру, док је Алафилип затим отпао у другу групу и завршио је шест секунди иза Лампара који је остварио соло побједу. На трећој етапи је отпао током успона и завршио је 15 минута иза Нибалија. На петој етапи је отишао у бијег, у групи од 17 возача, која је стекла седам минута предности. На спусту са претпоследњег успона, на 47 km до циља је напао Марко Халер, што је пратио Алексеј Луценко. Алафилип је радио у групи, али остали возачи нису хтјели да допринесе раду на челу и на 12 km до циља се одвојио заједно са Мерхави Кудусом и Гужаром. На последњем успону је отпао, возио је својим темпом, престигло га је још возача и завршио је на седмом мјесту, минут и 40 секунди иза Луценка. На осмој етапи је отишао у бијег у групи у којој је био 21 возач. Они су стекли пет минута предности, али је тим Скај радио на темпо и њихова предност је смањена на испод четири минута пред почетак последњег успона. Лауренс де Вресе је напао на 11  до циља, што је пратио Емануел Букман, али су достигнути. Букман је наставио да ради на темпо за Мајку и отпали су сви осим Алафилип. Букман је отпао при врху успона, након чега је Мајка нападао неколико пута, али је Алафилип увијек пратио. На спусту их је достигао Јан Поланц у последњем километру и одмах је напао, али су га пратили. Алафилип је напао на 400 метара до циља, што Поланц и Мајка нису могли да прате и побиједио је двије секунде испред њих, чиме је остварио прву побједу на некој гранд тур трци. На етапи 11 је први напао са циљем да оде у бијег, али га је група достигла, након чега није учествовао у нападима када се бијег одвојио послије 50 километара. На етапи 17 је отишао у бијег заједно са још пет возача и стекли су девет минута предности. Након што су почели успони група је убрзала и њихова предност се смањила на два и по минута на 30  до циља. На почетку последњег успона, на 6,5 km до циља, Стефан Денифл је напао, што нико није могао да прати. Контадор је напао из главне групе и престигао све остале бјегунце, док су Алафилипа достигли и остали возачи који су били у главној групи. Он је радио за Де ла Круза док је имао снаге, а затим је отпао и завршио је на 16 мјесту, два минута иза Денифла који је побиједио из бијега испред Контадора. На етапи 18 је поново отишао у бијег, заједно са Трентином, у групи од 20 возача. Стекли су 13 минута предности пред први успон. На спусту је отпао од групе, али се затим вратио по равном. На другом успону, Гужар и Сандер Арме су возили јако на темпо, што су пратили само Алафилип, Луценко и Марк Солер. На спусту су возили јаким темпом, због којег су отпали Солер и Гужар, након чега је Арме напао пред почетак последњег успона, што је пратио Луценко, а Алафилип је отпао. До краја су га престигли други возачи који су били у бијегу и завршио је на 13 мјесту, два минута и 20 секунди иза Армеа који је побиједио нападом на 600 метара до циља. На последњој, етапи 21, радио је за Трентина до последњег километра а затим је отпао од групе и завршио је седам секунди иза, заједно са Контадором, док је Трентин остварио четврту побједу у спринту. Трку је завршио на 68 мјесту у генералном пласману, скоро три сата иза Фрума.
Изабран је у тим Француске за друмску трку на Свјетском првенству, заједно са Баргијем и Галопеном између осталих. Напао је на последњем прелазу преко успона Салмон хил, на 12  до циља, што нико није пратио, а на спусту га је достигао Москон и заједно су стекли десет секунди предности. На секцији калдрме, на 4 km до циља је убрзао и Москон је отпао, али је група почела да ради организовано и достигли су га на 1,5  до циља. Остао је у групи и у спринту је завршио на десетом мјесту, док је Саган освојио првенство трећи пут заредом. Дана 5. октобра возио је Милано—Торино, гдје је напао на првом од два прелаза преко успона Суперга, на 20  до циља, достигао је бјегунце и отишао од њих. Стекао је 22 секунде предности до врха успона, али је затим група смањила његову предност и достигнут је на 8  до циља, на равном терену прије почетка другог прелаза преко успона Суперга. На успону је отпао и завршио је на 51 мјесту, пет минута иза Урана. Два дана касније возио је Ђиро ди Ломбардију, гдје је Нибали напао на успону Чивиљо, на 16 kmдо циља. За њим је кренуло неколико возача, али нису могли да га достигну, а затим је њих достигла група по равном, након чега је Алафилип напао на последњем успону, што нико није могао да прати. Стекао је предност испред прве групе пратилаца, коју је сачувао на спусту до краја и завршио је на другом мјесту, 28 секунди иза Нибалија, као и десет секунди испред петочлане групе коју је одспринтао Москон. Он је тако постао први француски возач који је завршио два монументална класика на подијуму у истој сезони послије 20 година. Крајем октобра возио је Тур оф Гуангси трку, што му је била последња трка у сезони. На прве три етапе је радио за Гавирију, који је остварио све три побједе у спринту. На четвртој етапи, Веленс је напао на 1,5  до циља, за њим су кренули Молема и Николас Роуч, а затим и Алафилип. До краја није могао да их стигне и завршио је на четвртом мјесту, шест секунди иза Веленса, захваљујући чему је дошао на четврто мјесто у генералном пласману, 13 секунди иза Веленса и преузео је бијелу мајицу за лидера класификације по поенима. Последње двије етапе су биле спринтерске и трку је завршио на четвртом мјесту у генералном пласману, 15 секунди иза Веленса, уз освојену класификацију за најбољег младог возача.

### 2018.
Током 2017. Бонен је завршио каријеру, на крају сезоне из тима су отишли Кител, Трентин и Данијел Мартин, а на почетку 2018. дошли су спринтери Елија Вивијани, Фабио Јакобсен и Алваро Одег, као и универзалнији возачи Флоријан Сенешал и Хонатан Нарваез. Сезону је почео почетком фебруара на трци Колумбија оро и паз, гдје су возили још Гавирија, Нарваез и Максимилијано Ричезе. На прве три етапе је радио за Гавирију, који је остварио све три побједе у спринту. На четвртој етапи су три возача из Квик-степ флорса отишла у бијег, због чега је Алафилип већи дио етапе возио мирно у групи. На последњем успону, у групи је остало само 25 возача, а Нарваез је био уз Алафилипа и достизао све нападе. На 500 метара до циља је напао Енао, што је пратио Кинтана, а затим и Алафилип, који је напао на 300 метара до циља и побиједио је испред Енаа и Кинтане. Са побједом је преузео лидерску мајицу четири секунде испред Енаа, а такође је преузео мајицу за лидера брдске класификације. Он је тако постао први француски возач који је остварио побједу на некој трци у Колумбији послије Бернара Иноа 1986. На петој етапи, отпао је од групе на претпоследњем успону, али је Нарваез остао уз њега и на спусту су се вратили у групу. На последњем успону су нападали Енао, Кинтана, Уран и Еган Бернал, Алафилип је пратио сваки напад, али је отпао на километар до циља и завршио је на 13 мјесту, у групи која је дошла на циљ 39 секунди иза водеће четворке, гдје је Уран побиједио у спринту. Пао је на седмо мјесто у генералном пласману, 39 секунди иза Кинтане, али је остао лидер брдске класификације. На последњој, шестој етапи, Бернал је напао на последњем успону на 3  до циља, што није нико пратио. Алафилип је возио на темпо и завршио је на десетом мјесту, 24 секунде иза Дајера Кинтане који је побиједио из бијега, док је у генералном пласману завршио на седмом мјесту, 50 секунди иза Бернала. Сезону је наставио на Абу Даби туру, гдје је хронометар на четвртој етапи завршио на 13 мјесту, 34 секунде иза Дениса. На последњој, петој етапи, Давиде Формоло је напао на успону Џебел хефет, на 7 km до циља, стекао је благу предност, а затим је из групе напео Валверде и достигао га. Алафилип је напао на 6  до циља и достигао водеће, а затим су им се придружили Лопез, Келдерман, Мајка и Никлас Ег. На 4  до циља је напао Лопез, што је пратио само Валверде, док су Алафилип, Мајка и Келдерман покушавали да их достигну, али се њихова предност повећавала. Валверде је побиједио на етапи испред Лопеза, док је Алафилип завршио на трећем мјесту, 15 секунди иза, одспринтавши Мајку и Келдермана и трку је завршио на четвртом мјесту у генералном пласману, 31 секунду иза Валвердеа.
Почетком марта возио је Париз—Ницу, гдје је био лидер тима. На првој етапи су вожене секције калдрме у финишу. Тим га је спровео до врха групе, почео је да спринта на 300 метара до циља, али су га други возачи престигли и завршио је на шестом мјесту. Група се у спринту раздвојила и остали возачи су завршили двије секунде иза. На другој етапи је узео три секунде бонификације на пролазном циљу након што нико није хтио да оде у бијег током првих сто километара. У наставку је радио за Вивијанија и завршио је на 13 мјесту, а захваљујући секундама бонификације са пролазног циља дошао је на четврто мјесто у генералном пласману, десет секунди иза Демара. На трећој етапи, напао је на последњем успону, што су пратили Веленс и Луценко, али их је група од 20 возача достигла прије другог пролазног циља. На пролазном циљу су напали Џонатан Ивер, Луис Леон Санчез и Ди Грегорио, који су стекли предност од 40 секунди јер возачи у групи нису радили организовано. Ивер је побиједио на етапи, а Алафилип је завршио на деветом мјесту, у групи која је дошла на циљ 38 секунди иза и остао је на четвртом мјесту у генералном пласману, 38 секунди иза Санчеза. Хронометар на четвртој етапи завршио је на трећем мјесту, 16 секунди иза Ваута Пулса, као и пет секунди иза Солера и дошао је на треће мјесто у генералном пласману, 26 секунди иза Санчеза. На шестој етапи, Дрис Девенајс је радио на темпо за Алафилипа на последњем успону, након чега су и возачи тима Астана изашли на врх групе. Риди Молар је напао у последњем километру и стекао је предност јер возачи иза нису радили сложно. Молар је побиједио на етапи, а Алафилип је завршио на трећем мјесту, у групи која је дошла на циљ двије секунде иза, изгубивши у спринту од Веленса. Током етапе је Пулс пао и напустио је трку, због чега је Алафилип дошао на друго мјесто у генералном пласману, 22 секунде иза Санчеза. На седмој етапи, Сајмон Јејтс је напао на 4  до циља, а због промјене темпа у групи Алафилип је отпао. Завршио је два минута иза Јејтса, заједно са Пјером Роланом и пао је на девето мјесто у генералном пласману. На последњој, осмој етапи, већ послије 20 километара у главној групи су остала само 23 возача, након чега су напали Алафилип, Фуглсанг и Омар Фраиле, који су стекли минут и по предности на 50  до циља. Фуглсанг је пао на спусту, а на око 40  до циља је Фраиле напао, што Алафилип није могао да прати. Из групе су затим напали Солер, Де ла Круз и Горка Изагире, који су га достигли и отишли од њега, након чега га је достигла главна група. На 2  до циља је отпао и завршио је 13 минута иза Солера, а трку је завршио на 18 мјесту у генералном пласману, 14 минута иза Солера. Послије етапе изјавио је да су последња два километра била бескрајно дуга. Дана 17. марта возио је Милано—Санремо, гдје су возили још Жилбер и Вивијани. Пред почетак успона Пођо ди Санремо, Кевендиш је пао због чега је Жилбер изгубио вријеме. На успону је напао Нибали, док је Алафилип био по средини групе, покушао је да прати али су га одмах возачи тима Бора—ханзгро достигли. Нибали је стекао 12 секунди предности до врха успона, а по равном до циља у групи су радили Алафилип и Ричезе за Вивијанија, предност се смањила, а затим је у последњем километру отпао. Завршио је на 33 мјесту, 15 секунди иза Нибалија, који је побиједио неколико метара испред групе, док Вивијани није имао снаге да се бори у спринту. Послије Милано—Санрема се разболио и морао је да паузира неколико дана прије него што почне да тренира. Сезону је наставио у априлу на Вуелти ал Паис Баско. На првој етапи, Примож Роглич је напао на последњем успону, на 9  до циља, што су пратили Алафилип и Кинтана. Они су стекли преко 20 секунди предности, а на километар до врха успона је Роглич појачао темпо, што је пратио Алафилип, док је Кинтана отпао. До циља су њих двојица радили заједно, Роглич је био на челу у последњем километру, а на 200 метара до циља је Алафилип почео да спринта и побиједио је на етапи, чиме је узео прву лидерску мајицу. Он је тако постао први француски побједник неке етапе на трци послије Томаса Воклера 2006. и први француски лидер трке послије Жалабера 1999. На другој етапи, Мас је напао на последњем успону, а након што је достигнут Алафилип је напао на 7,7 km до циља. Роглич је предводио групу до њега, а затим је и сам напао, што су пратили Алафилип, Ланда и Јон Изагире. Они су возили заједно преко успона, а затим и на спусту и стекли су 20 секунди предности. Роглич је изашао на чело на 300 метара до циља и почео је да спринта, Алафилип је био иза њега, чекао је до 150 метара до циља када је убрзао, прошао поред Роглича и остварио другу побједу заредом. Он је тако постао први француски возач који је остварио двије побједе заредом на трци послије Андреа Ледика 1927. Захваљујући секундама бонификације повећао је предност у генералном пласману на осам секунди испред Роглича и 39 испред Изагиреа, а такође је био лидер класификације по поенима. Хронометар на четвртој етапи завршио је на осмом мјесту, 42 секунде иза Роглича и пао је на друго мјесто у генералном пласману, 34 секунде иза Роглича, али је задржао зелену мајицу, за лидера класификације по поенима. На петој етапи, Ланда је нападао неколико пута на последњем успону, а након четвртог напада Алафилип је отпао; уз њега је остао Мас, који је возио на темпо до циља. Завршио је два минута и 15 секунди иза прве групе и пао је на четврто мјесто у генералном пласману, скоро три минута иза Роглича. На последњој, шестој етапи, отпао је рано, завршио је 18 минута иза Маса који је побиједио из бијега и трку је завршио на 35 мјесту у генералном пласману, скоро 20 минута иза Роглича.
Дана 15. априла возио је Амстел голд рејс, гдје је био лидер тима заједно са Жилбером. Роман Кројцигер је напао на 17  до циља, што је пратио Гаспарото и достигли су бјегунце на почетку успона Кауберг. Алафилип и Фуглсанг су нападали, али нису могли да се одвоје, након чега су напали Ван Авермат и Молар и кад су прешли линију циља пред последњи круг имали су пет секунди предности, као и 16 секунди иза прве групе. Група је достигла Ван Авермата и Молара, а на претпоследњем успону, на 12  до циља, Валверде је напао, што су пратили Алафилип, Веленс, Саган и Валгрен, а затим им се придружио Фуглсанг. Они су брзо достигли водећу групу, након чега је Фуглсанг нападао два пута, али су остали возачи пратили. На последњем успону, на 5  до циља, Валгрен је напао, што су одмах пратили Веленс и Саган, а затим је Валгрен напао поново на 2,5  до циља и стекао предност. Кројцигер је први реаговао и кренуо за Валгреном, док су се Алафилип, Валверде и Саган гледали међусобно. Гаспарото је следећи напао, али поново нико није реаговао. Они су предност сачували до краја, Валгрен је побиједио у спринту, а Алафилип је завршио на седмом мјесту, у групи која је дошла на циљ 19 секунди иза, на последњем у спринту са Саганом, Валвердеом и Веленсом. Четири дана касније возио је Флеш Валон, гдје је поново био лидер тима заједно са Жилбером. Шахман је напао на 36  до циља и одвојила се група од четири возача која је достигла двојицу бјегунаца. Шахман је остао на челу трке заједно са Џеком Хејгом до последњег километра и успона Мур де Иј, када је Хејг отпао и Шахман је остао сам на челу, због чега тим Квик-степ флорс није морао да ради у групи. Тиш Бенот је први напао, а затим Јеле Ванедерт, кога је пратио Алафилип и достигли су Шахмана на 150 метара до циља. Алафилип је поново напао, што Ванедерт није могао да прати, а иза је кренуо Валверде, који је стигао Ванедерта и смањио заостатак иза Алафилипа, који је поново убрзао и побиједио је четири секунде испред Валвердеа, чиме је прекинуо његов низ од четири побједе заредом. Такође, постао је први француски побједник трке послије Жалабера 1997. Четири дана касније возио је Лијеж—Бастоњ—Лијеж, гдје је поново био лидер са Жилбером. На успону Коте де Роше о Фокон, Жилбер је напао, али је достигнут на 500 метара до врха успона, када је напао Енао, што су пратили Јунгелс, Вудс и Фуглсанг. Јунгелс је напао при врху успона, на око 18 km до циља и на спусту је стекао 20 секунди предности, док возачи у групи иза нису радили организовано јер је у групи био Алафилип. Веленс и Данијел Мартин су највише радили на челу, Мартин је био фрустриран што остали возачи не доприносе, а након што је имао механичких проблема на 8 km до циља и отпао је, предност Јунгелса се повећала на 53 секунде до почетка последњег успона. Ванедерт је напао на успону и до врха је смањио заостатак на 25 секунди, али се поново повећао по равном. Алафилип је напао на 4  до циља у потјери за Ванедертом, али су га достигли Формоло и Валверде, а затим још возача. Они су поново успорили, нису хтјели да раде и да Алафилип дође са њима на циљ. Јунгелс је побиједио, док су у последњем километру напали Барде и Вудс, који су престигли Ванедерта и завршили на подијуму. Ванедерта је достигла и група од седам возача, из које је Алафилип почео први да спринта и завршио је на четвртом мјесту, 39 секунди иза Јунгелса. Послије класика је узео паузу од трка и тренирао је на висинском кампу, а почетком јуна је возио Критеријум ди Дофине. Пролог на отварању је завршио на 17 мјесту, 14 секунди иза Квјатковског. На првој етапи, Кортина и Тунс су напали на последњем успону на 5 km до циља, пратио их је Алафилип а затим и сам напао, што су пратили Квјатковски, Томас и Валгрен. Они су достигнути на спусту и на циљ је дошла велика група у којој нису били класични спринтери. Дерил Импи је почео први да спринта, Алафилип није могао да га обиђе и завршио је на другом мјесту, а захваљујући секундама бонификације дошао је на пето мјесто у генералном пласману, осам секунди иза Квјатковског. Екипни хронометар на трећој етапи, тим Квик-степ флорс је завршио на петом мјесту, минут иза тима Скај и пао је на 11 мјесто у генералном пласману, минут и десет секунди иза Квјатковског. На четвртој етапи, Гијом Мартен је напао у последњем километру, а Пјер Латур је предводио групу до њега. Мартин је напао на 400 метара до циља, пратили су га Алафилип, Томас и Барде и престигли су Дариа Каталда који је био у бијегу. Почео је да спринта на 200 метара до циља и побиједио је испред Мартина, као и пет секунди испред прве групе пратилаца, а захваљујући секундама бонификације дошао је на четврто мјесто у генералном пласману, 48 секунди иза Москона који је преузео лидерску мајицу. На петој етапи, Мартин је напао на 2  до циља, што нико није могао да прати. Возачи су почели да нападају из групе, Алафилип није могао да прати темпо и завршио је на 12 мјесту, 26 секунди иза Мартина, али је остао на четвртом мјесту у генералном пласману, минут и десет секунди иза Томаса који је преузео лидерску мајицу. На шестој етапи, отпао је на последњем успону и завршио је седам и по минута иза Пеља Билбаоа, због чега је пао на 21 мјесто у генералном пласману. На последњој, седмој етапи, отишао је у бијег у групи од седам возача, али је отпао на претпоследњем успону, а затим га је достигла група од које је такође отпао и завршио је осам минута иза Адама Јејтса који је побиједио на етапи, док је трку завршио на 21 мјесту у генералном пласману, 16 минута иза Томаса. Дана 1. јула возио је првенство Француске у друмској вожњи, гдје је на претпоследњем успону, на 15 km до циља напао из групе и достигао групу бјегунаца која је била иза Молара. Кавања је радио неко вријеме за њега, а затим је напао на 6  до циља и достигао Молара. Њих су на спусту достигла четири возача, а након напада отпали су Молар и Мартен. У спринту је завршио на трећем мјесту, иза Ентонија Рое и Тиржиса и по први пут је освојио медаљу на националном првенству.
У јулу је возио Тур де Франс послије године одсуства, а у тиму је такође возио Гавирија за спринт. На првој етапи је радио за Гавирију који је побиједио у спринту и постао први возач тима Квик-степ флорс који је узео жуту мајицу послије 14 година. Квик-степ флорс је екипни хронометар на трећој етапи завршио на трећем мјесту, седам секунди иза тима БМЦ рејсинг и дошао је на шесто мјесто у генералном пласману, седам секунди иза Ван Авермата који је преузео жуту мајицу. На петој етапи, узео је три секунде бонификације на пролазном циљу, а Ван Авермат двије. На 800 метара до циља Жилбер је напао, Жилијен Симон је предводио групу до њега, а затим је Ван Авермат изашао на чело на 400 метара до циља. Алафилип је изгубио позицију у последњој кривини и завршио је на петом мјесту, док је побиједио Саган испред Колбрелија. На шестој етапи, тим Квик-степ флорс је радио на челу и група се раздвојила на 100  до циља због вјетра. Послије 30 километара групе су се спојиле, а бјегунци су достигнути прије првог прелаза преко успона Мур де Бретање. На другом прелазу преко успона до циља, Данијел Ос је напао, након чега је напао и Алафилип који га је достигао. Порт је напао следећи, пратили су га Томас и Мартин, достигли су водеће а затим су успорили и достигло их је још возача. Мартин је напао на 1,2  до циља, што није нико пратио. Латур је кренуо за њим на 500 метара до циља, али није могао да га достигне; Мартин је побиједио, Латур је завршио на другом мјесту, док је Алафилип завршио на четвртом, изгубивши у спринту од Валвердеа у групи која је дошла на циљ три секунде иза и дошао је на четврто мјесто у генералном пласману, прескочивши Жилбера. На осмој етапи, учествовао је у паду на 16 km до циља, заједно са Мартином, за кога је радило пет сувозача али нису могли да се врате до групе и завршили су минут и по иза, због чега је пао на 18 мјесто у генералном пласману. На деветој етапи је изгубио преко 12 минута и испао је из борбе за генерални пласман. На десетој етапи је први напао на почетку етапе, што су пратили Саган, Том Јелте Слагтер и Ели Жезбер, а затим их је на првом успону достигло још возача и у бијег је отишла група од 21 возача. Прешао је први преко првог успона и узео један бод, а на другом успону је напао Молар, што је пратио Тарамаје, а затим су их достигли Серж Паулес, Ван Авермат, Году, Жилбер, Амаел Моанар и Лукас Пестлбергер. Током успона су отпали Жилбер, Пестлбергер и Моанар, а група у којој је био Алафилип је достигла водеће пред трећи успон и на челу трке је било 13 возача. Алафилип је напао при врху успона и узео 20 бодова, а затим је успорио и чекао остале возаче. Тарамаје је напао на 34  до циља, што нико није пратио, а послије три километра је Алафилип напао. Достигао је Тарамајеа прије врха успона и узео је максимални број бодова, а на спусту су стекли 45 секунди предности. На почетку последњег успона Кол де ла Коломбје је напао, што Тарамаје није могао да прати и имао је два минута предности до врха успона. Предност је сачувао до краја и побиједио је минут и по испред Јона Изагиреа, чиме је остварио прву побједу на Тур де Франсу у каријери и преузео је тачкасту мајицу за лидера брдске класификације. На етапи 11, у бијег је отишло пет возача, након чега су Терпстра и Жилбер радили у групи како би се њихова предност смањила. Алафилип је напао на првом успону, што је пратило још возача и достигли су водеће. На 500 метара до врха је напао и узео максимални број бодова, за њим су кренули Барги и Де Гент и достигли су га на спусту. На почетку другог успона, Кол ди Пре, достигло их је још возача, а затим је отпао. Достигла га је главна група, од које је такође отпао и завршио је 25 минута иза Томаса који је побиједио након што су бјегунци достигнути. На етапи 12 су вожена три брдска циља екстра категорије, Кол де ла Маделен, Кол де ла кроа де Фер и Алп д’Иез. Отишао је у бијег у групи од 30 возача, а на половини успона Кол де ла Маделен је напао Ролан, што су пратили Стивен Кројсвајк, Валверде, Алафилип, Паулес и Барги. Они су успорили и достигли су их остали возачи. При врху успона је Барги напао, што је пратио Алафилип, а затим га обишао и узео максималних 20 бодова. На половини другог успона је Ролан напао, стекао је 30 секунди предности и прешао је први преко успона, а при врху је напао Алафилип и узео три бода за друго мјесто. На почетку успона Кол де ла кроа де Фер, дугог 29 km, отпао је, а затим је отпао и од главне групе и завршио је 29 минута иза Томаса који је побиједио поново нападом на последњем успону. На етапи 14 је отишао у бијег у групи у којој је био 31 возач и стекли су 20 минута предности. Лампар и Жилбер су радили на челу и у групи је остало 15 возача, након чега је Јон Изагире напао на успону на 59 km до циља, а на спусту су га достигли Јелте Слагтер и Стојвен и стекли су минут предности послије десет километара. На 35  до циља је Стојвен напао и стекао предност испред друге двојице возача, док су из групе иза напали Де Гент и Калмежан, који су брзо достигли Јелте Слагтера и Изагиреа. Алафилип, Фраиле и други су достигли возаче испред, а пред последњи успон, на 5 km до циља Стојвен је имао минут и 40 секунди предности. Де Гент је напао на последњем успону, што је пратио Фраиле а затим отишао од њега, након чега је Алафилип напао на дионици од 10% нагиба. Фраиле је достигао Стојвена на 2 km до циља, на 500 метара до врха успона и отишао од њега, док је при врху успона Алафилип достигао Стојвена, прешао је други преко успона и узео три бода. До циља је радио са Стојвеном, али нису могли да достигну Фраилеа који је побиједио на етапи, док су њих двојица дошли шест секунди иза, а у спринту је побиједио Алафилип и завршио је на другом мјесту, а такође је повећао предност у брдској класификацији на 20 бодова испред Баргија. На етапи 16, први брдски циљ четврте категорије вожен је послије 25 km, на њему је Барги напао, што је пратио Алафилип, али је Барги узео један бод. Убрзо након успона етапа је прекинута јер су локални фармери протестовали и по путу су биле разбацане бале сијена. Полиција је користила сузавац да би их растјерала, због чега су многи возачи морали да испирају очи јер их је сузавац захватио. Етапа је настављена послије 15 минута, а бијег се одвојио тек након 105 километара и у њему је било 47 возача, међу којима је био Алафилип са Жилбером. Жилбер је напао прије почетка успона Кол де Порте д’Аспет, на око 80 km до циља и стекао је минут предности до врха успона. Жилбер је на спусту изгубио контролу над бициклом у уској кривини и пао је преко баријера међу дрвеће, али је наставио етапу. На успону Кол де Менте Хесинк је напао, што је пратио Карузо а затим и Алафилип, који је прешао први преко успона и узео максимални број бодова. Њих су достигли Молема и Адам Јејтс, а затим још њих и на челу трке је било 17 возача. На последњем успону је Јејтс нападао више пута, одвојио се на 3 km до врха и стекао је 30 секунди предности, након чега је Алафилип кренуо за њим. Прешао је преко успона на другом мјесту, а затим је на спусту смањио заостатак на десет секунди. На 7 km до циља, Јејтс је пао, Алафилип га је прошао поред њега и успорио је како би га сачекао, али Јејтс није возио јако, због чега је Алафилип убрзао. До циља је возио сам и побиједио је 15 секунди испред Горке Изагиреа, Јејтса и Молеме, чиме је остварио другу етапну побједу, а захваљујући бодовима које је узео на успонима повећао је предност у брдској класификацији на 50 бодова испред Баргија. Етапа 17 је била дуга 65 km и била је пета најкраћа у историји трке. Отишао је у бијег на почетку, у групи у којој су била 22 возача, а на првом успону су напали Танел Кангерт и Никола Еде, који су стекли 30 секунди предности, а затим је Еде отпао. Алафилип је напао у потјери за њима, што су пратили Кристијан Ђурашек и Хесус Ерада и стигли су Едеа, који је брзо отпао од њих. Прешао је други преко успона, а на спусту је прво Ерада отпао, а затим су достигли Кангерта. На почетку другог успона су стекли минут предности, прешао је први преко успона, а затим је возио јако на темпо на спусту и Ђурашек је отпао. На почетку последњег успона Кол ди Порте, на 16  до циља, имали су минут и десет секунди предности испред првих пратилаца и два и по минута испред главне групе, али је Алафилип отпао послије неколико километара. Њега су достигли други бјегунци, а затим и главна група и завршио је 14 минута иза Кинтане, који је побиједио нападом на успону из групе. Са освојеним бодовима на брдским циљевима повећао је предност у брдској класификацији на 67 бодова испред Баргија. На етапи 19 у бијег је отишло 18 возача послије прва два успона, након чега их је достигла група од 12 возача у којој је био и Алафилип. До врха успона прве категорије Кол д’Аспен у првој групи је остало 12 возача, а при врху је напао Алафилип и узео максимални број бодова. На успону Кол ди Турмале у групи је остало шест возача, Алафилип је прошао први преко успона, чиме је постао први возач у историји који је на једном издању Тур де Франса прешао први преко четири успона екстра категорије. Њих је по равном достигло још возача, а на успону Кол де Бордерес је отпао, након чега је отпао и од главне групе и завршио је 18 минута иза Роглича који је побиједио након што је главна група престигла бјегунце. На последње двије етапе није било промјена и освојио је брдску класификацију 79 бодова испред Баргија, а у генералном пласману је завршио на 33 мјесту, сат и по иза Томаса.
Дана 4. августа возио је Класика Сан Себастијан, гдје је једину пратио напад Молеме на последњем успону. Њих двојица су возили заједно и стекли су 15 секунди предности до врха успона, а затим су повећали на 30 секунди на спусту. У последња два километра Молема више није хтио да ради, Алафилип је возио на челу до циља и побиједио је у спринту. То му је била осма побједа у сезони, а такође постао је други возач у историји који је освојио брдску класификацију на Тур де Франсу и Класика Сан Себастијан исте године. Послије пет недеља одмора, у септембру је возио Тур оф Бритејн. На првој етапи, Томас је напао на успону Белмонт хил на 8 km до циља, али је брзо достигнут, након чега су напали Алафилип и Јунгелс. Њих су на спусту достигли Ивер и Мадс Вирц Шмит и стекли су 11 секунди предности, након чега је Јунгелс напао, а Алафилип само пратио другу двојицу возача. Они су достигнути на 3  до циља, а затим и Јунгелс у последњем километру, након чега је радио за Гавирију за спринт и завршио је на 50 мјесту, а Гавирија на трећем, иза Грајпела и Јуана. На другој етапи, Хју Карти је напао на 32  до циља, након чега је при врху последњег успона напао Алафилип и достигао га. Њих је на спусту достигло још возача, а затим су достигли Скота Дејвиса и смањили су заостатак иза преостале двојице бјегунаца на 15 секунди у последња три километра. До краја су додатно смањили заостатак али нису могли да их достигну и завршио је на четвртом мјесту, двије секунде иза Камерона Мејера и секунду иза Алесандра Тонелија изгубивши у спринту од Патрика Бевина, чиме је дошао на седмо мјесто у генералном пласману, 12 секунди иза Тонелија. На трећој етапи, бијег је отишао на 60  до циља, након чега су возачи тима Квик-степ флорс радили на темпо на челу групе. Бјегунци су достигнути на 9  до циља, након чега су на успону нападали Гавирија и Том Пидкок, али нису могли да се одвоје. Јунгелс је радио на темпо у финишу, Вирц Шмит је напао на 300 метара до циља, што је Алафилип одмах пратио, а затим га обишао и побиједио на етапи, остваривши девету побједу у сезони, а захваљујући секундама бонификације дошао је на треће мјесто у генералном пласману, двије секунде иза Бевина и Мејера. Екипни хронометар на петој етапи Квик-степ флорс је завршио на другом мјесту, 16 секунди иза тима ЛотоНЛ—јумбо и дошао је на друго мјесто у генералном пласману, шест секунди иза Роглича. На шестој етапи, возачи Квик-степ флорса су радили на челу групе и достизали све који су покушавали да оду у бијег, а на пролазном циљу је Алафилип узео три секунде бонификације, Јунгелс двије и Роглич једну, након чега су у бијег отишла четири возача. На последњем успону је Јунгелс радио на темпо и бјегунци су достигнути, а из групе су отпали бројни возачи. Алафилип је напао на 2,1 km до циља, што су пратили само Карти и Роглич, док је Пулс кренуо за њима, а на 1,4  до циља Роглич је отпао. Алафилип је радио на темпо и повећавао предност испред групе у којој је био Роглич, а у последњем километру их је достигао Пулс. У последњој кривини пред циљни правац је Пулс напао, што Алафилип није могао да прати и завршио је на другом мјесту, двије секунде иза, али 30 секунди испред Роглича и преузео је лидерску мајицу 17 секунди испред Пулса. На последње двије етапе није било промјена и освојио је трку 17 секунди испред Пулса, што му је била друга освојена етапна трка у каријери. Три дана касније стартовао је Около Словенска трку кроз Словачку, као последњу трку прије Свјетског првенства. На отварању је вожен пролог дуг 1,9 km, који је завршио на четвртом мјесту, секунду иза Јунгелса, Лампара и Кристофа Лапорта. На првој етапи, Јунгелс је радио на челу и достизао све нападе, а у последњем километру је Алафилип напао, што су пратили Бен Херманс, Јан Тратник и Атила Валтер. Дошли су заједно на циљ и у спринту је побиједио испред Херманса и узео је лидерску мајицу 11 секунди испред Тратника. На другој етапи, на последњем успону је напао Тратник и одвојила се група возача, коју су стекли 30 секунди предности, али су Лампар и Штибар радили на челу и смањили су заостатак до врха успона. Пред улазак на стадион Местски арена у Дубњици на Ваху неколико возача је пало, док су се на челу одвојила петорица возача међу којима је био Алафилип са два сувозача. Завршио је на петом мјесту и повећао је предност у генералном пласману на 16 секунди испред Тратника а такође је преузео мајицу за лидера класификације по поенима. На последњој, четвртој етапи, радио је на чело за Јакобсена на километар до циља, а затим се склонио и завршио је у групи, чиме је освојио трку 16 секунди испред Тратника. Дана 30. септембра возио је друмску трку на Свјетском првенству, гдје је био највећи фаворит поред Валвердеа, а за Француску су возили такође Барде и Пино. На 20 km до циља су бјегунци достигнути, након чега је Питер Кено напао, што је пратио Валгрен а затим отишао од њега. На почетку успона Хетингер Хел, на 10  до циља, у групи је остало 25 возача, Французи су изашли на чело да раде на темпо и многи возачи су отпали, а затим је отпао и Алафилип. Он је до краја возио у групи са Кројцигером, Валгреном, Пиноом, Костом и Изагиреом и завршио је на осмом мјесту, 43 секунде иза Валвердеа који је побиједио у спринту прве четворице возача. Послије првенства изјавио је да су сви очекивали да он побиједи, али да је успон био превише тежак, да се мучио као никада раније и да је дисао кроз уши, размишљајући само о томе да заврши трку и иде кући. Било је планирано да вози класике у Италији у октобру, укључујући Ђиро ди Ломбардију, али је одлучио да их пропусти и завршио је сезону због умора. Изјавио је да би волио да вози у Италији, али да је сезона била дуга и да због умора није могао да тренира након Свјетског првенства, због чега је одлучио да узме времена да се опорави и спреми за наредну сезону. Крајем октобра присуствовао је представљању руте за Тур де Франс, након чега је изјавио да је она за брдаше, а да ће о својим циљевима одлучити у договору са тренером и тимом.

### 2019.
На почетку 2019. тим је из спонзорских разлога промијенио назив у Декунинк—Квик-степ. Сезону је почео крајем јануара на Вуелта а Сан Хуан трци у Аргентини, гдје је такође за тим дебитовао Ремко Евенепул, који је возио прву професионалну трку у каријери. На другој етапи, Винер Анакона и Кинтана су возили јако на темпо на последњем успону, позиционирао се иза њих, а затим је напао на врху успона, што су пратили Кинтана и Бенот. На спусту је отишао од њих и у последњем километру имао је неколико секунди предности. Побиједио је неколико метара испред групе коју је одспринтао Симоне Консони, чиме је остварио прву побједу у сезони, а такође постао је први француски возач који је остварио побједу на трци. Он је пред циљ успорио како би прославио и група је добила исто вријеме као он, а захваљујући секундама бонификације дошао је на друго мјесто у генералном пласману, три секунде иза Гавирије. На хронометру на трећој етапи побиједио је 12 секунди испред Валерија Контија и Евенепула и преузео је лидерску мајицу 18 секунди испред Гавирије. На петој етапи, Анакона и Николас Паредес су напали на успону Алто де Колорадо, на 12  до циља, након чега су возачи Декунинк—Квик-степа изашли да раде на чело групе. Ричард Карапаз је напао на 7  до циља, што је пратила мала група возача, али Алафилип није могао да прати и возио је иза Евенепула који је радио на темпо. Анакона и Паредес су достигли Кристијана Монтоју који је једини преостао из бијега на 4,3 km до циља и стекли су минут и по предности испред групе у којој је био Алафилип. На 2  до циља, Алафилип је напао, што су одмах пратили Наиро Кинтана, сувозач Анаконе и Карапаза из Мовистара, као и Дајер Кинтана. Дајер је неколико пута нападао, Алафилип је пратио а затим настављао да ради на темпо и завршио је 57 секунди иза Анаконе, који је побиједио у спринту, због чега је пао на друго мјесто у генералном пласману, 41 секунду иза Анаконе. На шестој етапи се група раздвојила у финишу у покушају да достигну бјегунце и завршио је шест секунди испред Анаконе. На последњој етапи није било промјена и трку је завршио на другом мјесту у генералном пласману, 35 секунди иза Анаконе. Сезону је наставио на Тур де Колумбији, гдје је Декунинк—Квик-степ екипни хронометар на отварању завршио на другом мјесту, осам секунди иза тима ЕФ едукејшон фирст. На трећој етапи , бјегунци су достигнути на успону на 10  до циља, након чега су возачи нападали али нико није могао да се одвоји, док су отпали бројни возачи. Јунгелс је радио на челу до финиша, када је Алафилип почео да спринта на 100 метара до циља, али га је одспринтао Хуан Себастијан Молано и завршио је на другом мјесту, а захваљујући секундама бонификације дошао је на четврто мјесто у генералном пласману, двије секунде иза Урана. На четвртој етапи, бјегунци су достигнути на успону на 10  до циља, након чега су бројни возачи нападали али нико није могао да се одвоји. Јунгелс је напао у последњем километру, што нико није могао да прати, за њим је кренуо Михел Рајм, а Алафилип је пратио возаче у групи, гдје је побиједио у спринту и завршио је на трећем мјесту, двије секунде иза Јунгелса, а захваљујући секундама бонификације дошао је на друго мјесто у генералном пласману. На петој етапи је отишао у бијег у групи од 13 возача и узео је три секунде бонификације на пролазном циљу. На успону Алто ла Унион на 10 km до циља је напао, што је пратио Иван Соса, а затим и отишао од њега. Достигао га је Данијел Мартинез, који је одмах напао и достигао Сосу, док су њега при врху достигли Лопез и Карапаз који су напали из главне групе. Имали су 15 секунди заостатка на врху успона, али су на спусту смањили заостатак и достигли су водећу двојицу у последњем километру. Алафилип је изашао на чело у финишу, а затим је почео да спринта на 200 метара до циља и побиједио је испред Лопеза, чиме је такође преузео лидерску мајицу, осам секунди испред Мартинеза. На последњој, шестој етапи, чији је циљ био на успону Алто лас Палмас, дугом 15 km, након више напада, Лопез се одвојио на 7 km до циља, што су пратили Кинтана, Бернал и Мартинез, док Алафилип није могао да их прати и возио је својим темпом. Завршио је на 16 мјесту, два минута иза Кинтане и трку је завршио на седмом мјесту у генералном пласману, минут и по иза Лопеза, уз освојену класификацију по поенима, чиме је постао први европски возач који је освојио ту класификацију.
Дана 9. марта возио је Страде Бјанке по први пут, о чему је изјавио да трку увијек прати на телевизији и да му је драго што је вози. Ван Авермат је напао на сектору Монте санте Мари на 50  до циља и одвојила се група од 15 возача, у којој је био Алафилип са два сувозача. Фуглсанг је напао на сектору Монтепарти на 23 km до циља, што је пратио Ван Арт, а затим их је достигао и Алафилип. Стекли су 25 секунди предности, а на сектору Коле Пинцуто, на 17 km до циља, Фуглсанг је поново напао, што је Алафилип пратио а Ван Арт је отпао. Стекли су 30 секунди предности испред Ван Арта, али на уласку у последњих пет километара Алафилип није хтио да прође на чело да ради, истезао се и везао патике, због чега је темпо опао. Ван Арт их је достигао у последњем километру и одмах је напао, на шта је први реаговао Алафилип, а затим и Фуглсанг. Ван Арт је возио на чело до почетка успона Санте Катерина пред циљ у Сијени, након чега је Фуглсанг напао, што је Алафилип пратио, а затим напао на 300 метара до циља и побиједио на тргу Пјаца дел Кампо двије секунде испред Фуглсанга. Он је тако постао први француски побједник трке, а изјавио је да се због побједе осјећа пун самопоуздања. Сезону је наставио на Тирено—Адријатику, гдје је Декунинк—Квик-степ екипни хронометар на отварању завршио на четвртом мјесту, 37 секунди иза тима Мичелтон—скот. Циљ друге етапе био је на успону, а на 3  до циља је напао Роглич и издвојила се мања група, која је достигнута у посљедња два километра и на циљ је дошла група од 33 возача. Ван Авермат је почео да спринта на 200 метара до циља, али га је Алафилип обишао и побиједио, поставши први француски побједник неке етапе на трци од 2009. Побједом је дошао на осмо мјесто у генералном пласману и преузео је мајицу за лидера брдске класификације. На четвртој етапи, на 40 km до циља одвојила се група од девет возача који се боре за генерални пласман, а у којој је био и Алафилип. Луценко је напао на 30  до циља, Алафилип је предводио потјеру, али остали возачи нису хтјели да раде и њихов заостатак се повећао на 50 секунди. У финишу је Роглич поново напао, што су пратили Јејтс и Фуглсанг и достигли су Луценка који је двапут пао на спусту, док је Алафилипа достигла већа група и завршио је на деветом мјесту, 23 секунде иза прве групе у којој је Луценко побиједио у спринту, али је надокнадио вријеме у односу на друге возаче и дошао је на четврто мјесто у генералном пласману, 56 секунди иза Јејтса. На петој етапи, нападао је неколико пута на последњем успону, и у групи је остало 16 возача, након чега је Фуглсанг напао на 24 km до циља, што нико није пратио и стекао је минут предности. Алафилип је покушавао да напада и организује потјеру, а затим је Јејтс напао на 11  до циља, што у почетку нико није пратио, након чега је Роглич напао и достигао Јејтса. Нападали су Димулен, Пино и Пулс, што Алафилип није пратио и завршио је на 12 мјесту, два минута иза Фуглсанга, као и минут и по иза Јејтса и пао је на пето мјесто у генералном пласману, два и по минута иза Јејтса. Циљ шесте етапе био је на благом успону, бјегунци су достигнути на 3  до циља, Декунинк—Квик-степ је радио на челу, Вивијани се позиционирао иза Сагана, док је Алафилип био иза Михала Меркева и Ричезеа. Ричезе је спроводио за спринт, Алафилип је почео да спринта на 150 метара до циља и побиједио је испред Чимолаија, док је Вивијани завршио на трећем мјесту. Послије етапе изјавио је да му је у последњем кругу Вивијани рекао да се не осјећа добро и да он може да се бори за побједу. Хронометар на посљедњој, седмој етапи, завршио је на 61 мјесту, 48 секунди иза побједника Виктора Кампенартса и завршио је на шестом мјесту у генералном пласману, два и по минута иза Роглича. Четири дана послије завршетка Тирено—Адријатика возио је Милано—Санремо, гдје је био највећи фаворит, а часопис Gazzetta dello Sport је написао да ће га возачи маркирати као што је Клаудио Ђентиле маркирао Дијега Марадону на Свјетском првенству 1982. Поред њега у тиму су возили такође Вивијани и Штибар, као и Жилбер, који је покушавао да побједом освоји свих пет монументалних класика. На успону Пођо ди Санремо, Алберто Бетиол је напао на 7  до циља, што је одмах пратио Алафилип, док су Квјатковски и Саган били иза али су их достигли. До врха успона достигли су их Трентин, Валверде, Ван Арт и Оливер Насен, а на спусту су их достигли још Нибали, Мохорич, Сајмон Кларк и Том Димулен. Трентин је напао по равном до циља, а Ван Арт је предводио групу до њега, након чега је Мохорич напао на 800 метара до циља, али су остали пратили. Саган је напао на 500 метара до циља, што је одмах пратио Алафилип, а кад су успорили Мохорич је напао поново. Алафилип је одмах пратио Мохорича и заузео позицију иза њега, а затим је почео да спринта на 150 метара до циља и побиједио је испред Насена и Квјатковског, чиме је освојио прву монументални класик у каријери. Послије трке изјавио је да је увијек сањао о Милано—Санрему али да трка не одговара баш најбоље његовим карактеристикама и да је након побједе осјећао велику радост, истичући да је освајање Милано—Санрема велики тренутак у његовој каријери. Побједом је такође постао лидер свјетског рангирања испред Валвердеа и Роглича.
Послије кратке паузе, у априлу је возио Вуелту ал Паис Баско, гдје је хронометар на првој етапи завршио на четвртом мјесту, 12 секунди иза Шахмана. На другој етапи имао је два пута механичких проблема али га је тим водио назад у групу. На последњем успону, Шахман и Бјорг Ламбрехт су напали али је само Ламбрехт стекао неколико метара предности. На 200 метара до циља, Алафилип је напао, обишао Ламбрехта и побиједио секунду испред њега, а захваљујући секундама бонификације дошао је на друго мјесто у генералном пласману, пет секунди иза Шахмана. На трећој етапи је учествовао у паду на 6 km до циља, наставио је и завршио је на последњем мјесту, 12 минута иза групе. Изјавио је да вјероватно није ништа озбиљно али да има огреботина и болова и да ће га тим посматрати током ноћи, али је наредног дана ипак одлучио да напусти трку и није стартовао четврту етапу. Након медицинских испитивања утврђено је да није имао ломова, а пет дана послије пада возио је Брабантсе пајл. На 50  до циља из групе су напали Ван дер Санде и Оноре, након чега је напао Метју ван дер Пул, који их је достигао али нису хтјели да раде са њим и група их је достигла. На успону Ојскедерлан Импи је напао и стекао је 15 секунди предности. Алафилип је напао на успону Хертстрат на 23 km до циља, што су пратили Веленс, Метјуз и Ван дер Пул и достигли су Импија. Тим Бахреин—мерида је са пет возача изашао на чело групе како би их достигли, али су они брзо стекли 30 секунди предности. Веленс је напао на успону Холстајде на 10 km до циља, што су остали пратили а Импи је отпао. На претпоследњем успону је напао Алафилип, што је одмах пратио Ван дер Пул а затим су се до њих вратили Веленс и Метјуз. Они су се гледали међусобно и група је смањила заостатак, након чега је Метјуз изашао на чело и појачао темпо. Ван дер Пул је изашао на чело на 250 метара до циља а затим почео да спринта, Алафилип је такође почео да спринта али није могао да га стигне и завршио је на другом мјесту, испред Веленса и Метјуза. Дана 21. априла возио је Амстел голд рејс, гдје је био лидер тима заједно са Жилбером. Ван дер Пул је напао на 40  до циља, што је пратио само Горка Изагире, али није хтио да прође да ради заједно са њим и брзо су достигнути. Девенајс је појачао темпо у групи, Алафилип је био иза њега и одвојили су се на 36 km до циља, на шта су одмах реаговали Фуглсанг и Трентин. Они су достигли бјегунце, након чега је Девенајс радио јако на темпо на следећем успону, а затим је Алафилип напао, што је пратио само Фуглсанг. Из групе је напао Квјатковски и достигао Трентина, а пред почетак успона Кауберг, Алафилип и Фуглсанг су имали 19 секунди предности. Они су накратко успорили, нису хтјели да раде, Квјатковски и Трентин су смањили заостатак на 12 секунди, али су затим поново почели да раде заједно и повећали су предност на 30 секунди испред двојице возача иза, као и минут испред веће групе. Фуглсанг је напао на последњем успону, на 6 km до циља, што је Алафилип пратио, а затим су њих двојица успорили, гледали се, нису хтјели да раде заједно и остали возачи су смањивали заостатак. Квјатковски их је достигао на 500 метара до циља, док им се такође приближавала група коју је предводио Ван дер Пул. Квјатковски је одмах изашао на чело, али темпо није био велики, почели су да спринтају на 300 метара до циља, али је група била близу, Ван дер Пул је почео да спринта са веће удаљености, све их је престигао и побиједио је, док је Алафилип завршио на четвртом мјесту, иза Сајмона Кларка и Фуглсанга. Послије трке обојица су изјавила да нису добијали тачне информације о предности коју су имали, а Фуглсанг је истакао да је Алафилип тај који је изгубио јер да је радио до циља вјероватно би могао да га побиједи у спринту. Три дана касније возио је Флеш Валон, гдје је пратио напад Фуглсанга на успону Мур де Иј, а затим је и сам напао на 150 метара до циља и побиједио је, освојивши трку другу годину заредом. Четири дана касније возио је Лијеж—Бастоњ—Лијеж, гдје је био један од највећих фаворита. Возачи Декунинк—Квик-степа су појачали темпо на 110  до циља, због чега се група раздвојила, а међу возачима који су остали иза био је и Валверде. На успону на 54 km до циља напао је Кангерт, што је одмах пратио Фраиле, а затим им се придружило још осам возача и стекли су 40 секунди предности. У главној групи су радили возачи Астане за Фуглсанга и смањили су заостатак, а на почетку последњег успона, Коте де ла Рош о Фокон, на око 17 km до циља, Вудс је напао, што је пратио Фуглсанг, а затим их је достигао и Формоло. Они су престигли возаче који су били испред, док су за њима кренули Нибали, Адам Јејтс, Тунс, Шахман и Ланда, а Алафилип није могао да их прати. Завршио је на 16 мјесту, у групи која је дошла на циљ минут и по иза Фуглсанга, који је остварио соло побједу нападом при врху успона. Послије трке изјавио је да је био на лимиту на последњем успону, али да није разочаран и да не жали ни за чим, јер му је сезона до тог тренутка већ била изванредна. Почетком јуна је продужио уговор са тимом на двије године, до краја 2021. о чему је изјавио да се ту осјећа као код куће. Послије паузе од мјесец и по, сезону је наставио на Критеријуму ди Дофине у јуну. На првој етапи, возачи Декунинк—Квик-степа су радили на челу групе, а након што су бјегунци достигнути, Алафилип је предводио Жилбера за спринт у последњем километру, а затим се склонио и завршио је на 22 мјесту, док је Жилбер завршио на другом, иза Босон Хагена. На другој етапи је отишао у бијег у групи од 14 возача и прешао је први преко првих пет успона, док је на наредном успону, на 53 km до циља, напао Горка Изагире и одвојило се пет возача. Није могао да прати њихов темпо, а затим га је достигла група, од које је такође отпао и завршио је 16 минута иза. На трећој етапи је изашао на чело на 2 km до циља и поставио јак темпо за Одега за спринт, а након што се склонио са чела пропадао је кроз групу и завршио је на 120 мјесту, последњем у првој групи. На петој етапи, Реми Кавања је радио на челу групе до последњих десет километара, а након што је достигнут Алесандро де Марки који је био у бијегу, на километар и по до циља, Жилбер је напао и достигнут је на 500 метара до циља. на његовом достизању је радио Шејн Арчиболд, последњи возач за Сема Бенета, а пошто је он отпао група је успорила јер није хтио нико да почне спринт рано. Алафилип је напао на 300 метара до циља, што је одмах пратио Ван Арт, који га је обишао и побиједио, док је из групе Бенет почео да спринта на 100 метара до циља и такође га обишао, чиме је етапу завршио на трећем мјесту. На шестој етапи је отишао у бијег заједно са Милбергером и Де Маркијем и стекли су скоро 14 минута предности прије него што је група појачала темпо и смањила заостатак. Прешао је први преко првих седам успона, а на последњем су нападали Милбергер и Де Марки, али је увијек пратио. Де Марки је отпао али се затим вратио на 500 метара до врха успона и одмах је напао, што су остала двојица пратила, након чега је Милбергер напао при врху, што је пратио само Алафилип а Де Марки је отпао. Они су возили заједно до циља, Алафилип у последњем километру није хтио да изађе на чело, Милбергер је предводио лакшим темпом до последњих 150 метара када је почео да спринта. Алафилип је такође одмах почео спринт и када су прешли линију циља није био познат побједник, а након гледања снимка фото-финиша, утврђено је да је Алафилип побиједио, а такође је преузео мајицу за лидера брдске класификације, 14 бодова испред Каспера Педерсена. На седмој етапи је напао први и отишао је у бијег у групи од 29 возача. Прошао је први преко прва два успона, а затим је успорио и отпао је на трећем успону, након чега је отпао и од главне групе и завршио је скоро 20 минута иза Пулса који је побиједио, али је повећао предност у брдској класификацији на 27 бодова испред Магнуса Корт Нилсена. На последњој, осмој етапи, отишао је поново у бијег, у групи од 12 возача и прешао је први преко прва четири успона. На успону Коте де Ривес, на 20  до циља, Хејг је напао, што је пратио само Ван Барле, док је Алафилип успорио, није пратио ни Карла Фредерика Хагена и завршио је на седмом мјесту, минут и 16 секунди иза Ван Барлеа, а у генералном пласману завршио је на 35 мјесту, 28 минута иза Фуглсанга. Освојио је брдску класификацију 50 бодова испред Корт Нилсена, чиме је постао први возач послије 23 године који је у исто вријеме био побједник брдске класификације и на Тур де Франсу и Критеријуму ди Дофине.
У јулу је возио Тур де Франс, а у тиму је био и Вивијани за спринт. Екипни хронометар на другој етапи, Декунинк—Квик-степ је завршио на трећем мјесту, 21 секунду иза тима Јумбо—визма и Алафилип је дошао на 11 мјесто у генералном пласману, 31 секунди иза Мика Теунисена. На трећој етапи је напао на 15  до циља, што нико није пратио, брзо је достигао Веленса који је био у бијегу, а затим напао поново при врху успона и отишао од њега. Стекао је 50 секунди предности, након чега је у финишу група повећала темпо и смањила његову предност, која је у последњем километру била 30 секунди. Побиједио је 26 секунди испред групе, захваљујући чему је преузео жуту мајицу за лидера трке, 20 секунди испред Ван Арта. Првобитно није знао да је побједом такође узео лидераку мајицу, а након што је сазнао плакао је од среће, а Лефевер је изјавио да не зна колико ће славити увече, да ли ће попити пет боца шампањца или више и да ће он можда послати некога да им купи Dom Pérignon. То је био први пут у каријери да је узео жуту мајицу на Тур де Франсу, а такође је постао први француски возач у жутој мајици послије Галопена 2014. На четвртој етапи је изашао на чело у последњем километру како би поставио јак темпо за Вивијанија, а затим се склонио и возио лакшим темпом до циља. Завршио је у групи, а Вивијани је побиједио у спринту испред Кристофа. Пету етапу је завршио на десетом мјесту у спринту и задржао је мајицу, чиме је постао први француски возач који је жуту мајицу носио три дана заредом послије Воклера 2011. На шестој етапи, чији је циљ био на успону прве категорије Ла планш де Бел филс, Ланда је напао на 4  до циља, након чега је Давид Году изашао да ради на чело, због чега су многи возачи отпали. Ланда је достигнут у последњем километру, након чега је Алафилип напао на дионици од 20% како би сачувао мајицу од Ђулиа Чиконеа који је био у бијегу. Томас је напао на 400 метара до циља и обишао га, а затим га је достигао Пино, са којим је возио до циља и завршио је на шестом мјесту, минут и 46 секунди иза Тунса који је побиједио из бијега, као и минут и 35 секунди иза Чиконеа и пао је на друго мјесто у генералном пласману, шест секунди иза Чиконеа. На осмој етапи, напао је на 300 метара до врха последњег успона, на 12,5 km до циља, што је пратио само Пино. Прешао је други преко успона, чиме је узео пет секунди бонификације, а њих двојица су смањили заостатак на 30 секунди иза Де Гента који је био у бијегу од почетка етапе. До краја су радили заједно, а на циљу није хтио да спринта са Пиноом и завршио је на трећем мјесту, шест секунди иза Де Гента, али 20 секунди испред групе фаворита и преузео је лидерску мајицу 23 секунде испред Чиконеа и 53 секунде испред Пиноа. Девета етапа је вожена 14. јула, на национални празник Француске, чиме је постао први француски возач који је носио жуту мајицу на Дан Бастиље послије Галопена 2014. а изјавио је да не може да опише шта за њега значи то што носи жуту мајицу на национални празник и да се осјећа љепше него када је први пут узео мајицу. Такође, постао је возач Декунинк—Квик-степа са највише дана проведених у жутој мајици. На десетој етапи, усљед јаког вјетра, група се раздвојила на 30  до циља, а међу возачима који су остали у другој групи били су Чиконе и Пино. Возачи Декунинк—Квик-степа и Инеоса су радили на челу и предност се повећала на минут на 10 km до циља. До краја је и сам излазио на чело групе да би помогао Вивијанију у спринту и завршио је на 11 мјесту, а након што су Чиконе и Пино завршили минут и 40 секунди иза прве групе, повећао је предност у генералном пласману на минут и 12 секунди испред Томаса и минут и 16 секунди испред Бернала. Он је тако постао први француски возач који је носио жуту мајицу током првог дана одмора послије Воклера 2011. и изјавио је да је за њега посебно што носи мајицу после првог дана одмора. На етапи 12 је била прослава стогодишњице жуте мајице, о чему је изјавио да је за њега то историјски и посебан тренутак што носи жуту мајицу током тог дана. То је била прва брдска етапа у Пиринејима, није било борби за генерални пласман, а група је завршила преко девет минута иза бјегунаца. На етапи 13 је вожен хронометар у Поу дуг 27,2 km, а медији су објавили да је једино питање колико ће Томас завршити испред Алафилипа и да ли ће узети жуту мајицу. На хронометру је побиједио 14 секунди испред Томаса, чиме је постао први француски возач који је побиједио на етапи на Тур де Франсу у жутој мајици послије Лорана Фињона 1989. као и први француски возач који је побиједио на хронометру послије Жан Франсое Бернара 1987. Побједом је повећао предност у генералном пласману на минут и 26 секунди испред Томаса, као и на два минута и 12 секунди испред Кројсвајка. Послије етапе изјавио је да је побједа била невјероватна, да немају много брдаша у тиму како би се борили за освајање Тур де Франса, али да ће возити агресивно, док је Томас изјавио да је изненађен његовом вожњом и да је он сада један од фаворита за генерални пласман. Новинар Данијел Бенсон је написао да Алафилип вози Тур де Франс као серију једнодневних класика и да због тога није прави кандидат за побједу, јер неће моћи да издржи у великим планинама. На етапи 14, чији је циљ био на успону Кол ди Турмале, Году је радио на темпо за Пиноа, а затим Лауренс де Плус и Џорџ Бенет за Кројсвајка, возачи су отпадали један по један, укључујући Бардеа, Адама Јејтса, Кинтану, Фуглсанга и Порта и у групи је остало само шест возача. На километар до циља је отпао и Томас, а на 500 метара до циља је напао Пино. Алафилип је кренуо за њим, али није могао да га достигне и завршио је на другом мјесту, шест секунди иза, али 30 секунди испред Томаса и повећао је предност у генералном пласману на два минута испред Томаса. Послије етапе је изјавио да не размишља о генералном пласману, да ће возити дан по дан и трудити се да сачува мајицу што дуже може. На линији циља је био предсједник Француске Емануел Макрон, који је давао интервју заједно са њима двојицом, а када је упитан ко ће од њих освојити Тур де Франс, Макрон се смијао а Алафилип је рекао „Пино“. На етапи 15, Пино је напао на 6  до циља, што су пратили само Алафилип, Бернал и Емануел Букман, а након што је Пино поново напао, Алафилип је први отпао, а затим и Букман и Бернал. На 3,5 km до циља достигли су га Томас, Порт и Кројсвајк, нико није хтио да га мијења на челу, а затим их је достигао и Валверде. Кројсвајк је напао на 1,5  до циља, што Алафилип није могао да прати и отпао је, а у финишу га је достигао и Пулс, који није хтио да га мијења. Етапу је завршио на 12 мјесту, минут и 49 секунди иза Сајмона Јејтса који је побиједио из бијега, а минут и 15 секунди иза Пиноа, минут иза Бернала и Букмана, као и 27 секунди иза Томаса и Кројсвајка и његова предност у генералном пласману је смањена на минут и 35 секунди испред Томаса. На етапи 18 су вожена четири успона, од којих су последња два били успони екстра категорије Кол д’Изоар и Кол ди Галибије, а затим је вожен спуст 20 километара до циља. Бернал је напао на 3 km до врха успона Кол ди Галибије и стекао је 45 секунди предности. На километар до врха успона је напао Пино, што Алафилип није могао да прати и отпао је. До врха успона је заостајао 20 секунди, али је на спусту, на 8 km до циља, достигао групу у којој су били Пино, Томас и Кројсвајк и одмах је напао. Остали су пратили, по равном су возили заједно и завршио је 32 секунде иза Бернала, након чега је у генералном пласману имао предност од минут и по испред Бернала и минут и 35 секунди испред Томаса. На етапи 19 је вожен успон екстра категорије Кол де л’Изеран, а затим спуст и успон Монте де Тињ до циља. Послије 30 километара Пино је отпао због здравствених проблема, а затим напустио трку. На 6  до врха Кол де л’Изерана, Томас је напао, што је Алафилип пратио на зачељу, али је отпао када је Бернал напао на 5  до циља. Бернал је брзо достигао бјегунце, док су у другој групи били Томас, Кројсвајк, Букман и Де Плус, а Алафилип је био са Гијомом Мартеном. До врха успона је заостајао два минута иза Бернала и минут иза групе у којој је био Томас, а на половини спуста је надокнадио 15 секунди. Током спуста је објављено да се етапа прекида због снијежне лавине, због које није могуће ићи до циља у Тињу. Није проглашен побједник етапе, а времена су узета са пролаза преко Кол де л’Изерана, када је заостајао два минута и десет секунди иза Бернала и пао је на друго мјесто у генералном пласману, 48 секунди иза Бернала. Из истог разлога је етапа 20 скраћена на само 59 километара, а циљ је био на успону Вал Торенс дугом 33 km. Возачи тима Јумбо—визма су возили на темпо на успону и отпао је на 13 km до циља. Мас је остао уз њега неко вријеме, док је могао да му помогне, након чега је до циља возио сам и завршио је три минута иза Бернала и Томаса, као и два и по минута иза Букмана и Кројсвајка и пао је на пето мјесто у генералном пласману. Послије етапе је изјавио да је дао све од себе, да не жали ни за чим и да је поносан на своје издање на трци. Последња етапа је била спринтерска, није било промјена и завршио је на петом мјесту у генералном пласману, три минута и 45 секунди иза Бернала, а такође је добио награду за најагресивнијег возача Тур де Франса. Укупно је носио жуту мајицу на 14 етапа што је било највише од стране неког француског возача послије 34 године. Послије трке, медији и навијачи у Француској истакли су да сматрају да он може да буде први француски побједник Тур де Франса од Иноа 1985. Часопис The Telegraph га је упоредио са Томасом Воклером који је 2011. носио жуту мајицу на десет етапа, такође до етапе 19.
Недељу дана послије Тур де Франса возио је Класика де Сан Себастијан трку, гдје је био велики фаворит, али је напустио послије 80 километара због умора. Сезону је наставио на Дојчланд туру крајем августа, а у Њемачкој је возио први пут послије 2015. На првој етапи је напао у последњем километру, али је достигнут и завршио је у групи. До краја је губио вријеме и завршио је 94 мјесту у генералном пласману, 40 минута иза Стојвена. Дана 13. септембра возио је Гран при сајклисте де Квебек, гдје је напао на последњем успону, на 2,5  до циља, што су пратила четири возача. Они су стекли десет секунди предности, али су неки возачи престали да раде и достигнути су у последњем километру, а у спринту је завршио на седмом мјесту. Два дана касније возио је Гран при сајклисте де Монтреал, гдје су такође возили Евенепул и Мас. Нанс Петерс је напао на 10  до циља, што су пратили Вудс и Мас, а након што су достигнути напао је Коснефроа, који је стекао 13 секунди предности прије него што је из групе напао Веленс, којег је одмах пратио Мас. Група је возила на темпо, смањили су заостатак на десет секунди, а у последња три километра је напао Саган, који је достигао Веленса, након чега је напао Алафилип, који их је престигао и достигао Коснефроу. Возили су заједно до пред циљ, почео је да спринта на 250 метара до циља, али га је група достигла и завршио је на 13 мјесту. Изабран је у тим Француске за друмску трку на Свјетском првенству, а изјавио је да је мајица дугиних боја, за свјетског шампиона, његов свети грал. На 67 km до циља, напали су Кредок и Кинг, који су стекли 30 секунди предности, након чега их је достигао Педерсен, који је возио јако на темпо и Кредок је отпао. Теунисен и Москон су затим напали из групе, али је Теунисен отпао на успону након што су достигли водеће. На 34 km до циља је напао Ван дер Пул, што су пратили само Трентин и Мартинез, након чега је Мартинез отпао, а Трентин и Ван дер Пул су достигли водеће и имали су 25 секунди предности испред групе. Њихова предност је порасла на 48 секунди, након чега су из групе напали Саган, Кристоф, Дегенколб и Ван Авермат, што је пратило још возача, али Алафилип није могао да их прати и завршио је на 28 мјесту, два и по минута иза Педерсена и Трентина. Послије првенства одлучио је да заврши сезону, изјавивши да је тужан што неће возити класике у Италији, али да није у најбољој форми и да хоће да почне опоравак за наредну сезону.
Током сезоне је остварио 12 побједа, по чему је завршио на седмом мјесту, а првопласирани Груневеген је остварио 15. Почетком децембра добио је награду Вело д’Ор за бициклисту године, испред Бернала и Роглича, чиме је постао други француски добитник награде послије Жалабера 1995. Крајем децембра, изабран је за француског спортисту године.

### 2020.
Прије почетка сезоне 2020. изјавио је да се неће борити за генерални пласман на Тур де Франсу 2020. јер има друге циљеве, али да има етапа које му одговарају. Сезону је почео на Вуелта а Сан Хуан трци, што је била трећа година заредом да је сезону почео у Јужној Америци. Током друге етапе је имао стомачних проблема, након чега је напустио трку и није стартовао трећу етапу. Почетком фебруара возио је Тур Колумбија трку, гдје је Декунинк—Квик-степ екипни хронометар на првој етапи завршио на другом мјесту, 45 секунди иза тима ЕФ про сајклинг, а Алафилип је добио награду за најагресивнијег возача етапе. На трећој етапи је радио за Одега, а затим је отпао од групе и завршио преко минут иза. На четвртој етапи, Декунинк—Квик-степ је радио на челу групе до последњег успона када су возачи Инеоса изашли на чело и у групи је остало десетак возача. На 3  до циља је напао Карапаз, а Алафилип је предводио групу и достигао га је у последњих 300 метара, када је почео да спринта, али су га обишли Серхио Игита и Бернал и завршио је на трећем мјесту. На петој етапи, напао је у финишу заједно са Јунгелсом, због чега су други тимови радили на челу групе. Достигли су их у последњем километру, а захваљујући бијегу Одег је једини имао свог лид-аут возача за спринт, али је завршио на другом мјесту, иза Молана, док је Алафилип завршио 37 секунди иза групе. Последњу, шесту етапу, завршио је скоро 17 минута иза Мартинеза и трку је завршио на 72 мјесту у генералном пласману, 20 минута иза Игите. Крајем фебруара и почетком марта возио је два класика у Француској за два дана. Фон Ардеше није завршио, док је на Дром класику нападао на последњем успону, а затим отпао од групе и завршио је на 17 мјесту, два минута и 17 секунди иза. Недељу дана касније возио је Париз—Ницу, гдје се вратио послије двије године, а хронометар је вожен кроз његов родни град. На првој етапи, група се раздвојила због вјетра на 50 km до циља и у првој групи је било 15 возача, међу којима је био Алафилип са два сувозача. На 35  до циља, напао је заједно са Бенотом пред пролазни циљ, гдје је узео три секунде бонификације и стекли су 18 секунди предности, а групу у којој је био је достигла главна група. Они су наставили да раде заједно, узео је три секунде бонификације на другом пролазом циљу и повећали су предност на 40 секунди на 13 km до циља. Група је повећала темпо, Иван Гарсија Кортина је изашао на чело да ради за Тунса и смањили су њихову предност на 18 секунди на 4,4 km до циља, а на калдрмисаном успону на 2,3  до циља, Шахман је напао, што је пратио Тунс и достигли су их. Бенот је напао на километар до циља, Тунс је предводио потјеру и достигли су га, али је Алафилип отпао на 500 метара до циља, није учествовао у спринту и завршио је на четвртом мјесту, три секунде иза, а захваљујући секундама бонификације са пролазних циљева заузео је четврто мјесто у генералном пласману, седам секунди иза Шахмана који је побиједио у спринту. На другој етапи је носио зелену мајицу за лидера класификације по поенима, у којој је заузимао друго мјесто, два поена иза Шахмана. Због јаког вјетра група се раздвојила на око 30  до циља, након чега је имао механичких проблема и морао је да мијења бицикл, због чега се нашао у другој групи, заједно са Кинтаном. За њега су радили Бенет, Лампар, Асгрен и Меркев, али су завршили минут и 25 секунди иза прве групе и пао је на 24 мјесто у генералном пласману. На трећој етапи је радио на челу групе за Бенета, а затим отпао и завршио 30 секунди иза, док је Бенет пао на 200 метара до циља након што је Иго Офстетер ударио у њега. Хронометар на четвртој етапи, која је вожена у Сен Аман Монрону, завршио је на 18 мјесту, 36 секунди иза Серена Краг Андерсена. На шестој етапи, Андерсен је напао на претпоследњем успону, након чега су возачи Декунинк—Квик-степа изашли на чело групе. Андерсен је достигао Бардеа и Едеа који су били у бијегу, а затим отишао од њих, док је на последњем успону Нибали напао, што је пратио само Бенот. При врху успона је Бенот напао и достигао Андерсена, а затим отишао од њега, док је у групи остало 11 возача али нису радили организовано и Бенот је стекао 30 секунди предности. Група је дошла на циљ 22 секунде иза Бенота, а Алафилип је у спринту завршио на петом мјесту и дошао је на десето мјесто у генералном пласману, два минута иза Шахмана. На последњој, седмој етапи, отишао је у бијег заједно са још пет возача, имали су три минута предности на 140 km до циља и био је виртуелни лидер трке. Ентони Перез је отпао из бијега, а њихова предност је смањена на минут и по на 25  до циља. На последњем успону, на 16  до циља, остао је у бијегу само са Де Гентом, али није могао да прати његов темпо и отпао је, након чега је отпао и од главне групе и завршио је скоро десет минута иза, због чега је пао у генералном пласману и трку је завршио на 16 мјесту, 11 минута иза Шахмана. Дана 15. марта, због пандемије ковида 19 је прекинута читава сезона у бициклизму, а трке су или одложене или отказане. У априлу је возио виртуелну трку Свис 5, коју су организовали Velon и Rouvy, а гдје су возили на својим бициклима за тренинг са камером. У јуну је учествовао на тродневном тренинг кампу, приликом којег је возио руту Ронде ван Фландерена, гдје је било планирано да дебитује.
Након што је сезона настављена, 1. августа је возио Страде Бјанке. Већ послије десет километара сломио му се задњи точак, због чега је морао да мијења бицикл, а затим му се пет пута пробушила гума. На сектору Монте санте Мари, на 55  до циља поново му се пробушила гума, послије чега више није могао да достигне водеће. Завршио је на 24 мјесту, 15 минута иза Ван Арта. Недељу дана касније возио је Милано—Санремо, гдје је био један од највећих фаворита, заједно са Ван Артом, Ван дер Пулом и Саганом. Прије успона Чипреса морао је да мијења бицикл, али га је Тим Деклерк вратио у групу. Напао је на километар до врха успона Пођо ди Санремо, што нико није пратио, Ван Арт је кренуо за њим, а затим га достигао на спусту и радили су заједно до циља. У спринту је изгубио од Ван Арта и завршио је на другом мјесту. Послије трке изјавио је да је спринтао најбоље што је могао након 300 километара и да је задовољан другим мјестом другог дана тркања послије пет мјесеци. Четири дана послије Милано—Санрема, стартовао је Критеријум ди Дофине, гдје је на другој етапи отпао од групе на 6 km до циља и завршио је скоро пет минута иза Роглича. На четвртој етапи је отишао у бијег у групи од 14 возача и стекли су шест минута предности. Напао је на успону Монте де Бисан на око 40  до циља, што су пратили Ленард Кемна, Кени Елисонде, Де ла Круз, Квјатковски, Маснада, Ирши и Хејг. На последњем успону, на 7,4 km до циља, Елисонде је напао, а затим су га достигли Кемна и Де ла Круз. Кемна је напао на 4  до циља, за њим је кренуо Де ла Круз, док је Алафилип достигао Елисондеа и завршио је на трећем мјесту, 58 секунди иза Кемне. На последњој, петој етапи, напао је на првом успону и отишао у бијег заједно са још седам возача, након чега им се придружила већа група. На успону Кол де ла Коломбје, на око 100  до циља, једини је пратио напад Сивакова и њих двојица су стекли два минута предности, али је група иза почела да смањује њихову предност након рада Де ла Круза за Погачара. Сиваков је пао на спусту на 32  до циља, али се вратио до Алафилипа, а затим су их на претпоследњем успону, на око 20  до циља достигли Тадеј Погачар, Мартинез, Лопез и Кус. На почетку последњег успона је отпао, а затим су га престигли и возачи који су нападали из главне групе и завршио је на 20 мјесту, 12 минута иза Куса, а трку је завршио на 24 мјесту у генералном пласману, 31 минут иза Мартинеза као и на другом мјесту у брдској класификацији, иза Де ла Круза. Сезону је наставио на првенству Француске у друмској вожњи, гдје је Сенешал радио на темпо, што су поред Алафилипа пратили само Демар и Кокар. Напао је на 4 km до циља, након што је Сенешал завршио са радом и стекао је десет секунди предности. Достигли су га на 1,4  до циља, након чега је нападао поново али није успио да се одвоји и у спринту је завршио на трећем мјесту.
Дана 29. августа стартовао је Тур де Франс, гдје је возио такође Сем Бенет за спринт. На првој етапи је учествовао у једном од падова, а због клизавих улица група је неутралисала етапу до последњих 20 километара. У финишу је радио за Бенета и завршио је у групи, док је Бенет у спринту завршио на четвртом мјесту. На другој етапи, напао је на последњем успону, на 13 km до циља, што је пратио Ирши, а послије два километра достигао их је Адам Јејтс. На врху успона га је одспринтао Јејтс, а другим мјестом је узео пет секунди бонификације. Они су стекли 24 секунде предности на 5  до циља, након чега су престали да раде и група се приближила. Јејтс је био на челу у последњем километру, Алафилип га је пратио а затим почео да спринта на 200 метара до циља и побиједио је испред Иршија, чиме је преузео жуту мајицу четири секунде испред Јејтса. Он је тако постао први француски возач послије 29 година који је носио жуту мајицу на Тур де Франсу двије године заредом. На четвртој етапи, након што су бјегунци достигнути тим Јумбо—визма је возио јако на темпо, након чега је Роглич напао на 300 метара до циља и побиједио, док је Алафилип завршио на петом мјесту, у истом времену. Послије етапе је изјавио да је темпо био превише јак и да је био на лимиту, због чега му је било тешко да се бори за побједу. Пету етапу је завршио у групи, али је узео храну од соњијера поред пута на 17  до циља и кажњен је са 20 секунди јер је због безбједности забрањено узимање хране и воде од соњијера у последњих 20 километара, а због казне је пао на 16 мјесту у генералном пласману, 16 секунди иза Јејтса. Послије етапе је изјавио да није знао за то правило и да сматра да није урадио ништа погрешно. На седмој етапи, група се раздвојила на 30  до циља због јаког вјетра, а у другој групи су остали Погачар, Ланда, Порт, Молема и Карапаз који су били у првих десет у генералном пласману. Он је пролазио кроз смјену на челу групе и допринио је да се предност повећа на преко минут, након чега се у финишу позиционирао при врху групе и почео да спринта на 150 метара до циља, али су га други возачи обишли и завршио је на 12 мјесту. Након што су други возачи изгубили вријеме, дошао је на 11 мјесто у генералном пласману. На осмој етапи, отпао је на 5 km до врха последњег успона, завршио је скоро 12 минута иза групе фаворита и пао је на 26 мјесто у генералном пласману. На деветој етапи је напао са циљем да оде у бијег, Девенајс је радио на темпо, али их је група достигла, након чега није пратио нападе других возача када се бијег одвојио, а затим је отпао од главне групе и завршио је на 160 мјесту од 166 возача, уз Бенета, скоро пола сата иза Погачара. На етапи 12, након што су бјегунци достигнути на претпоследњем успону, напали су Бенот, Краг Андерсен и Солер, који су прешли први преко успона, а затим су их достигли Паше, Шахман и Ирши. Они су стекли предност, након чега је Јунгелс предводио групу од десет возача која је наредна напала из главне групе. Ирши је напао на последњем успону на 25  до циља, а из главне групе је напао Алафилип и достигао групу испред у којој су Јунгелс и Девенајс радили за њега и достигли су Пашеа, Бенота и Краг Андерсена, док су заостајали 50 секунди иза Иршија и 20 секунди иза Шахмана и Солера. Након што су многи возачи престале да раде, нападао је више пута, али није могао да се одвоји, а затим је отпао од групе и завршио је на 11 мјесту, минут и 48 секунди иза Иршија. На етапи 13, након неколико напада одвојили су се Алафилип, Коснефроа, Кавања, Данијел Мартин и Гешке, а послије 30 километара достигла их је група од 13 возача. Стекли су девет минута предности, након чега је Паулес напао на петом успону, а на 30  до циља достигао га је Шахман и отишао од њега. На претпоследњем успону Кол де Нерон, Мартинез је напао на 14  до циља, што су пратили Кемна и Солер, док Алафилип није могао да прати ни друге возаче, након чега је возио лаганим темпом, престигли су га и возачи из главне групе и завршио је на 34 мјесту, преко десет минута иза Мартинеза. На етапи 14, напао је на последњем успону четврте категорије, на 5 km до циља, што је пратио Де Гент, али су достигнути на 3,8 km до циља. Краг Андерсен је напао на 3  до циља, због чега је група повећала темпо, што није пратио и завршио је 25 секунди иза Краг Андерсена, као и десет секунди иза групе. На етапи 16, напао је на почетку и одвојила се група од 40 возача, која је стекла 20 секунди предности, али је главна група возила јако на темпо и достигли су их. Након тога, пратио је напад Пашеа и одвојила се група од 15 возача, а послије 60 километара достигла су их још тројица возача који су били између двије групе, а затим још петорица и у бијегу су била 23 возача. Стекли су 12 минута предности испред главне групе, а на претпоследњем успону је напао Паше, што нико није пратио и током успона је стекао минут предности, након чега су Карапаз и Сиваков појачали темпо и у групи је остало девет возача. Карапаз је напао на 26  до циља, што су пратили Алафилип, Рајхенбах и Кемна и брзо су достигли Пашеа. На километар до врха успона је Карапаз напао, што је пратио Кемна, а Алафилип је отпао, након чега су га престигли други возачи и завршио је на десетом мјесту, скоро три минута иза Кемне. На етапи 17, напао је на почетку и одвојила се група од 21 возача, која је стекла 20 секунди предности, али многи возачи нису хтјели да раде и напао је на некатегорисаном успону послије 25 километара од почетка етапе, што су пратили Карапаз, Кемна, Мартин и Горка Изагире. До почетка првог од два успона екстра категорије Кол де ла Маделен стекли су шест минута предности, а током успона је Кемна отпао. Преко брдског циља је прешао други, иза Карапаза, а до врха успона главна група је смањила њихову предност на минут и 22 секунде. На спусту је стекао предност испред осталих возача, али га је прво достигао Изагире, а затим и Карапаз и до краја спуста су повећали предност на два минута и 40 секунди. На успону Кол де ла Лоз, дугом 17 km до циља, Пулс и Билбао су радили на темпо у главној групи и смањили су њихову предност на испод минут, након чега је Алафилип отпао кад је Карапаз напао. Главна група га је достигла брзо, возио је својим темпом и завршио је преко 18 минута иза Лопеза и добио је награду за најагресивнијег возача на етапи. Хронометар на етапи 20 завршио је на 60 мјесту, преко седам минута иза Погачара. Последња, етапа 21, вожена је по равном, није било промјена и Тур де Франс је завршио на 36 мјесту, два сата и 19 минута иза Погачара.
Дана 27. септембра, недељу дана послије Тур де Франса, возио је друмску трку на Свјетском првенству, а у тиму су возили такође Мадуа, Мартен и Барги. Погачар је напао на 42 km до циља и стекао је 25 секунди предности до уласка на стазу Енцо и Дино Ферари пред последњи круг. На челу групе су радили Белгијанци и Французи, након чега је предност Погачара почела да се смањује на успону Мацолано када су Шпанци изашли на чело групе. Димулен је напао на 22  до циља и достигао Погачара, а брзо их је обојицу достигла група у којој је Мартен радио на челу. По достизању је напао Карузо, што су пратили Ван Арт и Карапаз, након чега је Нибали напао, а пратили су га Ван Арт, Уран и Ланда. Сви су достигнути пред почетак последњег успона Чима Галистерна, чији је врх био на 12  до циља. Ирши је напао на успону, што су пратили Алафилип, Ван Арт, Роглич, Фуглсанг и Квјатковски, а након што се Ирши помјерио са чела, Квјатковски је напао, али су га остали пратили. При врху успона је напао Алафилип, што нико није могао да прати. Ван Арт, Фуглсанг и Квјатковски су кренули за њим, док су се касније вратили Ирши и Роглич. Он је стекао осам секунди предности до краја спуста, а затим је по равном и на стази Енцо и Дино Ферари повећао предност и побиједио је 24 секунде испред групе коју је одспринтао Ван Арт. Он је тако постао први француски побједник Свјетског првенства послије Лорана Брошара 1997. као и четврти побједник првенства из Квик-степа, послије Бонена, Бетинија и Квјатковског. Послије првенства изјавио је да је то његова највећа побједа у каријери, а посветио је оцу, који је преминуо у јуну 2020. истакавши да му је обећао да ће освојити једног дана. Прије првенства био је изабран у тим за Флеш Валон, који је освојио двије године заредом, али послије побједе на Свјетском првенству одлучио је да пропусти трку, истакавши да му је потребно да се физички и емотивно опорави. Дана 4. октобра возио је Лијеж—Бастоњ—Лијеж, као прву трку у мајици дугиних боја. На око 70  до циља је учествовао у једном од падова, а затим је имао и механичких проблема, али се вратио у групу. Напао је на 500 метара до врха последњег успона, Коте де ла Рош о Фокон, што су пратили Погачар, Роглич, Ирши и Квјатковски, који је брзо отпао. Они су радили заједно и стекли су 20 секунди предности, али су у последњем километру успорили и достигао их је Мохорич који је одмах напао. Алафилип је први пратио а затим почео да спринта и почео је да слави побједу како се приближавао линији циља, али је затим са десне стране прошао Роглич и кроз циљ су прошли поравнати. На снимку фото-финиша утврђено је да је Роглич побиједио, а судије су затим утврдиле да је Алафилип промијенио линију спринта, чиме је угрозио Иршија и помјерен је на пето мјесто, последње у првој групи. Послије трке се извинио Иршију и изјавио је да више никада неће промијенити линију спринта и славити прерано, истакавши да је боље што му је одузето друго мјесто него да је прво. Три дана касније возио је Брабантсе пајл, гдје је напао на 60  до циља, што је пратило пет возача, а затим их је достигла група у којој је био Ван дер Пул. Штибар је радио јако на темпо на успону Москестрат, што су пратили једино Алафилип и Ван дер Пул, након чега је Ван дер Пул напао, што је пратио само Алафилип. Њих двојица су радили заједно, а на 27  до циља достигли су их Коснефроа, Колбрели и Фраиле а затим и Квјатковски. Њих је достигло још возача који су нападали из главне групе и на челу трке је било 13 возача, након чега је Алафилип поново напао, што је пратио само Ван дер Пул, а затим су их достигли Коснефроа, Квјатковски, Колбрели, Девенајс и Алесандро Кови. На 11 km до циља, на другом прелазу преко успона Москестрат, напао је поново, што је пратио Ван дер Пул, а на спусту их је достигао Коснефроа и стекли су десет секунди предности. До циља су радили заједно, Коснефроа је почео да спринта на 200 метара до циља, Алафилип је возио на зачељу, а затим је почео да спринта на 100 метара до циља, обишао је Коснефроу и почео је да слави неколико милиметара прије линије циља, када је Ван дер Пул прошао поред и прошли су кроз циљ заједно. Прегледањем снимка фото-финиша утврђено је да је Алафилип побиједио, што му је била прва побједа у мајици дугиних боја, а такође постао је први свјетски шампион који је побиједио на трци послије 15 година. Дана 18. октобра возио је Ронде ван Фландерен по први пут у каријери. Напао је на успону Копенберг на 48 km до циља, а иза њега се формирала група од осам возача. Достигнут је на 40 km до циља, након чега је опет напао, што је пратио Ван дер Пул, док је Ван Арт возио на темпо иза њих и успио је да их достигне на 37 km до циља. На око 30  до циља, Ван дер Пул је возио иза мотора, касно са склонио, због чега Алафилип није могао да избјегне мотор јер није знао да се он ту налази, ударио је у њега и морао је да напусти трку. Пребачен је у болницу гдје је рендгеном утврђено да има преломе метакарпалне кости десне руке. Дан након пада је оперисан, због чега му је рука била у завојима три недеље, након чега је почео са физиотерапијом за опоравак руке. Освојио је другу годину заредом награду Вело д’Ор франсез, за француског бициклисту године, а затим је другу годину заредом освојио награду за француског спортисту године, преко 500 поена испред Пјера Гаслија.

### 2021.
Сезону 2021. је почео у фебруару, на Тур де ла Провенс трци у Француској, коју је возио први пут од 2016. када је и основана. На првој етапи, Чиконе је напао на успону Монте ди Брулат на 69 km до циља, што је пратио Москон, а затим их је достигао и Алафилип. Они су радили заједно, стекли су минут и 15 секунди до почетка последњег успона на 27  до циља, након чега је група појачала темпо и на 15  до циља имали су 45 секунди предности. На 10  до циља предност је пала на 25 секунди, а након што им се група додатно приближила, напао је поново у последња три километра, што је пратио само Москон, али су достигнути на 2 km до циља. У последњем километру је изашао на чело групе да ради на темпо за Балеринија а затим се склонио и завршио је на 54 мјесту, док је Балерини побиједио. На другој етапи је Власов пао на 1,2  до циља, а Алафилип није могао да га избјегне јер је био иза њега и пао је и он, али је наставио етапу и добио је исто вријеме. На трећој етапи, Карлос Родригез је радио на темпо за Инеос и у групи је остало десет возача, након чега је његов сувозач Соса напао на 5  до циља. Маури Вансевенант је радио на челу групе, а затим је Алафилип напао на 4  до циља, што је пратио само Бернал, такође возач Инеоса. Соса је стекао 20 секунди предности на 2,5  до циља, а до Алафилипа и Бернала је дошао Пулс који је радио на челу заједно са Алафилипом. Бернал је напао у последњем километру, Алафилип је кренуо за њим али није могао да га достигне и завршио је на трећем мјесту, 18 секунди иза Сосе и три секунде иза Бернала и дошао је на треће мјесто у генералном пласману, 21 секунду иза Сосе, као и двије секунде иза Бернала. На последњој, четвртој етапи, узео је три секунде бонификације на пролазном циљу, а затим је у финишу радио за Балеринија за спринт и трку је завршио на другом мјесту у генералном пласману, 18 секунди иза Сосе, а секунду испред Бернала. Сезону је наставио на Омлоп хет Нијувсбладу у склопу викенда отварања, који је возио по први пут. Пратио је напад Трентина на почетку успона Моленберг на око 40  до циља, а затим их је достигло још седам возача, међу којима су били Штибар и Балерини. Они су достигли Олава Која и Јохана Јакобса који су напали раније, а до њих су дошли Пидкок и Кевин Женије који су напали из главне групе и стекли су 15 секунди предности. На трећем прелазу преко успона Леберг, изашао је на чело групе, захваљујући чему су повећали предност на 25 секунди, а затим је напао на успону Берендрис, на 32 km до циља, што нико није могао да прати. Михал Гегл је предводио групу иза, из које је напао Пидкок, што је пратио Лапорт, али их је група достигла, док је Алафилип стекао 23 секунде предности на 28 km до циља. Његова предност је пала на 16 секунди испред прве групе пратилаца, док је главна група смањила заостатак на 40 секунди, а затим на 26 секунди у последњих 25 километара, након чега је Алафилип достигнут на 19 km до циља. На почетку успона Мур Капелмур, главна група их је достигла, након чега је изашао на чело и возио на темпо, а затим се склонио када је Ванмарке изашао на чело. Возио је неко вријеме на зачељу, а затим је отпао и завршио је на 57 мјесту, 40 секунди иза групе, у којој је Балерини побиједио у спринту.
Дана 6. марта возио је Страде Бјанке, гдје је био један од највећих фаворита, заједно са Ван дер Пулом и Ван Артом. Њих тројица су се у том тренутку сматрали најбољим класик возачима, а то је био први пут након Ронде ван Фландерена 2020. да су сва тројица заједно стартовала неку трку. Ђанлука Брамбила је напао на 63 km до циља, због чега се главна група подијелила на четири мање групе. У првој су били Алафилип, Ван дер Пул, Ван Арт, Асгрен и Ван Авермат, али су се групе брзо спојиле. На осмом сектору се група поново раздвојила, у првој групи је било 13 возача, који су достигли бјегунце и стекли 25 секунди испред главне групе, али су достигнути. Алафилип је напао на 50  до циља, на сектору Монте Санте Мари, што су пратили Ван дер Пул, Ван Арт и Пидкок, а затим су их достигли Бернал, Погачар, Гегл, Квин Симонс и Женије. Они су се смјењивали на челу, Женије је отпао, а предност испред друге групе је порасла на 23 секунде. Ван дер Пул је напао на почетку деветог сектора, затим је напао Алафилип, који се окренуо, видио да су Ван Арт и Пидкок на зачељу групе због чега је напао поново и отпали су. Ван Арт је био иза Пидкока, али је одмах изашао испред и покушавао да се врати у групу, која је стекла осам секунди предности, као и 50 секунди испред друге групе. Ван Арт је радио све вријеме и успио је да се врати у групу заједно са Пидкоком који је возио иза њега, док је на почетку последњег сектора Погачар почео да заостаје, након чега је Ван дер Пул напао на 12  до циља и једино га је Алафилип пратио. На 10  до циља, достигао их је Бернал, док су Погачар, Ван Арт, Гегл и Пидкок оформили потјеру иза и смањили су заостатак на 13 секунди. Бернал у почетку није хтио да ради, а након што је почео предност је порасла на 25 секунди. Ван дер Пул је напао на успону Санта Катерина, на 500 метара до циља, Алафилип је кренуо за њим али није могао да га достигне и завршио је на другом мјесту, пет секунди иза. Четири дана касније стартовао је Тирено—Адријатико. На првој етапи је изашао на чело у последњем километру, гдје је радио за Одега након чега је преузео рад Асгрен а затим Балерини, али је у спринту Одег био блокиран и завршио је на седмом мјесту. На другој етапи, Сајмон Јејтс је напао на 20  до циља, што су пратили Жоао Алмеида и Сиваков, а затим им се придружио Ланда. На 2  до циља је Јејтс отпао из бијега, док је на 800 метара до циља Алмеида напао, а група је достигла Ланду и Сивакова. Након што су дошли близу Алмеиде, Алафилип је напао на 200 метара до циља, задржао је спринт до краја и побиједио је испред Ван дер Пула и Ван Арта, а захваљујући секундама бонификације дошао је на друго мјесто у генералном пласману, четири секунде иза Ван Арта. То му је била прва побједа у сезони, а са њом је постао француски возач са највише побједа на трци. На трећој етапи, чији је циљ био на благом успону, возио је иза Штибара на челу групе, а затим је на 800 метара до циља намјерно успорио како би Штибар стекао предност, на шта је одмах реаговао Ван Арт и предводио групу до њега. Није учествовао у спринту, у којем је побиједио Ван дер Пул и пао је на треће мјесто у генералном пласману. На четвртој етапи, отпао је од групе на успону на 5,5 km до циља након што је Погачар напао и завршио је скоро два минута иза, због чега је пао на 14 мјесто у генералном пласману. Након што је губио вријеме на двије брдске етапе, хронометар на последњој, седмој етапи, завршио је на 71 мјесту, минут иза Ван Арта и трку је завршио на 41 мјесту у генералном пласману, 27 минута иза Погачара. Дана 20. марта возио је Милано—Санремо, гдје је био један од највећих фаворита за побједу, заједно са Ван дер Пулом и Ван Артом. Напао је на успону Пођо ди Санремо, што су одмах пратили Ван дер Пул и Ван Арт, али су се гледали међусобно, нису хтјели да раде и достигао их је Кејлеб Јуан, а затим и још возача. На 3  до циља је напао Стојвен, што није нико пратио, а у последњем километру га је достигао Краг Андерсен. Група им се приближила, Стојвен је почео да спринта на 150 метара до циља и побиједио је испред Јуана, док је Алафилип завршио на 16 мјесту, претпоследњем у првој групи.
Дана 31. марта возио је Дварс дор Фландерен, гдје је Стефан Кинг појачао темпо на 60  до циља, а затим су напали Ван Авермат и Лапорт и група се раздвојила. У првој групи је било 25 возача, док је Алафилип остао у другој. Дилан ван Барле је напао на 52 km до циља, а након што је стекао 20 секунди предности, Ван Авермат је напао на 36  до циља и издвојила се прва група пратилаца од девет возача. Алафилип је напао из треће групе у којој је био, престигао је Ван дер Пула и достигао групу испред, а затим је напао са Трентином, Насеном и Шером у потјери за возачима испред, али их је група достигла. У последњем километру су достигнути сви возачи који су били иза Вам Барлеа, група је дошла на циљ 26 секунди иза, а у спринту је завршио на 22 мјесту. Четири дана касније возио је Ронде ван Фландерен, изјавивши да не размишља о паду на трци 2020. и да је за њега велика част што вози трку у мајици дугиних боја. На другом прелазу преко успона Ауде кваремонт, на око 60  до циља, Лампар је напао, што је пратио Веленс а затим и Алафилип. При врху успона их је достигао Ван дер Пул, а затим и други, а на 54 km до циља је Ван дер Пул напао, што је једино пратио Асгрен. Ван Арт је предводио групу до њих и у групи иза бјегунаца било је 25 возача. Асгрен је напао на успону Патеберг, што је пратио само Ван дер Пул, а Ван Арт је поново предводио групу до њих. Након што су достигнути, напали су Веленс и Пидкок, затим Халер, Сенешал и Тиржис, након чега је напао Лапорт, што је пратио Алафилип и достигли су све бјегунце осим Бисежера на 46 km до циља, а имали су 15 секунди предности испред веће групе. Напао је на успону Копенберг и достигао Бисежера, док је Ван дер Пул напао из групе иза заједно са Ван Артом и достигли су остале возаче који су били испред, од којих су многи отпали. Алафилип и Бисежер су радили заједно, али су достигнути на 42 km до циља и на челу трке је било седам возача. Халер је напао из водеће групе на 39 km до циља, а остале возаче је достигла већа група, након чега је Асгрен напао на успону Таинберг, што је пратио Ван дер Пул, а затим су их достигли Ван Арт и Алафилип. Они су на успону достигли Халера, док је њих достигао Тунс и на челу трке је било шест возача, који су имали 15 секунди предности на 32 km до циља. Алафилип је напао при врху успона Кројсберг, што су остали пратили а затим их је достигао Тиржис. На 27 km до циља је напао Асгрен, што су пратили Ван дер Пул и Ван Арт, док је Алафилип возио иза Тиржиса, а затим су се до њих вратили Халер и Тунс. Алафилип није хтио да ради јер је Асгрен био испред, а групу у којој је био достигла је већа група на 19 km до циља и у потјери иза водеће тројице било је 15 возача. На последњем прелазу преко успона Ауде кваремонт је отпао од групе, а затим га је престигло још возача и завршио је на 42 мјесту, два и по минута иза Асгрена који је побиједио Ван дер Пула у спринту.
Послије Ронде ван Фландерена продужио је уговор са тимом до краја 2024. а 18. априла возио је Амстел голд рејс, који је завршио у првих десет сва четири пута када је возио. На последњем прелазу преко успона Кауберг, на 20  до циља, напао је Конча, што је пратио Ван Арт, а затим Шахман, Карапаз, Пидкок, Квјатковски и Метјуз, док је Алафилип остао у другој групи са Валвердеом и Фуглсангом. Валверде је напао и дошао до прве групе, након чега их је достигао и Алафилип, а на успону Гелхемерберг је Пидкок напао, што су пратили Ван Арт и Шахман. Они су стекли 20 секунди предности на 10  до циља, док је у групи иза радио Вансевенант за Алафилипа и смањили су заостатак. До краја нису могли да их достигну, завршили су три секунде иза, а у спринту је завршио на шестом мјесту, иза Метјуза и Валвердеа. Три дана касније возио је Флеш Валон, гдје је Роглич напао на успону Мур де Иј, на 350 метара до циља, Алафилип је кренуо за њим са Валвердеом, а онда напао на 150 метара до циља, што Валверде није могао да прати. Достигао је Роглича на 75 метара до циља, обишао га и побиједио, чиме је трку освојио трећи пут у каријери. Он је тако постао први свјетски шампион који је побиједио на трци послије Кадела Еванса 2010. Четири дана послије Флеш Валона возио је Лијеж—Бастоњ—Лијеж. Тео Гејган Харт је радио на темпо на успону Кол де ла Редут и група се раздвојила, Алафилип и Роглич су остали у другој групи, али се Роглич брзо вратио у прву групу, док су иза возачи Декунинк—Квик-степа возили јако на темпо и достигли су групу послије пет минута потјере. Карапаз је напао на спусту са Коте де Форжа и пред последњи успон Коте де ла Рош о Фокон имао је 20 секунди предности, док је у групи Џејмс Нокс радио на темпо за Алафилипа, а након што је Формоло изашао на чело за Погачара, Карапаз је достигнут. На успону је напао Вудс на 13 km до циља, што су пратили Алафилип, Погачар, Валверде и Году. На 5  до циља су имали 30 секунди предности, али су затим успорили и гледали се међусобно и предност је смањена. Вудс је напао на 1,4  до циља, што су прво пратили Году и Алафилип а затим и остали. У последњих 500 метара је био на четвртом мјесту, Погачар је био иза њега а на челу је био Валверде, који је почео спринт рано, што су остали пратили, а затим је Алафилип почео да спринта на 150 метара до циља и обишао га, али је њега на линији циља обишао Погачар и завршио је на другом мјесту. То му је био шести подијум на монументалним класицима и други на трци, први послије 2015. када је на дебију завршио такође на другом мјесту. Послије Арденских класика је тренирао у висинском кампу у Сијера Невади а у јуну је возио Тур де Свис по први пут. Хронометар на првој етапи завршио је на петом мјесту, 19 секунди иза Кинга. На другој етапи је напао на последњем успону и одвојила се група од девет возача. Радили су заједно до финиша, након чега је Ван дер Пул напао на 3,4 km до циља. Шахман је кренуо за њим и достигао га на 1,8 km до циља, али је отпао у последњем километру. Из групе је затим напао Медер, док су остали возачи радили заједно али нису могли да их достигну и завршили су четири секунде иза Ван дер Пула, а Алафилип је у спринту завршио на осмом мјесту и дошао је на друго мјесто у генералном пласману, секунду иза Кинга. На трећој етапи, пратио је напад Ван дер Пула на последњем успону на 25  до циља, што су пратили још Вудс, Фраиле, Карапаз и Еди Данбар, а затим је напао на спусту и стекао предност. Група је достигла остале возаче, док је Алафилип остао испред до 20 km до циља, а затим је и он достигнут. У последњем километру је Вансевенант био на челу да предводи за спринт, а након што се склонио Алафилип је почео да спринта али су га обишли Ван дер Пул и Лапорт и завршио је на трећем мјесту, а захваљујући секундама бонификације остао је на другом мјесту у генералном пласману, секунду иза Ван дер Пула. На петој етапи, Чавез је напао на успону на 23,5 km до циља, што нико није пратио и стекао је 55 секунди предности. На 18 km до циља и километар до врха успона, напао је Фуглсанг, који је прешао преко успона седам секунди испред групе од седам возача у којој је био Алафилип, а затим је достигао Чавеза и до почетка последњег успона стекао је 40 секунди предности. Карапаз је напао на последњем успону, на 5  до циља, Алафилип је радио у групи како би га достигли али остали возачи нису хтјели да раде и његова предност се повећала на 20 секунди, а на 3  до циља достигао је Фуглсанга. Група од шест возача је дошла на циљ 39 секунди иза Карапаза и Фуглсанга, у спринту је завршио на седмом мјесту и првобитно је био пао на треће мјесто у генералном пласману, али је послије етапе кажњен са 20 секунди због узимања воде из аутомобила у последњих десет километара и пао је на четврто мјесто у генералном пласману, 53 секунде иза Карапаза. На шестој етапи, напао је на почетку и отишао у бијег заједно са сувозачем Катанеом, а затим су им се придружили Солер и Антонио Нибали. Стекли су 45 секунди предности на 121 km до циља, али пошто је Алафилип био близу у генералном пласману, тимови Инеос гренадирс и УАЕ тим емирејтс су радили на челу главне групе и смањивали предност. Нибали је отпао из бијега, Алафилип је радио на челу, али на успону на 70 km до циља, одлучио је да успори и сачека главну групу, јер нису хтјели да га пусте да направи већу предност и етапу је завршио у групи. Хронометар на седмој етапи је завршио на другом мјесту, 40 секунди иза Урана и дошао је на треће мјесто у генералном пласману, 39 секунди иза Карапаза, али је напустио трку прије почетка последње, осме етапе, како би присуствовао рођењу првог дјетета. Сезону је наставио на првенству Француске у друмској вожњи, гдје је напао на 35 km до циља након што је Сенешал завршио са радом на челу групе, а пратили су га једино Году и Коснефроа, након чега су до њих дошла још четири возача. Њих је достигла главна група, након чега је отпао када су почели напади у последњих 15 километара и завршио је преко четири минута иза Кавање.
Дана 26. јуна стартовао је Тур де Франс, а у тиму је такође возио Кевендиш. На првој етапи, Деклерк, Асгрен и Девенајс су радили на последњем успону, а затим је Алафилип напао на 2,3  до циља, што нико није могао да прати. Роглич, Погачар и Метјуз су радили на челу групе, али нису могли да га достигну и побиједио је осам секунди испред групе, чиме је узео прву жуту мајицу за лидера трке, као и зелену за лидера класификације по поенима. То му је била шеста етапна побједа на Туру, као и стота побједа на гранд тур тркама за Квик-степ, а посветио је сину Нину који се родио недељу дана раније. На другој етапи, Ван дер Пул је напао на успону Мур де Бретање на 17 km до циља, што нико није пратио и стекао је 13 секунди предности, а на врху успона је узео осам секунди бонификације, док су Погачар и Роглич одспринтали Алафилипа за преостале секунде бонификације. Група је достигла Ван дер Пула, који је пратио напад Кинтане на 1,2  до циља, а затим и сам напао на 800 метара до циља. Погачар, Роглич и Вилко Келдерман су кренули за њим, али нису могли да га достигну, док је Алафилип одспринтао групу која је дошла на циљ осам секунди иза Ван дер Пула и пао је на друго мјесто у генералном пласману, осам секунди иза Ван дер Пула, али је задржао зелену мајицу. Он је тако постао шести возач у историји који је током каријере носио жуту, зелену, тачкасту и бијелу мајицу на Тур де Франсу. На трећој етапи су се у последњих десет километара догодила два пада, због чега је на циљ дошла група од 14 возача, гдје је у спринту завршио на шестом мјесту и задржао је зелену мајицу, 18 поена испред Ван дер Пула. На четвртој етапи, изашао је на чело у последњем километру како би радио на достизању Брента ван Мура, а затим се склонио и преузео је Меркев за Кевендиша, који је почео да спринта у последњих 200 метара и побиједио је, док је Алафилип завршио у групи, остао је на другом мјесту у генералном пласману, али је Кевендиш преузео зелену мајицу. Хронометар на петој етапи завршио је на 14 мјесту, минут и десет секунди иза Погачара и пао је на четврто мјесто у генералном пласману, 48 секунди иза Ван дер Пула. На осмој етапи, Погачар је напао на 4 km до врха успона Кол де ла Ром, на око 30  до циља, што је у почетку пратио само Карапаз, док је Алафилип одмах отпао, а затим возио на темпо и завршио 18 минута иза, због чега је пао на 24 мјесто у генералном пласману. На етапи 11, нападао је неколико пута на почетку док није успио да се одвоји са Кинтаном на успону четврте категорије, а затим је појачао темпо на најтежој секцији и отишао од Кинтане. Прешао је сам преко брдског и пролазног циља, након чега је до њега дошла група од пет возача. Напао је поново на другом успону четврте категорије, што је пратио само Дан Мартин, а при врху су их достигли Ролан и Жезбер. Они су имали минут предности испред групе од 13 возача која је следећа напала, као и три минута испред главне групе на 130 km до циља. Водеће групе су се спојиле на око 100  до циља, на првом од два прелаза преко успона Мон Ванту, гдје је Алафилип напао на најтежој секцији, што је пратио Ван Арт, а затим их је достигло још пет возача. Молема их је достигао на 2 km до врха и на челу трке је било осам возача, одакле је Алафилип напао при врху успона и узео максималних десет бодова. Он је тако постао први свјетски шампион који је прошао преко Мон Вантуа на првом мјесту послије 66 година. На другом прелазу преко успона, Елисонде је напао и стекао предност, док су иза њега били Алафилип, Молема и Ван Арт, који је следећи напао и достигао Елисондеа. Молема је неколико пута нападао, што је Алафилип у почетку пратио, а затим је отпао, након чега је возио лагано, престигли су га бројни возачи и завршио је 12 минута иза Ван Арта. На етапи 12 је пратио нападе и отишао у бијег у групи од 13 возача. У почетку није радио због Кевендиша, али је тим Декунинк—Квик-степ одлучио да не ради на челу групе и бјегунци су брзо повећали предност, због чега је почео да допринеси раду. На 40  до циља напао је Хари Свејни, што су пратили Иманол Ервити, Кинг и Полит, који су стекли предност, а затим је повећавали и на 20 km до циља имали су 40 секунди испред других бјегунаца. До краја се заостатак групе само повећавао и дошли су на циљ преко два минута иза Полита који је остварио соло побједу, а у спринту је Алафилип завршио на деветом мјесту. На етапи 13 је радио за Кевендиша у финишу, који је побиједио и изједначио рекорд Едија Меркса по броју етапних побједа на Тур де Франсу. На етапи 14 је напао на почетку, одвојио се заједно са још два возача али су достигнути када су почели нови напади, након чега је возио неко вријеме у главној групи а затим отпао и завршио  13 минута иза Молеме који је побиједио из бијега. На етапи 15, Вудс је први напао како би отишао у бијег, а затим га је достигло још седам возача. Напади су настављени на некатегорисаном успону, што је пратио Алафилип и отишао је у бијег у групи од 34 возача, који су до првог успона на 105  до циља стекли девет и по минута предности. На спусту са претпоследњег успона многи возачи су отпали како би помогли својим лидерима за генерални пласман и на челу трке је остало 20 возача. На последњем успону, Кол де Брексалис, Кинтана је први напао, али су га други возачи пратили, након чега је отпао. Сеп Кус је напао на 10  до циља, што нико није пратио, а затим је Валверде кренуо за њим, што такође остали нису пратили. Алафилип је радио у већој групи, из које је у финишу напало пет возача, што није пратио и завршио је на 12 мјесту, последњем у својој групи, минут и 22 секунде иза Куса. На етапи 18, Мохорич је напао и одвојио се од групе заједно са Крисом Јул Јенсеном и Шоном Бенетом, након чега је Алафилип напао, што је пратио само Перишон и достигли су их. На 100 km до циља су стекли два минута предности, али је Јул Јенсен успорио и отпао због тимских наређења да помогне Метјузу за спринт на пролазном циљу. Тим Бајкексчејнџ је радио на челу групе и смањили су предност бјегунаца на минут и 20 секунди, али је Кевендиш одспринтао Метјуза на пролазном циљу, након чега су нападали бројни возачи и издвојили су се Мадуа, Ролан, Латур и Елисонде. Алафилип и Мохорич су напали на успону, што Бенет и Перишон нису могли да прате, након чега су из главне групе напали Году, Фраиле, Јон Изагире и Рубен Гереиро и достигли су групу испред. На 6  до врха успона Кол ди Турмале, Алафилип и Мохорич су достигнути, након чега је напао Году, што су пратили Алафилип, Гереиро и Латур, али је Алафилип брзо отпао, а затим су га престигли многи други возачи и завршио је 19 минута иза Погачара који је остварио побједу нападом на последњем успону. Хронометар на етапи 20 завршио је на 19 мјесту, минут иза Ван Арта, док је на последњој, етапи 21, радио за Кевендиша и Тур је завршио на 30 мјесту, сат и 43 минута иза Погачара.
Одлучио је да прескочи Олимпијске игре, након чега је 31. јула возио је Класика де Сан Себастијан. На успону Ерлаиц, на око 40  до циља, напали су Кер и Ланда након што су бјегунци достигнути. Кер је затим напао и стекао предност од 50 секунди, док су у другој групи радили Паулес, Лоренцо Рота, Оноре и Мохорич и достигли су га на 23 km до циља. Возачи Декунинк—Квик-степа нису радили на достизању јер је Оноре био у групи испред и предност бјегунаца се повећала на минут до почетка последњег успона. Кер је отпао из бијега, гдје је Нилсон Паулес побиједио у спринту, а Алафилип је завршио на шестом мјесту, у групи која је дошла на циљ минут и четири секунде иза водеће четворке, изгубивши у спринту од Ковија. Послије скоро мјесец дана паузе, сезону је наставио 26. августа на класику Дројвенкурс—Оверајсе, гдје је за тим возио такође Евенепул. Били су дио водеће осморке, а када је Евенепул изашао на чело, Алафилип му је рекао преко слушалице да нападне. Евенепул је напао на 60  до циља, нико га није пратио и стекао је 35 секунди предности послије 30 километара, али је тада трка неутралисана на десет минута због пожара у аутомобилу поред пута. Послије наставка Евенепул је повећавао предност, Алафилип није пратио нападе у групи и завршио је на 13 мјесту, 58 секунди иза. Три дана касније возио је Бретање класик, гдје је напао на успону на 60 km до циља, што су пратили његов сувозач Оноре, Коснефроа и Погачар, али је Погачар отпао послије десет километара. Достигли су Де Маркија који је био у бијегу, а затим и отишли од њега. На 22 km до циља је Коснефроа напао, што је Алафилип пратио, али није хтио да ради и Оноре се вратио до њих. Алафилип је напао на 3  до циља, што је Коснефроа пратио, а након што су престали да раде Оноре их је поново достигао и предводио Алафилипа за спринт, али га је Коснефроа обишао у последњих 100 метара и побиједио, док је Алафилип завршио на другом мјесту. Сезону је наставио на Тур оф Бритејн трци, гдје је прву етапу завршио на осмом мјесту у спринту. Екипни хронометар на трећој етапи Декунинк—Квик-степ је завршио на другом мјесту, 17 секунди иза тима Инеос гренадирс и дошао је на четврто мјесто у генералном пласману, 23 секунди иза Итана Хејтера. Циљ четврте етапе био је на успону, Матео Јоргенсон је напао на 7  до циља, али је достигнут. Вудс је напао на најстрмијем дијелу последњег успона, што су пратили Алафилип и Ван Арт, а на блажим дјеловима их је достигао Хејтер. Алафилип је почео да спринта на 500 метара до циља, што је пратио само Ван Арт, а затим га обишао и побиједио, а Алафилип је са другим мјестом дошао на треће мјесто у генералном пласману, 11 секунди иза Ван Арта. Циљ шесте етапе је био на благом успону; Ван Арт је напао на 15  до циља и одвојила се група од десет возача. Вудс и Џејмс Шо су нападали, али су остали пратили, док су у финишу отпали Јоргенсон и Карлос Родригез. Оноре је предводио Алафилипа за спринт, који је почео да спринта први, али је завршио на трећем мјесту, иза Ван Арта и Хејтера. Последњу, осму етапу, завршио је у групи и трку је завршио на трећем мјесту у генералном пласману, 27 секуни  иза Ван Арта. Сезону је наставио на Примус класику, гдје је напао на калдрмисаном успону Бекестрат на 35 km до циља, што су пратили Ван дер Пул, Балерини и Ван дер Санде, а затим их је достигло још седам возача и у групи од 11 возача која је била на челу било је пет возача Декунинк—Квик-степа. Оноре је напао на 22  до циља, што су пратили Сенешал, Ван дер Санде, Стојвен и Кларк. Ван дер Пул је предводио потјеру, али му се послије километар пробушила гума и возачи испред су стекли предност. Алафилип није хтио да ради, а затим није пратио нападе других возача и завршио је на 47 мјесту, минут и 16 секунди иза Сенешала који је побиједио у спринту водећих.
Дана 26. септембра возио је друмску трку на Свјетском првенству, а он и Мадуа су били једини из француског тима који су возили и на првенству 2020. Коснефроа је напао на око 170 km до циља, што су пратили Евенепул и Корт Нилсен, а затим је напао Бисежер и група од 12 возача је дошла до њих. На челу главне групе су радили Италијани који нису имали ниједног возача у групи испред и достигли су их послије 40 километара. На 92 km до циља је напао Полит, што су пратили Евенепул и Мадуа, а затим им се придружило још осам возача. На 58 km до циља Алафилип је напао, што су пратили Ван Арт и остали фаворити и стигли су до групе која је била испред. Алафилип је нападао али је Евенепул предводио групу до њега и радио је на челу до 25 km до циља, а након што се склонио, Мадуа је наставио да ради на темпо. Алафилип је напао на успону Војнперс, Ван Арт је предводио остале до њега, а након што је напао други пут на 20 km до циља, нико није пратио. До краја је повећавао предност и побиједио је 32 секунде испред групе коју је одспринтао Ван Барле. Он је тако постао први француски возач у историји који је освојио првенство двије године заредом. Сезону је наставио на Милано—Торину, гдје је Декунинк—Квик-степ раздвојио групу по вјетру на 65 km до циља и у водећој групи од 19 возача било је шест возача Декунинк—Квик-степа, а након што су достигли бјегунце, на челу трке била су 23 возача. У главној групи је радило неколико тимова и смањили су њихову предност на 15 секунди на 30  до циља, а на првом прелазу преко успона Суперга Маснада је појачао темпо, што су пратили само Алафилип, Погачар, Алмеида, Вансевенант, Мајка, Роглич, Вудс, Херманс и Валверде, али су их затим достигли и остали возачи. Вансевенант је напао при врху успона и стекао је 25 секунди предности, а на другом прелазу преко успона Суперга Мајка је напао, што је пратио Алафилип. Адам Јејтс је напао на 4  до циља, што су пратили Роглич, Погачар и Алмеида, престигли су Алафилипа, који је затим отпао и завршио је на 25 мјесту, преко три минута иза Роглича. Три дана касније возио је Ђиро ди Ломбардију, по први пут послије 2017. када је завршио на другом мјесту. На спусту са успона Цамбиа алта, Алафилип, Маснада и Бађиоли су појачали темпо и одвојили се од групе, али су их брзо достигли, након чега је група достигла бјегунце на 60 km до циља. Евенепул је отпао на почетку успона Пасо ди Ганда, током којег је Нибали напао на 37  до циља, што је пратио Погачар, а затим отишао од њега. Маснада и Сиваков су радили на челу прве групе пратилаца, а након што је Сиваков завршио са радом, Адам Јејтс је напао, што су пратили Алафилип, Маснада, Вудс, Году, Роглич, Вингегор, Валверде и Барде. Погачар је стекао 35 секунди предности, а на 32 km до циља је напао Маснада и на спусту је дошао до њега. Алафилип није хтио да ради у групи иза због Маснаде, а из тимског аутомобила су рекли Маснади да не ради са Погачарем како би их Алафилип достигао. Јејтс је напао на 9 km до циља, што је пратио Валверде, а затим Алафилип и Барде, након чега су их достигли Вудс, Году и Роглич. На 6,8 km до циља имали су 45 секунди заостатка, али су престали да раде и послије два километра њихов заостатак се повећао на преко минут. На циљ су дошли 51 секунду иза Погачара који је побиједио Маснаду, а у спринту је Алафилип завршио на шестом мјесту, иза Јејтса, Роглича и Валвердеа. Послије трке Маснада је изјавио да му је Алафилип рекао да проба нешто ако се осјећа добро, док је Алафилип изјавио да је друго мјесто за тим добар резултат и да Маснада није пореметио њихову хијерархију када је напао. То је била последња трка за Декунинк—Квик-степ и послије ње је завршио сезону. Добио је награду за француског бициклисту године трећи пут заредом, а затим је трећи пут заредом добио награду за француског спортисту године, 71 поен испред Фабија Квартарара.

### 2022.
Пред почетак сезоне 2022. тим је из спонзорских разлога промијенио назив у Квик-степ алфа винил. Сезону је другу годину заредом почео на Тур де ла Провенс трци у фебруару, гдје је пролог на отварању завршио на шестом мјесту, 19 секунди иза Гане. На првој етапи, тимови Квик-степ алфа винил и Инеос гренадирс су возили на темпо и група се раздвојила на 80  до циља због јаког вјетра, приликом чега је дошло и до пада, а у првој групи остало је 27 возача. Алафилип је узео по три секунде бонификације на два пролазна циља, а на 8 km до циља је напао Боднар, што нико није пратио, након чега је Алафилип напао али га је одмах пратио Гана, који је наставио да ради на темпо и група је достигла Боднара. У спринту је завршио на трећем мјесту, иза Вивијанија и Ванмаркеа, а захваљујући укупно десет секунди бонификације које је узео, дошао је на друго мјесто у генералном пласману, четири секунде иза Гане, који је у финишу отпао и завршио три секунде иза групе. Прије почетка друге етапе именован је за Резервног пуковника француске војске на церемонији која је одржана у Арлу. На етапи је Кофидис радећи за Кокара напао са три возача на успону на 31 km до циља, како би други спринтери отпали, али их је група достигла. На 2  до циља је достигнут Алексис Гужар који је био у бијегу, након чега је Пјер Лук Перишон напао. Он је достигнут на 500 метара до циља, Пјер Латур је почео рано да спринта, што су одмах пратили Кокар, Алафилип и Гана, а неки возачи су отпали. Гана је био на челу на 400 метара до циља, а затим почео да спринта, али је Кокар прошао поред њега са великим убрзањем, након чега је прошао и Алафилип, али није могао да достигне Кокара и завршио је на другом мјесту, а захваљујући секундама бонификације смањио је заостатак иза Гане у генералном пласману на двије секунде. На последњој, трећој етапи, Кинтана је напао на последњем успону, на 3 km до циља, што је одмах пратио Алафилип. За њима су кренули Соса и Емануел Гебрегзабијер, али Алафилип није могао да прати темпо Кинтане и отпао је, након чега га је престигао Соса, затим Јоргенсон и Матијас Скјелмосе који су напали из групе, као и Гебрегзабијер, а није могао ни да прати темпо Ван Вилдера и завршио је на седмом мјесту, 47 секунди иза Кинтане. Трку је завршио на другом мјесту у генералном пласману, 27 секунди иза Кинтане, као и седам секунди испред Скјелмосеа и освојио је класификацију по поенима. Крајем фебруара возио је два класика у Француској за два дана. На класику Фон Ардеше, пратио је напад Роглича на успону на 28 km до циља и одвојила се група од осам возача, али их је достигла већа група. На спусту је поново Роглич напао, што су одмах пратили Алафилип и Брендон Макналти, а затим и други, након чега је Кус напао, што су пратили Макналти, Вансевенант и Клемен Шампузен. Група није организовано радила, возио је на зачељу заједно са Рогличем и завршио је на 25 мјесту, у групи која је дошла на циљ минут и 45 секунди иза Макналтија. На Дром класику, бјегунци су достигнути на 40  до циља, након чега је Вингегор напао на успону на 38 km до циља, што су пратили Вансевенант, Хуан Ајусо и Виктор Лафај. Кемна је следећи напао, што су пратили Паше, Симонс и Силван Моникје, а након што су достигли водеће, стекли су 58 секунди предности на 30  до циља. Ајусо је напао на око 20  до циља, што је пратио само Вингегор, док је из главне групе напао Алафилип на 18 km до циља, што је пратило још возача, али нису хтјели да раде и група их је достигла. Напао је поново на претпоследњем успону, на дионици од 16% нагиба, што су пратили само Мартен и Коснефроа и брзо су престигли возаче који су били испред, а смањили су заостатак иза Вингегора и Ајуса на 21 секунду на 10  до циља. Вингегор је напао на последњем успону и отишао од Ајуса, а на успону је такође напао Мартен, што је пратио Коснефроа, док је Алафилип отпао. До краја је возио на темпо и завршио је на петом мјесту, 29 секунди иза Вингегора.
Дана 5. марта возио је Страде Бјанке, гдје је учествовао у паду на 100  до циља, а након што је узео нови бицикл и наставио да вози, заостајао је два минута иза водећих. Шмид и Оноре су радили за њега и успјели су да се врате у групу послије 20 километара потјере и одмах су прошли до врха групе. Напао је на сектору Монте санте Мари, што су пратили Кларк,, Симонс и Погачар, а затим је Веленс предводио остале возаче до њих. Погачар је напао на 50  до циља, што нико није пратио, Алафилип је радио на челу групе неко вријеме а затим отпао и завршио је на 57 мјесту, осам и по минута иза Погачара. Два дана касније стартовао је Тирено—Адријатико, гдје је возио заједно са Кевендишем и Евенепулом. хронометар на првој етапи завршио је на 32 мјесту, 57 секунди иза Гане. На четвртој етапи, Погачар је напао на 30  до циља, што су пратили Евенепул, Гана и Џај Хиндли, али су достигнути. На последњем успону, на 500 метара до циља је напао Лафај, што је пратио Погачар, а затим напао и сам, док Алафилип није могао да прати темпо и завршио је 35 секунди иза. На петој етапи, Евенепул је напао је на 8  до циља, што су пратили Погачар и Вингегор, а затим су их достигли Мас, Хиндли, Ланда и Порт, док је Алафилип отпао и завршио је три и по минута иза. На шестој етапи је отишао у бијег заједно са још осам возача и стекли су четири минута предности. На 2 km до врха првог прелаза преко успона Монте Карпења је отпао, достигла га је група а затим је радио за Евенепула који је отпао на 34  до циља и преко успона су прешли минут и 20 секунди иза групе. Отпао је на другом прелазу преко успона Монте Карпења и завршио је скоро 16 минута иза Погачара. Последња, седма етапа, вожена је по равном, није било промјена и завршио је на 33 мјесту у генералном пласману, 21 минут иза Погачара. Због бронхитиса је морао да пропусти Милано—Санремо, што је било први пут послије шест година да није возио трку. Сезону је наставио у априлу на Вуелти ал Паис Баско, коју је возио први пут послије три године. Хронометар на првој етапи је завршио на 52 мјесту, 43 секунде иза Роглича, након што је имао механичких проблема. На другој етапи, Ибон Руиз је достигнут на 500 метара до циља, након чега је Евенепул радио јако на темпо до 150 метара до циља, када је Алафилип почео да спринта и побиједио је испред Фабијена Дубеа, чиме је остварио прву побједу у сезони. Он је тако постао први свјетски шампион у историји који је остварио побједу на трци. На трећој етапи, Адам Јејтс је напао на 25  до циља и одвојила се група од 15 возача, који су достигли Кристијана Родригеза на 18 km до циља. Пељо Билбао је нападао на некатегорисаном успону, што су пратили Мас и Вингегор, али их је група достигла. У финишу је Евенепул поново предводио Алафилипа за спринт, почео је да спринта на 150 метара до циља, али га је Билбао одспринтао на линији циља. Захваљујући секундама бонификације дошао је на десето мјесто у генералном пласману, 28 секунди иза Роглича, а такође је преузео мајицу за лидера класификације по поенима. На четвртој етапи, напао је на успону на 20 km до циља, што су пратили Мартинез и Вингегор, али је тим Мовистар радио у групи и достигли су их. Евенепул је затим напао на 17  до циља, али није могао да се одвоји, јер је група возила јако на темпо и достизали су бјегунце једног по једног. Последњи је достигнут Лафај на километар до циља и етапа је завршена групним спринтом, гдје је поново завршио на другом мјесту, иза Мартинеза и дошао је на девето мјесто у генералном пласману. На петој етапи, Евенепул је напао на 14  до циља, што је пратило још шест возача, док је Алафилип отпао и завршио је минут и по иза. На последњој, шестој етапи, Роглич је напао на 40  до циља и група се раздвојила, након чега је отпао када су возачи из друге групе нападали и завршио је 12 и по минута иза Јона Изагиреа које је побиједио у спринту. У генералном пласману је завршио на 24 мјесту, 14 минута иза Мартинеза, као и на другом мјесту у класификацији по поенима.
Четири дана послије Вуелте ал Паис Баско возио је Брабантсе пајл заједно са Евенепулом. Бен Тарнер је напао на другом прелазу преко успона Маскестрат, на 55  до циља и одвојила се група од десет возача, који су стекли 32 секунде предности, а међу којима је био Евенепул, док је Алафилип остао у другој групи. На 21 km до циља, при преласку преко линије циља за почетак последњег круга, тимска возила Инеос гренадирса и Квик-степ алфа винила су покушавали да прођу од групе у којој је било 25 возача и да дођу до водеће групе која је стекла минут предности. Возило Инеос гренадирса је прошло, након чега је Кокар скренуо лијево и задњим точком закачио возило Квик-степ алфа винила, а у покушају да се задржи да не падне скренуо је назад у групу и ударио у Алафилипа, што је изазвало велики пад у групи. Послије пада је лежао на земљи неко вријеме и држао се за лијеви лакат, након чега је узео нови бицикл и наставио трку, али је брзо одлучио да је напусти. Дана 20. априла, возио је Флеш Валон, гдје је завршио на подијуму свих пет пута када је возио. На званичном сајту трке су објавили да издање 2022. представља крај ере борбе Валвердеа и Алафилипа, након што је Валверде објавио да ће завршити каријеру на крају сезоне, а тај период су назвали „Балаф“ ера, јер су њих двојица освојили трку сваки пут када је неко од њих возио од 2014. На успону Коте де Шераве напао је Реми Рохас, што су пратили Вансевенант и Краг Андерсен. Рохас је отпао на 5  до циља, док је у главној групи радио тим Мовистар за Валвердеа и достигли су Вансевенанта и Краг Андерсена на другом и последњем прелазу преко успона Мур де Иј, на 850 метара до циља.  Мас је радио на челу групе на 300 метара до циља, након чега је напао Тунс, што је пратио Валверде а затим Власов. Алафилип је кренуо за њима, али није могао да их достигне и завршио је на четвртом мјесту, пет секунди иза Тунса. Четири дана касније возио је Лијеж—Бастоњ—Лијеж, гдје је учествовао у великом паду на 62 km до циља и морао је да напусти трку. Превезен је у болницу, гдје је утврђено да му је сломљена плећка и два ребра, која су му пробила плућа и изазвала хемопнеумоторакс. Послије три недеље објављено да је потпуно излијечен и да може да почне са тренингом у затвореном.
Такмичењу се вратио крајем јуна, на националном првенству Француске, гдје је радио за Сенешала у последњем кругу, који је затим напао и побиједио у спринту петочлане групе, док је Алафилип завршио на 13 мјесту, у групи која је дошла на циљ 26 секунди иза. Није изабран у тим за Тур де Франс, чиме је постао први свјетски шампион који није возио Тур послије Паола Бетинија 2008. Он је изјавио да је разочаран што није изабран у тим и што је пропустио прилику да још једном носи мајицу дугиних боја у својој земљи, али да схвата одлуку тима јер ни он не жели да буде на трци ако не може да буде на свом најбољем нивоу. Сезону је наставио на Тур де Валони трци, гдје је циљ прве етапе био на успону Мур де Иј, на којем је циљ Флеш Валона. На 200 метара до циља је напао и побиједио је секунду испред Аранбуруа и Роберта Станарда, што му је била друга побједа у сезони, а њоме је узео прву лидерску мајицу. На другој етапи, на око 50  до циља је дошло до пада у групи, након чега су возачи почели да нападају и издвојила се група од око 20 возача који су достигли бјегунце. Због пада је Девенајс напустио групу, Квик-степ алфа винил није имао довољно возача да би одржавали разлику и група је дошла на циљ осам и по минута иза водећих, због чега је пао на 24 мјесто у генералном пласману. Послије етапе изјавио је да му ноге нису реаговале када су напади почели и да једноставно није био довољно добар. Трку је морао да напусти прије почетка треће етапе јер је био позитиван на ковид 19. Због ковида је морао да пропусти Класика де Сан Себастијан, а сезону је наставио почетком августа на трци Тур оф Левен. На 50  до циља је напао Ванмарке и одвојила се група од десет возача, у којој је био Штибар, а Алафилип је остао у групи иза. До краја је њихов заостатак растао и завршио је на 54 мјесту, минут и 56 секунди иза Кампенартса. Два дана касније стартовао је Тур де л’Ен трку. На првој етапи, Квик-степ алфа винил је радио на челу на последњем успону, гдје је прво Верваке напао, а након што је достигнут, напао је Алафилип, што су одмах пратили Џорџ Бенет и Андреа Пиколо. Група их је стигла до врха успона, а на спусту је први реаговао на напад Жезбера и Рајхенбаха, али је група пратила. У последњем километру је изашао на чело, након чега је Кавања напао и стекао предност, али је достигнут у последњих 300 метара и етапа је завршена групним спринтом, у којем је Џеки Стјуарт побиједио. На другој етапи, отпао је при врху успона Кол де Порте када је Скјелмосе напао, али се затим вратио на спусту. На последњем успону, на 12  до циља поново је отпао и завршио је на деветом мјесту, минут и 11 секунди иза Мартена, али је надокнадио вријеме у односу на друге возаче и дошао је на девето мјесто у генералном пласману. На последњој, трећој етапи, отишао је у бијег заједно са Антониом Педрером и Моникјеом, који је отпао послије 50 километара. Педреро је напао на успону на 30  до циља, што Алафилип није могао да прати, достигла га је прва група пратилаца, али је отпао како би радио за Вансевенанта у главној групи. Етапу је завршио осам минута иза Педрера и у генералном пласману је завршио на 16 мјесту, седам и по минута иза Мартена, а добио је награду за најагресивнијег возача трке.
Крајем августа стартовао је Вуелта а Еспању, коју је возио први пут послије 2017. Тим Квик-степ алфа винил је екипни хронометар на отварању завршио на трећем мјесту, 14 секунди иза тима Јумбо—визма. На четвртој етапи, напао је при врху последњег успона, што је Роглич одмах пратио и прешао је први преко успона, узевши три секунде бонификације. На спусту је Евенепул возио јаким темпом због чега се група раздвојила, али су се спојиле у последња три километра. Након што су почели напади на успону у последњем километру, отпао је и завршио је 20 секунди иза прве групе у којој је Роглич побиједио у спринту. На шестој етапи, изашао је на чело групе на претпоследњем успону да ради за Евенепула, а затим је возио јако и на спусту, након чега је отпао на последњем успону и завршио је 15 минута иза Вајна. На деветој етапи је радио на челу групе до последњих три километра, када је Ајусо напао, што су пратили Евенепул, Мас и Роглич, док је Алафилип наставио да вози лагано и завршио је скоро 11 минута иза Луиса Мејнтџенса који је побиједио из бијега. Хронометар на десетој етапи завршио је 54 мјесту, четири и по минута иза Евенепула, док је на етапи 11 пао на 65 km до циља, због чега је морао да напусти трку и превезен је у болницу. У болници је утврђено да није имао прелома већ да је дислоцирао десно раме, након чега је отпутовао на додатне прегледе у Белгију. Послије опоравка сезону је наставио на Свјетском првенству у септембру, гдје је био један од највећих фаворита поред Ван Арта, Ван дер Пула и Евенепула. На 215 km до циља напао је Армираил, што су пратили француски возачи Барде, Мадуа, Паше и Сиваков, а затим Ван Арт, Погачар и други, док је Алафилип остао у групи иза. Они су стекли минут и по предности, али су достигнути послије 30 километара. Паше је напао на 75 km до циља, што је пратила група од 25 возача, у којој је био Евенепул, док је Алафилип остао у групи иза. Евенепул је напао на 32  до циља, што је у почетку пратио само Луценко, а затим је и он отпао. Група у којој је био Алафилип је смањивала заостатак иза групе испред, али до краја нису могли да их достигну и завршио је на 51 мјесту, у групи која је дошла на циљ три минута иза Евенепула и 40 секунди иза групе у којој је Лапорт побиједио у спринту за сребрну медаљу. Дана 1. октобра возио је Ђиро дел’Емилију, гдје су возачи УАЕ тим емирејтса радили на темпо на успону, а на 20  до циља му се пробушила гума, након чега није могао да се врати у групу и завршио је на 80 мјесту, десет и по минута иза Маса. Два дана касније возио је Копа Берноки, гдје је напао на успону Пиколо Стелвио на 48 km до циља, што је пратио Рубио, а затим их је достигло још возача. При врху успона је напао поново, што су пратили Изагире и Ирши и достигли су Алана Жусомеа, након чега су их достигли други, а затим су се одвојили Жусоме, Улиси и Ван Вилдер. Алафилип је напао на последњем успону, што су пратили Изагире, Ирши, Оноре и Грегоар и достигли су водећу тројицу. Њих је затим достигла већа група, након чега је радио за Балеринија, а затим отпао и завршио на 69 мјесту, 46 секунди иза групе у којој је Балерини побиједио у спринту. Дана 8. октобра возио је Ђиро ди Ломбардију, што му је била последња трка у сезони. Након што су возачи УАЕ тим емирејтса радили јако на темпо, отпао је на успону Чивиљо, на око 20  до циља и завршио је на 51 мјесту, седам и по минута иза Погачара. Истакао је да му је то била најтежа сезона у каријери, која је била обиљежена падовима и болешћу.

### 2023.
На почетку 2023. тим је из спонзорских разлога промијенио назив у Судал—Квик-степ. Током децембра 2022. и јануара 2023. директор тима Патрик Лефевер га је критиковао, изјавивши да разумије болест и падове, али да не може да се крије иза тога, да је много плаћен и да га није довео да би остваривао двије или три побједе по сезони. Прије почетка сезоне изјавио је да му је Ронде ван Фландерен велики циљ и да је то трка о којој сања. Сезону је почео у јануару на једнодневним тркама у оквиру такмичења Челенџер Мајорка, на којима је возио први пут послије 2014. а то је такође био први пут послије 2020. да је сезону почео у јануару. Прва трка коју је возио био је Трофео Калвиа, гдје је напао на 60  до циља, заједно са четири сувозача, што је пратило још седам возача. Смањили су заостатак иза двојице бјегунаца на минут а повећали предност испред главне групе на два минута, након чега је на некатегорисаном успону на 32  до циља напао Верваке, што је пратио само Руи Коста. Алафилип није радио у групи јер је Верваке био на челу трке, након чега није спринтао на циљу и завршио је на деветом мјесту, девет секунди иза Косте који је побиједио у спринту Вервакеа. На трци Трофео Андрач Мирадор д’ес Коломер, напао је на првом успону, што је пратило неколико возача и стекли су 40 секунди предности, али их је група достигла послије 80 километара потјере. На 75 km до циља се одвојила група од осам возача, из које су напали Кобе Госенс и Сијен Ојтебрукс на 47 km до циља, док су остали достигнути. Судал—Квик-степ је радио на челу групе, али се њихова предност повећавала, након чега је Ојтебрукс отпао на око 20  до циља и достигнут је. Алафилип није могао да прати нападе у финишу и завршио је на 18 мјесту, минут и пет секунди иза Госенса. Дан касније возио је Трофео сера де Трамунтана, гдје је био међу водећима када се на 80 km до циља група раздвојила, али је имао механичких проблема и морао је чека тимски аутомобил. Наставио је потјеру у групи иза и достигли су их послије 30 километара. На 25  до циља се издвојила група од осам возача, у којој је био Бађиоли, за њима су кренула четири возача међу којима је био Ван Вилдер, док је Алафилип остао у групи иза, а затим отпао када су други возачи нападали и завршио је на 43 мјесту, четири и по минута иза Госенса. Дана 25. фебруара возио је Фон Ардеше класик, гдје је Кавања био у бијегу, због чега тим није морао да ради у групи. Када су бјегунци достигнути, рекао је да се осјећа добро и Ван Вилдер је изашао на чело како би поставио јак темпо. На успону на 30  до циља је напао, што је пратио само Году и на спусту су брзо направили предност. До краја су радили заједно, прошао је на чело на 800 метара до циља, а затим побиједио у спринту, чиме је остварио прву побједу у сезони, као и 40 побједу у каријери. Дан касније возио је Фон Дром класик, гдје се група раздвојила на око 100  до циља и у првој групи је остало 35 возача. Напао је на успону на 41 km до циља, што су пратили Руи Коста и Мартен, али су их остали достигли. Ентони Перез је напао на 40  до циља и брзо је стекао предност. Иза се издвојила група од седам возача, у којој је био Алафилип, али је Перез стекао минут и по предности пред два последња успона. На успону Мур д’Алекс је напао Бађиоли, што су пратили Коста, Году и Симонс, док је Алафилип отпао заједно са Бардеом и Стронгом, а затим је отпао од њих, након чега га је престигло још возача и завршио је на 16 мјесту, скоро пет минута иза Переза.
Дана 4. марта возио је Страде Бјанке, гдје су возили такође Бађиоли, Балерини и Вансевенант. На око 60  до циља Бетиол и Бађиоли су напали, што је пратио Пидкок, а за њима је кренуло неколико возача. Пидкок је напао на 45 km до циља и достигао бјегунце, док је Алафилип возио у главној групи и достигли су групу у којој је био Бађиоли, али је отпао кад су други возачи нападали и завршио је на 43 мјесту, шест минута иза Пидкока. Два дана касније стартовао је Тирено—Адријако, гдје је хронометар на отварању завршио минут и 12 секунди иза Гане. На трећој етапи, група се раздвојила у последњих десет километара, Алафилип је био у првој групи али није радио због Јакобсена који је био у групи иза. Возачи Судал—Квик-степа су радили у другој групи и достигли су их у последња три километра, након чега је радио на челу, а затим је отпао и завршио је 25 секунди иза групе. На четвртој етапи, напао је на успону на 35 km до циља, што су пратили Ван Арт и Адам Јејтс, али их је група достигла на спусту. Тим Јумбо—визма је радио на темпо на челу групе, а на 1,7 km до циља су напали Лоренцо Фортунато и Дамјен Хоусон, који су достигнути у последњем километру, након чега су напали Карт и Гејган Харт. Група их је достигла брзо, након чега је Лафај напао, што су остали пратили. Роглич је почео да спринта на 200 метара до циља, Алафилип је кренуо за њим и смањивао је разлику али није успио да га достигне и завршио је на другом мјесту. На петој етапи, отпао је из групе на 4 km  до циља, због јаког темпа којим је група ишла након што је Карузо напао и завршио је пет минута иза Роглича. На шестој етапи, сви бјегунци су достигнути на 5  до циља, када је напао Ланда, а одмах су реаговали Алмеида, Роглич и Карти, након чега су их достигли и други и пред посљедњи успон у групи је било 20 возача. На успону је отпао и завршио је у групи која је дошла на циљ 20 секунди иза прве петорице возача, гдје је у спринту побиједио Роглич, остваривши трећу побједу заредом. На последњој, седмој етапи, није било промјена и трку је завршио на 30 мјесту у генералном пласману, седам минута и 40 секунди иза Роглича. Сезону је наставио на Милано—Санрему, гдје је био при врху групе на успону Чипреса, али је због јаког темпа изгубио позиције пред успон Пођо ди Санремо. На успону је напао Погачар, што су пратили Ван Арт, Ван дер Пул и Гана, а при врху успона је напао Ван дер Пул, што нико није могао да прати. Алафилип је остао у групи иза, радио је заједно са другим возачима, али нису могли да достигну водеће и завршио је на 11 мјесту, последњем у седмочланој групи која је дошла на циљ 26 секунди иза Ван дер Пула, као и девет секунди иза Гане, Ван Арта и Погачара.
Дана 24. марта возио је Е3 саксо класик по први пут у каријери. Отпао је рано након напада Погачара, а затим је напустио трку, истичући да је имао температуру и стомачних проблема. Лефевер је послије тога изјавио да не треба ни да стартује трку ако има температуру. Пет дана касније возио је Дварс дор Фландерен, гдје је Бенот напао на 53 km до циља, што су пратили Нилсон Паулес и Квинтен Херманс, а затим их је достигла група од пет возача, док је Алафилип остао у главној групи. Заједно са Балеринијем и другим возачима је радио на смјену на челу групе и смањивали су заостатак. Лапорт је напао на 4  до циља, а на 2 km до циља су напали Лазкано и Паулес, док је главна група достигла све остале возаче. Група је до циља скоро достигла Лазкана и Паулеса и завршили су у истом времену, 15 секунди иза Лапорта, а Алафилип је завршио на 29 мјесту , последњем у групи. Дана 2. априла возио је Ронде ван Фландерен. На око 160 km до циља је учествовао у великом паду када је Филип Маћејук отишао поред пута на травнати дио, а затим се оклизнуо по мокрој трави и скренуо у групу, гдје је ударио у друге возаче. Многи возачи су одустали, док је Алафилип ходао полако а затим наставио да вози и вратио се у главну групу која је ишла лаганим темпом. На око 110 km до циља Мадс Педерсен је напао и одвојила се група од седам возача који су кренули у потјеру за бјегунцима, након чега је напао Јоргенсон на 94 km до циља, што је пратио Коснефроа. достигли су групу испред а затим су достигли и бјегунце, од којих је већина возача отпала и стекли су три минута предности испред главне групе. На другом прелазу преко успона Ауде кваремонт, на око 55 km до циља, Погачар је напао, за њим су кренули Ван дер Пул и Ван Арт, а затим Пидкок и Лапорт, док Алафилип није могао да прати темпо, након чега није могао да прати ни друге возаче и завршио је на 51 мјесту, преко осам минута иза Погачара. Првобитно је било планирано да вози Амстел голд рејс и Флеш Валон, али је морао да их пропусти јер се није довољно опоравио од пада на Ронде ван Фландерену. Сезону је наставио на Лијеж—Бастоњ—Лијежу, гдје је возио заједно са Евенепулом. Изашао је да ради на чело групе на 63 km до циља, а након што је завршио са радом возио је на зачељу, а затим је отпао на 59 km до циља. Завршио је на 86 мјесту, 14 и по минута иза Евенепула који је остварио соло побједу нападом на успону Кол де ла Редут, на око 35 km до циља. У јуну је возио Критеријум ди Дофине, гдје је на првој етапи радио за Бађиолија како би достигли Рунеа Херегодтса који је био у бијегу, а затим је наставио да вози у групи, одакле је Лапорт почео да спринта на 100 метара до циља и претекао Херегодтса скоро на линији циља. На другој етапи, пратио је напад Карапаза на 500 метара до циља, а затим је почео да спринта на 200 метара до циља, обишао га и побиједио, чиме је остварио другу побједу у сезони и прву у оквиру ворлд тура послије 14 мјесеци, а захваљујући секундама бонификације дошао је на друго мјесто у генералном пласману, са истим временом као Лапорт. На трећој етапи је узео двије секунде бонификације на пролазном циљу, завршивши иза Лапорта који је узео три, а затим је учествовао у паду на око 50  до циља. У финишу му је пукла гума, није учествовао у спринту у којем је побиједио Лапорт, који је захваљујући секундама бонификације повећао предност у генералном пласману на 11 секунди. Хронометар на четвртој етапи завршио је на 13 мјесту, минут и 12 секунди иза Микела Бјерга и пао је на осмо мјесто у генералном пласману. На петој етапи је Карапаз напао на успону Теси на 15  до циља, што су пратили Вингегор и Алафилип, али је Алафилип брзо отпао а затим и Карапаз. До краја је радио у групи, која је дошла на циљ 31 секунду иза Вингегора и завршио је на другом мјесту, побиједивши у спринту Тобијаса Халанд Јоханесена, чиме је дошао на треће мјесто у генералном пласману, минут и 23 секунде иза Вингегора, као и 13 секунди иза Бена о Конора. На седмој етапи, чији је циљ био на успону Кол де ла кроа де Фер, отпао је на 6 km до циља, док је Валтер радио на челу групе. До краја је возио својим темпом, завршио је два минута иза Вингегора и пао је на седмо мјесто у генералном пласману. На последњој, осмој етапи, пратио је напад Чиконеа и Кампенартса и отишао је у бијег у групи од шест возача, а затим су их достигла још тројица. На успону Кол де Граније, на око 50  до циља, пет возача је отпало и на челу трке су остали Алафилип, Чиконе, Бенот и Шампузен, али је група смањила њихову предност на минут и 15 секунди, када је напао Кастровијехо, који их је достигао током наредног успона. На успону Кол ди Порте, на око 20  до циља Чиконе је напао, што је Алафилип пратио, али је отпао када је Чиконе напао поново, на 3 km до врха успона. Главна група га је достигла прије врха успона и возио је у групи до почетка последњег успона, када је отпао и завршио је два минута иза Чиконеа, као и минут и по иза Вингегора и Адама Јејтса и трку је завршио на десетом мјесту у генералном пласману, пет и по минута иза Вингегора. Возио је првенство Француске у друмској вожњи, али је отпао на 105  до циља и напустио је трку због болести.
У јулу је возио Тур де Франс, на који се вратио послије годину паузе и био је лидер тима заједно са Јакобсеном. Прва етапа је вожена у Билбау, гдје је био и старт и циљ. Било је планирано да се додјељују секунде бонификације на врху последњег успона Коте де Пике, али су организатори промијенили одлуку како би побједник етапе узео прву жуту мајицу, о чему је Алафилип изјавио да није знао и да није заинтересован јер му је приоритет да побједом узме жуту мајицу. Пред почетак успона Коте де Пике је био при врху групе, али није могао да прати темпо, због чега је отпао и завршио је на 25 мјесту, у групи која је дошла на циљ 33 секунде иза Адама Јејтса, који је побиједио након напада на успону са братом Сајмоном. Послије етапе изјавио је да је разочаран и да му се није испунио сан да узме прву жуту мајицу. На другој етапи, отпао је на успону Јаискибел када је тим Јумбо—визма радио на темпо и завршио је два и по минута иза прве групе. На петој етапи је био у бијегу, заједно са још 35 возача, а након пролазног циља су се одвојили Кампенартс, Ван Арт и Педерсен, који су стекли преко минут предности на 90 km до циља, али су достигнути 2,5 km до врха успона Кол де Суде. До врха успона је остало 17 возача у првој групи, након чега је Кристс Нејландс напао на успону треће категорије Кол д’Ишере и стекао је 20 секунди предности. За њим су кренули Ван Арт и Алафилип, који су га брзо достигли, али су их остали достигли на успону Кол де Мари бланк, гдје су Клемент Берте и Орелин Паре Пентре радили на челу за Гала и већина возача је отпала из бијега, укључујући и Алафилипа. Достигли су га возачи који су нападали из главне групе и завршио је на 21 мјесту, у групи са Јоргенсоном, Пидкоком, О Конором и Бардеом, два минута иза Хиндлија који је побиједио из бијега. На шестој етапи је напао на почетку заједно са Ван Артом како би отишао у бијег, а затим им се придружило још 20 возача. Напао је на 12 km до врха успона Кол ди Турмале, на 59 km до циља, што је пратио Џејмс Шо, а Ван Арт је предводио остале до њих. Ван Арт је након тога возио јако на темпо, што је пратило само пет возача, док је Алафилип отпао, а затим је отпао и од главне групе у којој је УАЕ тим емирејтс радио на челу и завршио је скоро девет минута иза Погачара. На десетој етапи се одвојило седам возача на почетку, након чега је напао Барде, што је пратило још возача, међу којима су били Вингегор и Погачар, због чега је група возила јако на темпо и смањивали су њихову предност, након чега су Погачар и Вингегор одлучили да успоре како би се се оформио бијег. На другом успону је Ван Арт напао из групе, што је пратило још возача и бјегунци су достигнути. Издвојила се нова група од четири возача, која је такође достигнута до врха успона, а на спусту су напали Алафилип и Пулс, али су такође достигнути. Послије 60 километара, на пролазном циљу се издвојила група од шест возача, међу којима је био Асгрен, након чега је О Конор напао, што је пратио Алафилип, а затим још возача. Асгрен је отпао из прве групе како би помогао Алафилипу да је достигне и групе су се спојиле на 86 km до циља. Нејландс је напао при врху последњег успона, што нико није пратио, за њим су кренули Билбао, Чавез, Цимерман, О Конор и Педреро, док Алафилип није могао да их прати и отпао је. Возио је заједно са Скјелмосеом, Квјатковским и Баргијем, имали су 50 секунди заостатка иза Нејландса на 20  до циља, као и 30 секунди иза групе од пет возача, али су смањили заостатак и у последњих пет километара су заостајали 25 секунди иза водећих који су достигли Нејландса. До краја нису могли да их достигну, у финишу је отпао из групе у којој је био и завршио је на десетом мјесту, 32 секунде иза Билбаоа. На етапи 12 је покушавао да оде у бијег заједно са Скјелмосеом, Мохоричем и Ван Артом, али их је група достизала када су други возачи нападали. Бенот и Тунс су напали на око 90 km до циља, што је пратио Педерсен, а затим су их достигли Јоргенсон, Јон Изагире и Андреј Амадор, након чега је група успорила, али су почели нови напади, које је пратио Алафилип и отишао је у бијег, који је оформљен тек на 85 km до циља, у групи од 14 возача. Ван дер Пул и Амадор су напали на претпоследњем успону на 50  до циља, након чега је Ван дер Пул наставио сам, док Алафилип није могао да прати темпо других возача и отпао је. До краја је отпао и од главне групе и завршио је 18 минута иза Изагиреа. На почетку етапе 14, након 6 километара дошло је до великог пада у главној групи, због чега су организатори стопирали почетак на 20 минута, након чега је поново вожено 2 километра неутралне зоне. Након што је етапа поново настављена, напао је одмах на првом успону, што је пратило неколико возача, након чега су настављени напади из групе и у бијег је отишло 20 возача. Отпао је на некатегорисаном успону на 90 km до циља, након чега га је достигла главна група, која је возила јако на темпо и достизали су бјегунце једног по једног, а последњег су достигли Чиконеа на 58 km до циља. Брзо је отпао од групе и завршио је 29 минута иза Карлоса Родригеза. На етапи 15, послије неколико неуспјешних напада, Полит је стекао предност испред групе на некатегорисаном успону, а за њим су кренули Алафилип и Луценко, који су га достигли и отишли од њега, док су из групе напали Ван Арт, Скјелмосе и Ланда. Група је заостајала десет секунди, због чега је нападало још возача и у бијег је отишла група од 36 возача, која је била иза Алафилипа и Луценка, а повећали су предност испред главне групе на 40 секунди. Након пада који се десио, главна група је успорила и бјегунци су стекли четири минута предности током десет километара. Алафилип и Луценко су на првом успону имали 40 секунди испред прве групе пратилаца, као и осам минута испред главне групе, али су послије успона успорили и остали возачи су их достигли на 85 km до циља. Током другог успона напао је Марко Халер, а затим и Руи Коста, док Алафилип није могао да прати темпо и отпао је. До краја је возио својим темпом, достигла га је главна група од које је такође отпао и завршио је скоро 20 минута иза Пулса који је побиједио из бијега. Хронометар на етапи 16 завршио је на 26 мјесту, скоро пет минута иза Вингегора. На етапи 17, је напао на почетку заједно са Чиконеом и Нејландсом, а затим их је достигло још возача и отишао је у бијег у групи од 34 возача. Стекли су три минута предности, али је отпао на почетку успона екстра категорије Кол де ла Лоз и завршио је 23 минута иза Гала. На етапи 19, након неколико напада отишао је у бијег заједно са још девет возача, на 116 km до циља и стекли су минут предности послије 15 километара. Возачи из Израел—премијер теха и Уно Х тима су изашли на чело групе како би смањили заостатак и послали своје возаче у бијег и предност је пала на 40 секунди на 75 km до циља. На пролазном циљу спринтери у главној групи су спринтали за бодове иза бјегунаца и одвојили се од групе, а затим наставили да возе како би достигли бјегунце. У групи је било 26 возача и достигли су водеће на 65 km до циља, након чега су напали Кларк и Кампенартс и стекли су 50 секунди предности на 45 km до циља. Група иза је постепено смањивала заостатак, а на почетку успона треће категорије, последњег на етапи, Кларк је отпао, док је из групе напао Асгрен, што су пратили О Конор и Мохорич. Алафилип није радио у групи због Асгрена, а отпао је на 15 km до циља, када су напали Ван дер Пул, Трентин, Бетиол и Цимерман и завршио је на 26 мјесту, минут и 50 секунди иза Мохорича који је у спринту побиједио Асгрена. На етапи 20, Кампенартс и Јаспер де Бојст су напали први и стекли су малу предност испред групе, али је Де Бојст отпао на првом успону, када су поново кренули напади. Кампенартс је достигнут током успона, а на 150 метара до врха је напао Чиконе са сувозачима како би узели бодове за брдску класификацију, што је пратило још возача, након чега је Алафилип напао на спусту и одвојила се група од 16 возача међу којима је био и Вингегор. Возачи у нападу нису хтјели да Вингегор буде са њима јер ће их остали тимови јурити, што му је Чиконе рекао, након чега је Вингегор успорио и бијег се подијелио на двије групе. Возачи из главне групе су нападали у покушају да их достигну на другом успону, гдје је при врху напао Пино са два сувозача, а Алафилип је отпао из бијега на 80  до циља и завршио је 25 минута иза Погачара. Последња етапа је била спринтерска и Тур је завршио на 33 мјесту, два сата и 25 минута иза Вингегора.
Недељу дана послије Тур де Франса возио је Класика де Сан Себастијан, заједно са Евенепулом, али није завршио трку. Дана 6. августа возио је друмску трку на Свјетском првенству, гдје је био лидер француског тима заједно са Лапортом. Отпао је на 114 km до циља, на крају другог круга, а затим је напустио првенство. Сезону је наставио на Бретање класику, гдје је нападао неколико пута прије почетка последњег круга, али су га пратили други возачи, након чега је Кинг напао на 19 km до циља. Коснефроа је радио на темпо како би га достигао, што су пратили Мадуа, Матју Биргодо, Аранбуру, Ирши, Гросшартнер и Хиндли, док је Алафилип остао у групи. Завршио је на 30 мјесту, у групи која је дошла на циљ 35 секунди иза Мадуе који је побиједио у спринту прве четворице возача. Сезону је наставио у Канади, на класицима Лаурентијан, које је возио први пут послије 2019. Гран при сајклисте де Квебек је завршен групним спринтом, гдје је био по средини групе у финишу и завршио је на деветом мјесту. То му је била прва једнодневна трка у сезони у оквиру ворлд тура коју је завршио у првих десет. Два дана касније возио је Гран при сајклисте де Монтреал, гдје је прво имао механичких проблема, а након што је успио да се врати у групу, отпао је на једном од прелаза преко успона Коте де Камилијен—Уд. Вратио се у групу, али је поново отпао на последњем прелазу преко успона, на око 10 km до циља и завршио је на 12 мјесту, 38 секунди иза Адама Јејтса. Дана 20. септембра стартовао је Тур оф Луксембург трку, гдје је на другој етапи напао на 7  до циља, а након што није успио да се одвоји радио је за Бађиолија и завршио је у групи, док је Бађиоли завршио на петом мјесту у спринту. На последњој, петој етапи, послије 60 километара у бијег је отишло десет возача, након чега су из групе напали Алафилип и Кампенартс и стигли до бјегунаца. Карапаз је напао на 26  до циља, за њим је кренуло неколико возача, док је Алафилип отпао и завршио је у групи која је дошла на циљ 22 секунде иза Халанд Јоханесена, док је трку завршио на 39 мјесту у генералном пласману, шест минута иза Иршија. Током октобра се појавила вијест о могућем спајању тимова Јумбо—визма и Судал—Квик-степ од сезоне 2024. под називом Визма—судал, о чему је изјавио да је тужно, али да возачи неће плакати већ да ће чекати љепше вијести. Сезону је наставио на класицима у Италији, возећи прво Ђиро дел’Емилију, гдје се на претпоследњем успону издвојила група од девет возача, што није пратио и завршио је три минута иза Роглича који је побиједио нападом у финишу. Дана 2. октобра возио је Копа Берноки, гдје је тим Јумбо—визма радио на челу групе, а на последњем прелазу преко успона Пиколо Стелвио, на 35 km до циља, усљед јаког темпа група се раздвојила и у првој групи остало је десет возача. Тимови Јумбо—визма и Судал—Квик-степ су радили на челу и повећали су предност на преко минут. Алафилип је радио за Бађиолија, а затим отпао од прве групе и завршио је на осмом мјесту, 11 секунди иза Ван Арта, док је Бађиоли завршио на трећем мјесту у спринту. Дан касније возио је Тре вале Варезине, гдје је напао заједно са Сиваковим и Власовом на око 70  до циља у потјери за бјегунцима, стекли су 30 секунди предности али их је група достигла на 53 km до циља. Отпао је након што је Бен Хили напао на 37  до циља, а затим је наставио на вози лагано и завршио је у групи која је дошла на циљ преко девет минута иза Ван Вилдера, на последњем мјесту од возача који су завршили трку. Дана 7. октобра возио је Ђиро ди Ломбардију, гдје је пратио напад Адама Јејтса на успону Пасо ди Ганда, док није реаговао Погачар и достигао их. Јејтс је наставио да ради на темпо, што су пратили само Погачар и Власов, док је Алафилип отпао и од групе која је ишла иза њих и завршио је на 36 мјесту, пет и по минута иза Погачара. Сезону је наставио на Јапан купу, гдје је прво критеријум завршио на 101 мјесту, минут иза Едварда Тунса, док је дан касније возио друмску трку. Напао је на 110  до циља, стекао је предност од минут и по и прешао је први преко два брдска циља, али је достигнут на 60 km до циља. Напао је поново али је достигнут на 25 km до циља, послије чега је радио за Маснаду, а затим отпао и завршио је осам и по минута иза Руија Косте. Послије трке завршио је сезону.

### 2024.
Његовом тренеру и рођаку Френку Алафилипу није продужен уговор послије бројних критика Лефевера о Алафилипу, о чему је Френк Алафилип изјавио да сматра да он није крив због његове слабе форме. Прије почетка сезоне 2024. изјавио је да му је први велики циљ Ронде ван Фландерен, као и да ће пропустити Тур де Франс како би се припремио за Олимпијске игре, а да ће умјесто њега дебитовати на Ђиро д’Италији. Сезону је почео у Аустралији, на Даун андер класику, који је завршио 24 секунде иза групе коју је одспринтао Хонатан Нарваез. Три дана касније стартовао је Сантос тур даун андер, који је возио први пут након 2014. када је почео професионалну каријеру. Послије четири етапе које су вожене по равном, на петој етапи је вожен успон Вилунга хил, први пут послије 2020. На другом и последњем прелазу преко успона, Крис Харпер је радио на челу групе за Сајмона Јејтса, који је био иза њега и успорио је како би Харпер направио предност, што је пратио само Оскар Онли. На 600 метара до циља Јејтс је напао и одвојила се група од седам возача која је достигла возаче испред. Алафилип је напао на 300 метара до циља, што је пратио Онли, који је затим напао пред циљ и побиједио је, док су Алафилипа престигли Вилијамс и Нарваез и завршио је на четвртом мјесту, а након што је надокнадио вријеме у односу на друге возаче дошао је на пето мјесто у генералном пласману, 13 секунди иза Вилијамса. На последњој, шестој етапи, Исак дел Торо је напао на последњем успону, што је пратио Нарваез, а затим су их достигли Вилијамс и Барт Лемен, док је из групе за њима кренуо Лоренс Пичи. У спринту прве четворице је побиједио Вилијамс, док је Алафилип завршио на шестом мјесту, одспринтавши групу која је дошла на циљ десет секунди иза и завршио је трку на шестом мјесту у генералном пласману, 33 секунде иза Вилијамса, са истим временом као Сајмон Јејтс. Послије трке изјавио је да не зна гдје ће бити наредне сезоне. Сезону је наставио на класицима у оквиру викенда отварања, а прије трка Лефевер је изјавио да је разлог његове лоше форме превише журки и превише алкохола, као и да је под лошим утицајем жене Марион Русе, док је Алафилип изјавио да му фали самопоуздања. Русе је изјавила да су то лажи и да нема право да им дира приватни живот. На Омлоп хет Нијувсбладу се група раздвојила на 120 km до циља, приликом чега је остао у другој групи, а затим је учествовао у паду. Вратио се у групу и радио је на челу, али је предност водећих порасла на два минута, након чега је поново пао и напустио је трку. Дан касније возио је Кирн—Брисел—Кирн, гдје је Ван Арт напао на 85 km до циља, што су пратили Веленс, Лазкано и Пичи, који је затим отпао. Они су стекли 30 секунди предности, након чега је из групе напао Мохорич, што је пратио Јоргенсон, али су водећи брзо стекли преко два минута предности. Алафилип није пратио нападе других возача и завршио је на 111 мјесту, три минута иза прве групе у којој је Ван Арт побиједио у спринту.
Дана 2. марта возио је Страде Бјанке, гдје је пао заједно са сувозачем Полом Мањијеом на сектору Лучињано д’Асо, на око 115 km до циља и напустио је трку. Прегледом је утврђено да нема озбиљнијих повреда и два дана касније стартовао је Тирено—Адријатико. Хронометар на отварању завршио је на 60 мјесту, 43 секунде иза Хуана Ајуса, након чега је трећу етапу завршио 52 секунде иза групе, у којој је Фил Баухаус побиједио у спринту. На четвртој етапи, дошао је близу врха групе у последњем километру, а затим је спринтао и завршио је на деветом мјесту, док је побиједио Џонатан Милан. На петој етапи, отпао је на последњем успону када је Валтер радио на челу групе током успона и завршио је шест минута иза Вингегора који је напао на 29 km до циља и остварио соло побједу. На шестој етапи, напао је на почетку, што су пратили Хили и Петерс, а затим их је достигло још возача и у бијег је отишла група од девет возача, који су стекли три минута предности до почетка првог успона. Хили је напао на успону на око 40km до циља и Алафилип је одмах отпао. До краја је возио својим темпом и завршио је преко 26 минута иза Вингегора, на последњем мјесту од возача који су завршили. Последња, седма етапа, вожена је по равном, Мерлије је напустио трку на 80 km до циља, због чега Алафилип није радио у групи и завршио је на 62 мјесту у генералном пласману, 36 минута иза Вингегора, а поред Асгрена био је једини возач Судал—Квик-степа који је завршио трку. Дана 16. марта возио је Милано—Санремо, гдје је Погачар напао на 6,3 km до циља на успону Пођо ди Санремо, што су пратили Ван дер Пул, Бетиол и Гана, а послије новог напада пратио га је само Ван дер Пул. Нису хтјели да раде заједно и на спусту их је достигла група од десет возача у којој је био и Алафилип. Матео Собреро је напао на 1,1 km до циља, а његово убрзање је искористио Пидкок, који је напао на километар до циља и отишао од Собрера, али је достигнут на мање од 100 метара до циља, након чега је у спринту побиједио Јаспер Филипсен, док је Алафилип завршио на деветом мјесту.
Дана 22. марта возио је Е3 Саксо банк класик, гдје је Ван дер Пул напао на 79,8 km до циља, што у почетку нико није пратио, али га је затим достигао Педерсен, а Јоргенсон је предводио групу до њих радећи за Ван Арта. Педерсен је напао на 70,6 km до циља, а послије три километра за њим су кренули Ван дер Пул и Јоргенсон, након чега их је достигла група у којој је био Алафилип. Он је покушавао да се одвоји, али је затим отпао када је Лазкано је напао на 58,6 km до циља, што су одмах пратили Ван дер Пул и Ван Арт, који су затим отишли од њега. Алафилип је успио да се врати у групу, одакле је Лазкано поново напао, а Јоргенсон је радио на челу у потјери за њим и достигли су и Ван дер Пула и Ван Арта. На успону Патеберг, на 43,5 km до циља, Ван Арт је пао, због чега је Алафилип био затворен, а Ван дер Пул је напао, што нико није могао да прати. Алафилип затим није могао да прати темпо других возача и завршио је на 49 мјесту, четири и по минута иза Ван дер Пула. Пет дана касније возио је Дварс дор Фландерен, гдје је дошло до пада на 66 km до циља, након чега су Јоргенсон и Бенот наставили да раде на челу и одвојила се група од седам возача, које је затим достигао Џошуа Тарлинг. У главној групи је радило неколико тимова, али се њихов заостатак попео на скоро два минута. У финишу су напали Милан и Валгрен из групе и достигли су неке возаче који су отпали од водећих, док је Алафилип наставио да вози у групи и завршио је на 26 мјесту, два минута иза Јоргенсона. Дана 31. марта возио је Ронде ван Фландерен, гдје је Ван Барле напао на 97 km до циља и одвојила се група од десет возача, након чега је Ван дер Пул убрзао из главне групе и достигао их, а Алафилип је остао у групи. Након што су се групе спојиле напали су Педерсен и Ђани Вермерш, који су достигнути су на другом прелазу преко успона Ауде кваремонт. По достизању је Ван дер Пул одмах напао, на 55  до циља, због чега је Алафилип отпао и завршио је на 70 мјесту , скоро осам минута иза Ван дер Пула. Послије трке објавио је да је стартовао Тирено—Адријатико са болом у нози након пада на Страде Бјанкеу, али да није хтио да каже да не би људи мислили како тражи изговоре. Послије Милано—Санрема је обавио прегледе којима је утврђено да има прелом лисне кости, али је одлучио да вози калдрмисане класике због чега се додатно повриједио и морао је да пропусти арденске класике, о чему је изјавио да је било боље да је направио паузу да се опорави. Сезону је наставио на Тур де Романди трци, коју је возио први пут послије 2015. Пролог на отварању завршио је на трећем мјесту, двије секунде иза Маикела Зајларда и Камеруна Скота, док је на првој етапи напао на 7  до циља, што је група пратила, након чега су нападали Андреас Крон и Тратник, али је Мовистар радио на челу и достизали су све. Етапу је завршио у групи, гдје је Доријан Годон побиједио у спринту. На другој етапи, Сајмон Јејтс је напао на успону на 3  до циља, што је група пратила, након чега су напали Лук Плап и Флоријан Липовиц и стигли бјегунце, док је Алафилип отпао од групе коју су предводили Ајусо и Власов и завршио је 35 секунди иза Тиба Ниса који је побиједио у спринту Вендрамеа и Плапа након што је читаву етапу био у бијегу. Хронометар на трећој етапи је завршио на 22 мјесту, 53 секунде иза Макналтија, али је надокнадио вријеме испред других возача и дошао је на 13 мјесто у генералном пласману. На четвртој етапи, радио је за Ван Вилдера, а затим отпао на 5  до циља када је тим Инеос гренадирс радио на темпо и завршио је четири минута иза Карапаза. На последњој, петој етапи, у бијег су отишла четворица возача, након чега су из групе напали Алафилип и Тратник, али нису могли да смање њихову предност, због чега су успорили и група их је достигла. У последњих 30 километара неколико возача је нападало, што није пратио, возио је лагано и завршио је седам минута иза групе и којој је Вендраме побиједио у спринту, док је у генералном пласману завршио на 33 мјесту, 11 и по минута иза Карлоса Родригеза.
У мају је возио Ђиро д’Италију по први пут. На првој етапи, Погачар је напао на успону Бивио ди Сан Вито, што су пратили Нарваез и Алафилип, који је брзо отпао а затим је до циља возио у групи и завршио је десет секунди иза прве групе у којој је Нарваез одспринтао Погачара и Шахмана. На другој етапи, отпао је на успону Сантунарио ди Оропа, када су возачи УАЕ тим емирејтса радили на темпо и завршио је седам минута иза Погачара. На шестој етапи су вожене секције које се возе на Страде Бјанкеу, гдје је напао на почетку са Онореом и Кларком, али их је група достигла. Напао је поново са Филипом Фјорелијем и Орелиним Паре Пентреом на првом успону, али је Алпесин—декунинк возио јако на темпо за Гроувса како би спринтери отпали прије пролазног циља и одвојила се велика група која их је достигла. Гроувс, Алафилип и Пелајо Санчез су напали, а затим су их достигли Фјорели, Трентин, Вендраме и Плап и стекли су предност испред групе, коју су повећали на три минута, али је група смањивала након што је Лидл—трек радио за Милана. На сектору Страти, Плап је напао, што су пратили Алафилип и Санчез, а након што је Гроувс отпао, возачи Лидл—трека су престали да раде у главној групи и возачи УАЕ тим емирејтса су изашли на чело. Водећа тројица су стекли 30 секунди предности испред прве групе пратилаца, док је главна група смањила њихову предност на минут и по. На 5 km до циља група је дошла на 30 секунди, након чега је Санчез напао на последњем успону, али су га пратили. У финишу је Плап изашао на чело, Алафилип је почео први да спринта на 150 метара до циља, али га је Санчез обишао у последњих 50 метара и побиједио на етапи, док је Алафилип завршио на другом мјесту. Због своје вожње добио је награду за најагресивнијег возача на етапи. Хронометар на седмој етапи завршио је на 53 мјесту, скоро пет минута иза Погачара. На осмој етапи је напао на почетку са Георгом Стајнхаузером али их је група достигла. Напади су настављени, возачи су се одвајали у групама од по три или четири, али су достизани када су други кренули да нападају. Успио је да оде у бијег у групи од 14 возача, али су стекли само два минута предности. УАЕ тим емирејтс је радио на темпо на челу групе, достизали су бјегунце једног по једног, Алафилип је достигнут на 15 km до циља након чега је отпао и завршио је 17 минута иза Погачара. На деветој етапи, напао је на 27 km до циља, што је пратио Евен Костиу, који је затим отпао на некатегорисаном успону. Нарваез је напао из групе на последњем успону и достигао га на 500 метара до врха успона и 6 km до циља, након чега га је достигла главна група, од које је отпао и завршио је скоро четири минута иза групе гдје је Милан побиједио у спринту, након што су достигли Нарваеза у последњих 200 метара. На десетој етапи, Кларк, Херманс и Де Марки су напали и стекли 30 секунди предности, а послије 60 километара одвојила се група од 24 возача, у којој је био Алафилип, а која је достигла водећу тројицу. На 40  до циља је отпао након што су почели напади на успону и завршио је 23 минута иза Валентена Паре Пентреа. На етапи 12, послије неколико напада успио је да се одвоји са Пиколом на некатегорисаном успону, а затим су их достигли Санчез, Нарваез и Бенжемен Томас, након чега је нападало још возача, који су их достигли и у бијег је отишло 40 возача. Алафилип је напао на 126 km до циља, што је пратио само Мирко Маестри и стекли су предност, док је у групи иза њих кренуло девет возача. Њих двојица су радили заједно и повећавали су предност, а у последњих 20 километара били су 45 секунди испред прве групе пратилаца. Напао је на успону на 11,5 km до циља, што Маестри није могао да прати, возио је сам до циља и побиједио је 30 секунди испред Нарваеза. Он је тако постао 108 возач који је остварио побједе на све три гранд тур трке. Такође, добио је награду за најагресивнијег возача по други пут. На етапи 13, група се раздвојила због вјетра на 60 km до циља, након чега су Алафилип и Питер Сери радили на челу за Мерлијеа како би се предност повећала, јер је Милан био у другој групи, али су се групе спојиле послије 20 километара. У финишу је отпао и завршио је преко минут иза групе, у којој је поново побиједио Милан у спринту. На етапи 15, отишао је у бијег у групи од 13 возача која се одвојила послије десет километара, али је у главној групи радио тим Кофидис за Гешкеа, група се раздвојила и до водећих је дошло још 40 возача послије 60 километара. На спусту са другог успона је напао Кристијан Скарони и одвојило се шест возача. Алафилип је остао у већој групи иза, али му је пукла гума и морао је да узме резервни точак из аутомобила неутралног механичара, након чега је почео потјеру заједно са још тројицом возача који су отпали и успио је да се врати у групу на око 50  до циља. Отпао је на 28 km до циља и завршио је 27 минута иза Погачара, који је напао на 14  до циља и достигао све бјегунце. Етапа 16 је скраћена због лошег времена и нису вожени успони Пасо дело Стелвио и Умбраилпас, док су вожена само два успона, оба у последњих 30 километара, а почетак је каснио три сата због протеста возача. Након неколико напада, Алафилип, Балерини, Маестри и Пиколо су отишли у бијег послије 30 километара, стекли су два минута предности, док је Мовистар радио на челу главне групе. На почетку успона Пасо Пинеи, дугог 23,3 km, Пиколо је отпао, а затим Балерини, након чега је Алафилип појачао темпо и отпао је и Маестри. Брзо је стекао минут и по испред Маестрија и Балеринија, које су достигли Фјорели и Андреа Пјетробон. Главна група је достигла возаче који су били у потјери, након чега су на 14 km до циља напали Пелајо Санчез, Ђулио Пелицари, Костиу и Скарони, али је при врху Санчез отпао. До врха успона су смањили његову предност на 15 секунди, али је он повећао на 20 секунди пред почетак последњег успона, гдје су га достигли на 5 km до циља. Возио је заједно са њима на смјену до најтежег дијела, када је Пелицари појачао темпо и отпао је на 2,5  до циља, након чега је отпао и од групе и завршио је на 29 мјесту, четири минута иза Погачара који је побиједио нападом на 1,5  до циља. Добио је награду за најагресивнијег возача етапе и дневну награду за највише поена за интерђиро класификацију. На етапи 17, Фјорели и Мартин Марчелузи су напали одмах, а затим су напали Гешке и Скарони, након чега је напао Пелицари, што су пратили Алафилип, Кинтана и Гебрегзабијер и бијег је формиран пред врх успона Пасо Села, који је био Чима Копи. На спусту их је достигло још шест возача, стекли су предност, али је у главној групи тим ДСМ—фирмениш постнл возио јако на темпо и достигли су их на 61 km до циља, на успону Пасо Гобера. По достизању је Алафилип преузео да ради на челу групе за Хирта који је био у првих десет у генералном пласману, а затим је отпао и завршио је 32 минута иза Стајнхаузера. На етапи 19, на почетку је напала група од десет возача, који су стекли 20 секунди предности, али их је група достигла послије 32 километра. По достизању је напао Алафилип, што су пратили Санчез, Херманс, Андреа Вендраме, Плап и Нарваез и стекли су 30 секунди предности, након чега су из групе поново почели напади и достигла су их још четворица возача на 95 km до циља. Њихова предност је износила 33 секунде, након чега је Оноре предводио нове нападе из групе, достигли су водеће на 81 km до циља и у бијегу је било 19 возача. Они су стекли осам минута предности до интерђиро пролаза на 56,6 km до циља, а на почетку првог успона је напао Стајнхаузер, што су пратили само Алафилип, Нарваез и Мануеле Тароци, који је брзо отпао, док су их на спусту достигли Вендраме, Херманс и Санчез. На другом успону је Плап смањио заостатак иза њих на 20 секунди, након чега је Алафилип напао, што у почетку нико није могао да прати, али су га затим достигли Нарваез и Санчез, док су их до врха успона достигли Плап, Вендраме, Херманс и Стајнхаузер. На спусту је Вендраме напао и стекао предност, а иза њега су кренули Алафилип и Нарваез, након чега су их по равном достигла и остала четворица возача. Пред почетак последњег успона Вендраме је имао минут предности, након чега је Стајнхаузер напао у потјери за њим, а затим и Санчез. Алафилип, Плап и Нарваез су наставили да раде заједно, али се њихов заостатак повећао на два минута, док су их у финишу достигли Веласко, Тратник и Валгрен. Није спринтао и завршио је на деветом мјесту, два и по минута иза Вендрамеа. Због своје вожње добио је награду за најагресивнијег возача на етапи по четврти пут. На последњој, етапи 21, радио је за Мерлијеа, који је остварио трећу побједу у спринту и Ђиро је завршио на 48 мјесту, два и по сата иза Погачара, а такође је освојио награду за најагресивнијег возача цијеле трке.
Послије мјесец и по паузе, у јуну је возио првенство Француске у друмској вожњи, гдје су се одвојила петорица возача на 70 km до циља и стекли су преко минут предности. Алафилип је напао на 15  до циља, што је пратила мала група возача, након чега је поново нападао у последњих пет километара заједно са Коснефроом али су их остали достигли и завршио је на 12 мјесту, у групи која је дошла на циљ 34 секунде иза прве тројице гдје је Пол Лапејра побиједио у спринту. Три дана касније стартовао је Около Словенска трку, гдје је Судал—Квик-степ екипни хронометар на отварању завршио на другом мјесту, 25 секунди иза тима Џејко—алула. На другој етапи, бјегунци су достигнути на 9  до циља, након чега је група возила на темпо скоро до циља, гдје је вожен успон у последњих 700 метара. Андерс Фолдагер је напао на 150 метара до циља, за њим су кренули Алафилип, Јено Беркмус и Лукаш Кубиш, али нису могли да га достигну. Фолдагер је побиједио, док је Алафилип завршио на четвртом мјесту, секунду иза и дошао је на пето мјесто у генералном пласману. На трећој етапи, бјегунци су достигнути на 15  до циља, а Судал—Квик-степ је изашао на чело групе да ради на темпо на 3 km до циља. Алафилип је напао у последњем километру и брзо је стекао предност, док је из групе напао Хамиш Брадле, што је  Мањије одмах пратио. До краја је сачувао предност и побиједио је двије секунде испред Мањијеа који је одспринтао Хамиша, а захваљујући секундама бонификације дошао је на друго мјесто у генералном пласману, десет секунди иза Фолдагера и преузео је мајицу за лидера класификације по поенима. На четвртој етапи, напао је на почетку последњег успона, када је група смањила заостатак иза четворице бјегунаца на минут, а пратили су га Беркмус и Мауро Шмит. Нису могли да достигну бјегунце, а при врху није могао да прати темпо Беркмуса и Шмита и завршио је на седмом мјесту, 22 секунде иза водећих гдје је у спринту побиједио Јоханес Адамиец, као и пет секунди иза Беркмуса и Шмита, а у генералном пласману је остао на другом мјесту, двије секунде иза Шмита. На последњој, петој етапи, напао је на 7 km до циља, што је пратило неколико возача, а након што је напао поново на 4 km до циља, пратили су га само Феликс Енгелхарт, Шмит и Моникје. Енгелхарт је напао у финишу, што није нико пратио и остварио је соло побједу, док је Алафилип завршио на трећем мјесту, шест секунди иза, изгубивши у спринту од Шмита и трку је завршио на другом мјесту у генералном пласману, седам секунди иза Шмита, уз освојену класификацију по поенима. Сезону је наставио на Чех туру, који је Судал—Квик-степ возио први пут послије 2015. На другој етапи, напао је рано у покушају да оде у бијег и прешао је први преко првог успона, али га је група достигла, након чега су у бијег отишла четири возача, који су достигнути на 40  до циља. На последњем успону, Мајкл Сторер је напао на 4  до циља, а након што је достигнут, Кевин Вермарке је напао на 2  до циља. Ирши је напао у последњем километру, достигао је Вермаркеа и отишао од њега. Алафилип је кренуо у потјеру за њим заједно са још возача, одакле су напали Игита и Дијего Улиси. Ирши је до краја повећао предност и побиједио је 11 секунди испред Улисија, док је Алафилип завршио на шестом мјесту, у групи која је дошла на циљ 16 секунди иза и дошао је на седмо мјесто у генералном пласману. На трећој етапи је отпао на последњем успону и завршио је скоро шест минута иза Томаса Глога, због чега је испао из борбе за генерални пласман. На последњој, четвртој етапи, у финишу су вожена четири круга која су ишла преко успона Стернберк. На претпоследњем прелазу се одвојила група од 12 возача међу којима је био Алафилип, који је напао на последњем прелазу преко успона, што је пратио само Ирши, али су их остали достигли на 800 метара до циља. Ирши је почео да спринта први, на 300 метара до циља, након чега га је Алафилип обишао са десне стране и побиједио, чиме је остварио трећу побједу у сезони и 44 у каријери. Дана 3. августа возио је друмску трку на Олимпијским играма, заједно са Мадуом, Лапортом и Вокеленом. На 72 km до циља, на успону Коте де Бевре, Евенепул је напао , али је група пратила, након чега је Евенепул напао поново на успону Коте ди Пав де Гарде, на 67 km до циља, што су пратили Јоргенсон и Бетиол, док је Кинг радио на челу групе и достигли су их. Полит је напао на 57 km до циља, што су пратили Мадуа и још четири возача; Евенепул и Стојвен су предводили групу до њих, али су успорили и они су стекли 25 секунди предности. Њихова предност се повећала на минут, након чега су у групи почели да раде Бенот и Скјелмосе за Белгију и Данску. Ван дер Пул је напао на 46 km до циља, што је одмах пратио Ван Арт, а затим су до њих дошли Јоргенсон, Алафилип и Томс Скујинш. Стекли су 13 секунди предности, али Алафилип није хтио да ради, због чега су и остали возили мало спорије и достигли су их Педерсен, Вилијамс и Макналти, а затим дио возача који су такође напали из главне групе. Евенепул је напао на 38 km до циља, што нико није могао да прати и брзо је достигао групу испред, затим је возио на темпо и отпали су сви осим Мадуа. Ван Барле је радио на темпо за Холандију, а затим је напао Ван дер Пул, што су пратили Ван Арт, Алафилип, Јоргенсон и Педерсен, али су их достигли. Ван дер Пул је напао поново, што није нико одмах пратио, након чега су Лапорт, Педерсен  и Јоргенсон кренули у потјеру за њим, а затим су их достигли Алафилип, Ван Арт и Метјуз и стигли су до Ван дер Пула. На 25  до циља је напао Јоргенсон, што је пратио Лапорт, али није хтио да га мијења и стигли су Хилија који је био испред. Алафилип је возио у групи иза, која је достигла Јоргенсона и Лапорта у последња два километра, али је у финишу отпао и завршио је на 11 мјесту, минут и 25 секунди иза Евенепула, који је побиједио након напада на успону на 15  до циља. Недељу дана касније возио је Класика де Сан Себастијан, гдје је напао на успону Ерлаиц на око 40  до циља, што је пратио само Липовац, а затим их је достигао Сиваков, али их је група достигла при врху, када је Сиваков напао поново. Сиваков је достигнут на последњем успону, на 9  до циља, а затим је Ленерт ван Етвелт радио на темпо и у групи је остало пет возача. Алафилип је напао на 7,5 km до циља, на секцији од 15% нагиба, што је пратио Ирши, док је Ван Етвелт био близу, али је онда почео да заостаје. Алафилип и Ирши су радили заједно, стекли су 14 секунди предности испред Ван Етвелта, а у последњих 500 метара су успорили и гледали се међусобно. Алафилип је био испред, Ирши је почео да спринта на 200 метара по лијевој страни, Алафилип је кренуо да спринта на десној страни али није могао да га стигне и завршио је на другом мјесту.
Дана 10. августа медији су објавили да ће вјероватно напустити тим, о чему је Лефевер изјавио да не жели да га плаћа више од тренутног и да ће ако буде бирао срцем изабрати њих. Недељу дана касније, објављено је да је потписао уговор са тимом Тудор про сајклинг. Сезону је наставио на Бретање класику, гдје се на 5 km до циља одвојила група од пет возача, у којој је био Ван Вилдер, а из које је Ирши напао из 3,5 km до циља. Након што је група достигла остале возаче, Алафилип и Ван Вилдер су радили на темпо за Мањијеа, а затим је отпао и завршио је 11 секунди иза Иршија, док је Мањије одспринтао групу и завршио на другом мјесту. Почетком септембра је возио Тур оф Бритејн, гдје су он и Евенепул спроводили Мањијеа за спринт на првој етапи и Мањије је побиједио. На другој етапи, на којој је вожено неколико кратких стрмих успона, одвојила се група на око 60  до циља, која је достигла бјегунце, након чега се одвојила још једна група у којој су били Алафилип и Евенепул, који су достигли водеће, а затим је Евенепул возио јако на темпо и на челу је остало девет возача. Евенепул је радио на достизању свих напада, а када је Вилијамс напао на 5  до циља, Алафилип је пратио, затим и Онли. Није хтио да ради са другом двојицом, возио је на зачељу до краја, а затим је почео да спринта на 200 метара до циља, али га је Вилијамс обишао и побиједио. Захваљујући секундама бонификације за друго мјесто на етапи, дошао је на треће мјесто у генералном пласману, 16 секунди иза Вилијамса. На трећој етапи је напао заједно са још четири возача, узео је максимални број бодова на прва два брдска циља, а након што је Јелте Кројнсен напао пред пролазни циљ, Судал—Квик-степ је појачао темпо и достигли су их послије 60 километара. У финишу је отпао, завршио је минут иза групе у којој је Вилијамс побиједио у спринту и пао је на седмо мјесто у генералном пласману. Последњу, шесту етапу, завршио је 24 секунде иза групе и трку је завршио на 14 мјесту у генералном пласману, два минута иза Вилијамса. Сезону је наставио на класицима у Канади. На Гран при сајклисте де Квебеку, Јоргенсон је напао на 10,8 km до циља, стекао је 20 секунди предности, али је група смањила његову предност, након чега је Алафилип напао на 3,5 km до циља, што је пратио Ван Гилс и достигли су га. Алафилип је одмах напао поново, Ван Гилс га је пратио, а Јоргенсон је наставио да вози са Погачарем, Беркмусом и Де Лијем и достигли су их. Погачар је напао на 2,2 km до циља, што су пратили Де Ли, Ван Гилс и Беркмус, док је Алафилип отпао и завршио је минут и 43 секунде иза групе која је достигла све возаче, а гдје је затим у спринту побиједио Метјуз. Два дана касније возио је Гран при сајклисте де Монтреал. Погачар је напао на 23 km до циља, што је покушао да прати Јоргенсон али је брзо отпао, док је из групе напао Алафилип и достигао га. Имали су седам секунди предности испред групе, која их је достигла, након чега су на 15  до циља напали Алафилип и Аранбуру, а затим су их достигли Билбао и Лемен и стекли су предност испред групе, али су заостајали 30 секунди иза Погачара. Билбао је напао из групе пратилаца у последњих пет километара, док је остале достигла група, која је дошла на циљ 40 секунди иза Погачара и 16 секунди иза Билбаоа, а у спринту је Алафилип побиједио Ван Гилса и Изагиреа и завршио је на трећем мјесту. Возио је Супер 8 класик, као последњу припремну трку пред Свјетско првенство, гдје је завршио у великој групи која је дошла на циљ минут и пет секунди иза Филипа Барончинија који је остварио соло побједу. Дана 29. септембра возио је друмску трку на Свјетском првенству, гдје није био међу највећим фаворитима, али су медији сматрали да може да искористи јаки француски тим као 2020. и 2021. На првенству је пао на 218 km до циља и напустио је трку. Објављено је да је ишчашио раме и одмах је превезен у болницу. Планирао је да вози Ђиро ди Ломбардију као последњу трку заСудал—Квик-степ, али је изостављен из тима и завршио је сезону.

### 2025.
Године 2025. напустио је Квик-степ послије 11 година и прешао је у Тудор про сајклинг, са којим је потписао трогодишњи уговор. Изјавио је да то за њега није била лака одлука јер је у тиму провео трећину живота и да ће му недостајати људи са којима је увијек био, док је Лефевер изјавио да је то крај једне ере, да га боли што одлази и да је он као дијете у породици од кога одустајеш.

## Стил вожње
Познат је по агресивном стилу вожње и по експлозивним нападима на успонима. Његов тренер из јуниорског тим Арме де Тере, изјавио је да је он прави свестрани возач, добар спринтер и панчер, који добро иде и узбрдо и по равном, изјавивши да је током вожње у циклокросу напорно тренирао по сат времена. Током 2015. изјавио је да не зна који је тип возача, након чега су медији написали да се његове границе не знају. Патрик Лефевер, власник тима Квик-степ, изјавио је да га је по доласку у тиму подсјећао на Паола Бетинија по стилу вожње. Послије прве професионалне сезоне, медији су написали да је више панчер него спринтер и да је он француски Петер Саган или Мајкл Метјуз. Током 2016. завршио је Флеш Валон на другом мјесту, на успону Мур де Иј, са секцијама нагиба од 26%, а касније током године спринтерску етапу на Критеријуму ди Дофине завршио је такође на другом мјесту, испред Буанија, Дебусхереа, Ван Авермата, Џона Дегенколба и Сема Бенета. Током Критеријума ди Дофине пет етапа је завршио у првих десет, укључујући брдске и спринтерске етапе, као и хронометар, након чега су медији објавили да је доста универзалан и дали му надимак „4х4 Алафилип“. Тим Етикс—Квик-степ је објавио да са добрим спринтом и способношћу да иде добро преко успона може да буде конкурентан и на једнодневним и на етапним тркама. Након прве побједе у вожњи на хронометар, на Париз—Ници 2017. тим Квик-степ флорс је објавио да је он један од најсвестранијих и најталентованијих возача нове генерације. Након што је 2018. освојио брдску класификацију на Тур де Франсу и Класика Сан Себастијан трку, медији су објавили да се учврстила његова репутација једног од вишеструко талентованих возача. Часопис The Telegraph је након Тур де Франса 2019. написао: „Момак који не може да се пење спринта на Турмалеу, момак који не може да вози на хронометар побјеђује Томаса и све остале у вожњи против сата.“

## Приватни живот
Има два млађа брата, Брајана и Леа. Брајан је возио професионално за континенталне тимове до 2021. након чега је наставио да се такмичи аматерски, док се Лео такође такмичи аматерски. Од 2020. је у вези са Марион Русе, бившом професионалном бициклисткињом. У јануару 2021. објавио је на друштвеним мрежама да очекују дијете, а њихов син је рођен 14. јуна 2021. године и дали су му име Нино. Његов отац је присуствовао на појединим етапама на Тур де Франсу 2019. у колицима, а умро је у јуну 2020. послије дуге болести.
Жилијен Гоне, његов сувозач из тима Арме де Тере 2012. изјавио је да није водио превише рачуна о исхрани, да га је једном приликом затекао у соби када се спремао да поједе парче хљеба са нутелом, што му је узео прије него што је појео. Да Коста, његов тренер из тима Арме де Тере, изјавио је да је био стидљив по доласку, али да је био забаван када се уклопио и да је након што је почео професионалну каријеру остао исти какав је и био. На друштвеним мрежама је узео надимак Алафполак, о чему је изјавио да не долази ниоткуда и да је бесмислица. Свој музички укус описао је као разноврстан и навео је да су му омиљени музичари AC/DC, The Police и Стинг. Омиљени филмски жанр му је комедија, о чему је изјавио да му гледање комедија увече после напорног дана на бициклу помаже да се опусти и скрене мисли. Изјавио је да се увијек труди да нађе времена да погледа документарце о полицији и војсци, јер сматра да су и једни и други интересантни и жели да види како раде и како се живи у средишту акције. Омиљене књиге су му биографије, о чему је изјавио да фокус не мора да буде неки спортиста или особа која је имала важну улогу у неком тренутку историје, већ да особа треба да буде добра и проницљива.
Има своју линију одјеће, која је названа „Колекција Жилијен Алафилип“, а која садржи брендирану одјећу за мушкарце, жене и дјецу. На Вуелти ал Паис Баско 2018. је по први пут пустио бркове, због чега су му возачи током прве етапе прилазили да питају о новом изгледу, о чему је изјавио да није имао посебан разлог да их пусти али да ће их задржати након што је побиједио на етапи. Прије почетка седме етапе трке Тур оф Бритејн 2018. која је стартовала у Нотингамширу обукао се као Робин Худ. У априлу 2021. постао је амбасадор кампање за глобалну заштиту на путевима, заједно са Миком Шумахером, тадашњим возачем формуле 1.

## Резултати на тркама

### Резултати на гранд тур тркама
| Гранд тур трке  | 2014. | 2015. | 2016. | 2017. | 2018. | 2019. | 2020. | 2021. | 2022. | 2023. | 2024. |
| --------------- | ----- | ----- | ----- | ----- | ----- | ----- | ----- | ----- | ----- | ----- | ----- |
| Ђиро д’Италија  | —     | —     | —     | —     | —     | —     | —     | —     | —     | —     | 48    |
| Тур де Франс    | —     | —     | 41    | —     | 33    | 5     | 36    | 30    | —     | 33    | —     |
| Вуелта а Еспања | —     | —     | —     | 68    | —     | —     | —     | —     |       | —     | —     |

### Резултати на главним етапним тркама
| Етапне трке          | 2014. | 2015. | 2016. | 2017. | 2018. | 2019. | 2020. | 2021. | 2022. | 2023. | 2024. |
| -------------------- | ----- | ----- | ----- | ----- | ----- | ----- | ----- | ----- | ----- | ----- | ----- |
| Париз—Ница           | —     | 43    | —     | 5     | 18    | —     | 16    | —     | —     | —     | —     |
| Тирено—Адријатико    | —     | —     | —     | —     | —     | 6     | —     | 41    | 33    | 30    | 62    |
| Вуелта а Каталуња    | 83    |       |       | —     | —     | —     |       | —     | —     | —     | —     |
| Вуелта ал Паис Баско | —     | —     | —     |       | 35    |       | —     | 24    | —     | —     |       |
| Тур де Романди       | —     |       | —     | —     | —     | —     | —     | —     | —     | 33    |       |
| Критеријум ди Дофине | 57    |       | 6     | —     | 21    | 35    | 24    | —     | —     | 10    | —     |
| Тур де Свис          | —     | —     | —     | —     | —     | —     |       |       | —     | —     | —     |

### Резултати на класицима
| Монументални класици           | 2014. | 2015. | 2016. | 2017. | 2018. | 2019. | 2020. | 2021. | 2022. | 2023. | 2024. |
| ------------------------------ | ----- | ----- | ----- | ----- | ----- | ----- | ----- | ----- | ----- | ----- | ----- |
| Милано—Санремо                 | —     | —     | —     | 3     | 35    | 1     | 2     | 16    | —     | 11    | 9     |
| Ронде ван Фландерен            | —     | —     | —     | —     | —     | —     |       | 42    | —     | 51    | 70    |
| Париз—Рубе                     | —     | —     | —     | —     | —     | —     |       | —     | —     | —     | —     |
| Лијеж—Бастоњ—Лијеж             | —     | 2     | 23    | —     | 4     | 16    | 5     | 2     |       | 86    | —     |
| Ђиро ди Ломбардија             |       | —     | 60    | 2     | —     | —     | —     | 6     | 51    | 36    | —     |
| Остали класици                 | 2014. | 2015. | 2016. | 2017. | 2018. | 2019. | 2020. | 2021. | 2022. | 2023. | 2024. |
| Кадел Еванс рејс               | —     | —     | —     | —     | —     | —     | —     | —     | —     | —     | —     |
| Омлоп хет Нијувсблад           | —     | —     | —     | —     | —     | —     | —     | 57    | —     | —     |       |
| Страде Бјанке                  | —     | —     | —     | —     | —     | 1     | 24    | 2     | 58    | 43    |       |
| Класик Бриж—Де Пане            | —     | —     | —     | —     | —     | —     | —     | —     | —     | —     | —     |
| Е3 Саксо класик                | —     | —     | —     | —     | —     | —     |       | —     | —     | —     | 49    |
| Гент—Вевелгем                  | —     | —     | —     | —     | —     | —     | —     | —     | —     | —     | —     |
| Дварс дор Фландерен            | —     | —     | —     | —     | —     | —     |       | 22    | —     | 29    | 26    |
| Амстел голд рејс               |       | 7     | 6     | —     | 7     | 4     |       | 6     | —     | —     | —     |
| Флеш Валон                     | —     | 2     | 2     | —     | 1     | 1     | —     | 1     | 4     | —     | —     |
| Ешборн—Франкфурт               | —     | —     | —     | —     | —     | —     | —     | —     | —     | —     | —     |
| Класика де Сан Себастијан      |       | 8     | —     | —     | 1     |       |       | 6     | —     |       | 2     |
| Хамбург сајкласик              | 16    | 22    | —     | —     | —     | —     | —     | —     | —     | —     | —     |
| Бретање класик                 | 5     | 42    | —     | —     | —     | —     | —     | 2     | —     | 30    | 58    |
| Гран при сајклисте де Квебек   | 28    | 46    | 65    | —     | —     | 7     |       |       | —     | 9     | 81    |
| Гран при сајклисте де Монтреал | 57    | 60    | 10    | —     | —     | 13    | —     | 12    | 3     |       |       |
| Кирн—Брисел—Кирн               | —     | —     | —     | —     | —     | —     | —     | —     | —     | —     | 111   |
| Фон Ардеше класик              |       | 73    | —     | —     | —     | —     |       | —     | 25    | 1     | —     |
| Фон Дром класик                | 62    |       | —     | —     | —     | —     | 17    | —     | 5     | 16    | —     |
| Брабантсе пајл                 | 14    | 19    | 8     | —     | —     | 2     | 1     | —     |       | —     | —     |
| Примус класик                  | —     | —     | —     | —     | —     | —     | —     | 47    | —     | —     | —     |
| Ђиро дел’Емилија               | —     | —     | —     | —     | —     | —     | —     | —     | 80    | 34    | —     |
| Копа Берноки                   | —     | —     | —     | —     | —     | —     | —     | —     | 69    | 8     | —     |
| Тре вали Варезине              | —     | —     | —     | —     | —     | —     |       | —     | —     | 82    | —     |
| Супер 8 класик                 | —     | —     | —     | —     | —     | —     | —     | —     | —     | —     | 69    |
| Јапан куп                      | —     | —     | —     | —     | —     | —     | —     | —     | —     | 38    | —     |

### Резултати на Олимпијским играма
| Олимпијске игре     | 2016. | 2020. | 2024. |
| ------------------- | ----- | ----- | ----- |
| Друмска трка        | 4     | —     | 11    |
| Вожња на хронометар | —     | —     | —     |

### Резултати на Свјетском првенству
| Свјетско првенство у друмској вожњи | 2014. | 2015. | 2016. | 2017. | 2018. | 2019. | 2020. | 2021. | 2022. | 2023. | 2024. |
| ----------------------------------- | ----- | ----- | ----- | ----- | ----- | ----- | ----- | ----- | ----- | ----- | ----- |
| Друмска трка                        | —     |       | —     | 10    | 8     | 28    | 1     | 1     | 51    |       |       |
| Вожња на хронометар                 | —     | —     | —     | —     | —     | —     | —     | —     | —     | —     | —     |

### Резултати на Европском првенству
| Европско првенство у друмској вожњи | 2014.             | 2015.             | 2016. | 2017. | 2018. | 2019. | 2020. | 2021. | 2022. | 2023. | 2024. |
| ----------------------------------- | ----------------- | ----------------- | ----- | ----- | ----- | ----- | ----- | ----- | ----- | ----- | ----- |
| Друмска трка                        | Није организовано | Није организовано | 2     | —     | —     | —     | —     | —     | —     | —     | —     |
| Вожња на хронометар                 | Није организовано | Није организовано | —     | —     | —     | —     | —     | —     | —     | —     | —     |

### Резултати на националном првенству
| Првенство Француске | 2013. | 2014. | 2015. | 2016. | 2017. | 2018. | 2019. | 2020. | 2021. | 2022. | 2023. | 2024. |
| ------------------- | ----- | ----- | ----- | ----- | ----- | ----- | ----- | ----- | ----- | ----- | ----- | ----- |
| Друмска трка        | 68    | 89    | 5     | 5     | —     | 3     | —     | 3     | 37    | 13    |       | 12    |
| Вожња на хронометар | —     | —     | —     | —     | —     | —     | —     | —     | —     | —     | —     | —     |

| — | Није учествовао |
|   | Није завршио    |
|   | Није одржано    |